# Liste der Straßennamen von Wien/Landstraße
Liste der Straßen, Gassen und Plätze des 3. Wiener Gemeindebezirks, Landstraße, sowie Erklärung derer Bedeutung.
Ein Großteil der Straßen wurde im Jahre 1862 neu benannt, als nach der 1850 erfolgten Eingemeindung der Vorstädte Doppelbenennungen im neuen Stadtgebiet behoben wurden und die Einführung der Straßenschilder vollzogen wurde (vgl. Straßen in Wien, Geschichte Wiens).
| Historische Straßennamen – Literatur – Weblinks |

## A

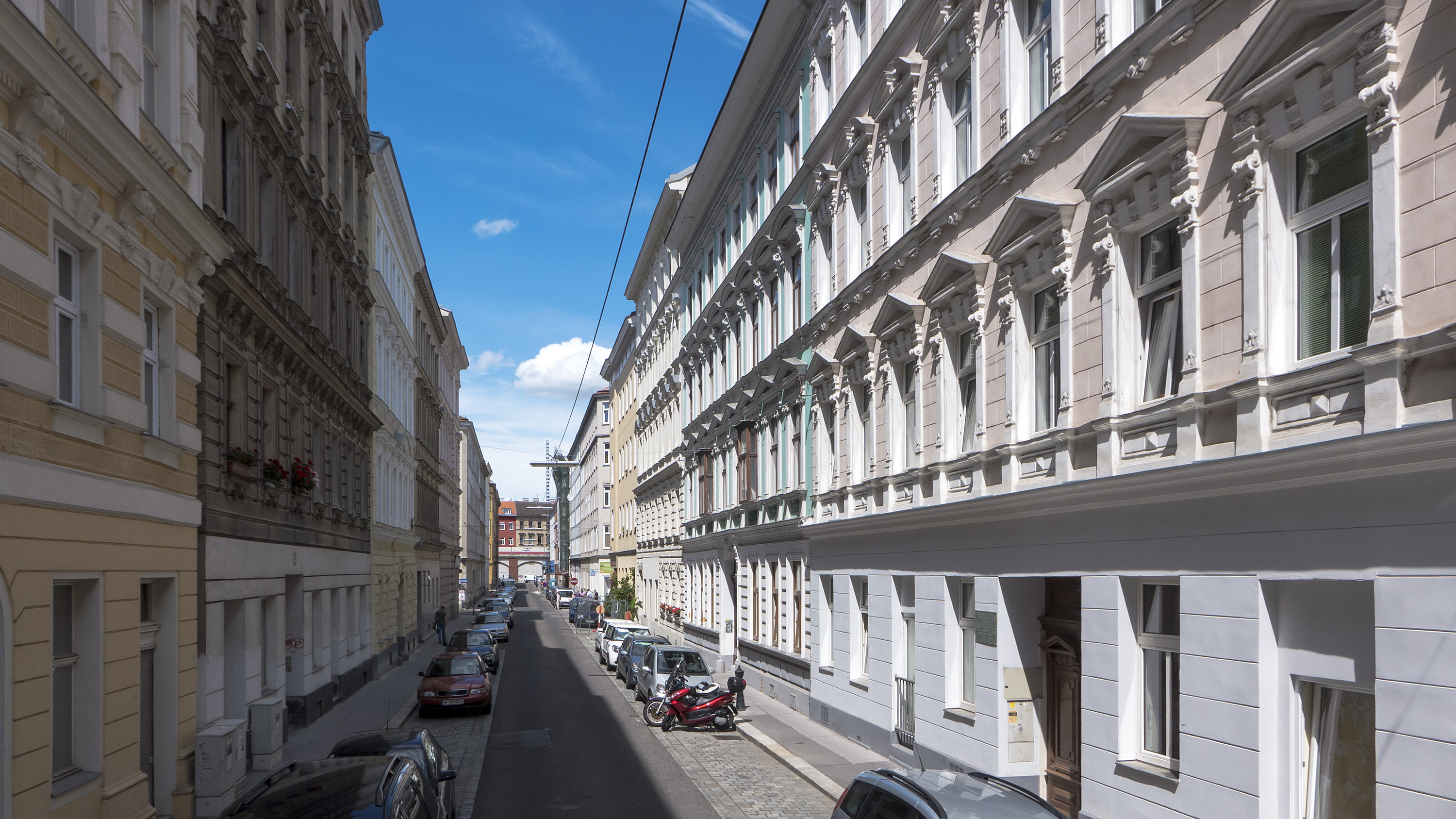
Adamsgasse

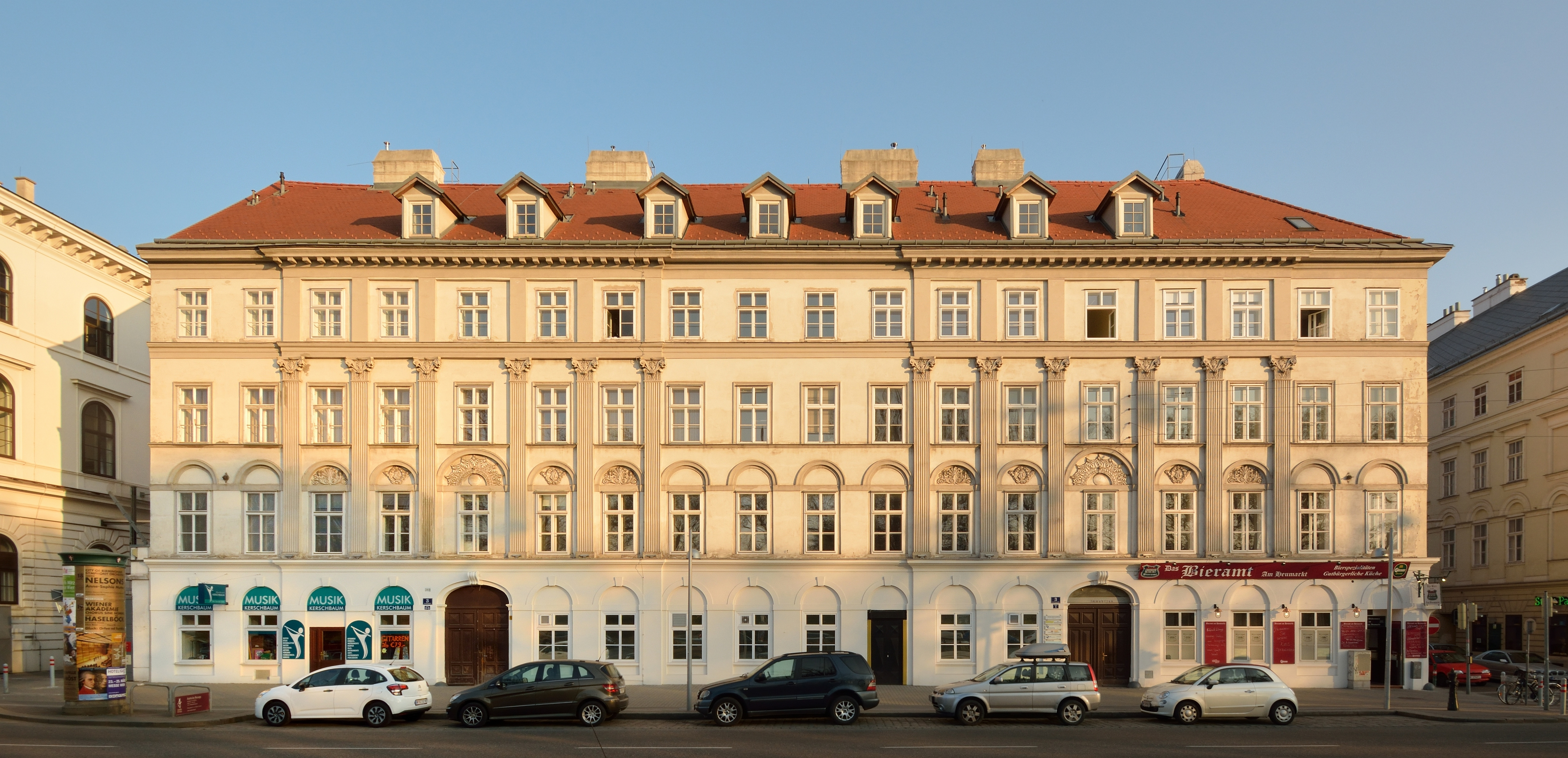
Am Heumarkt 3

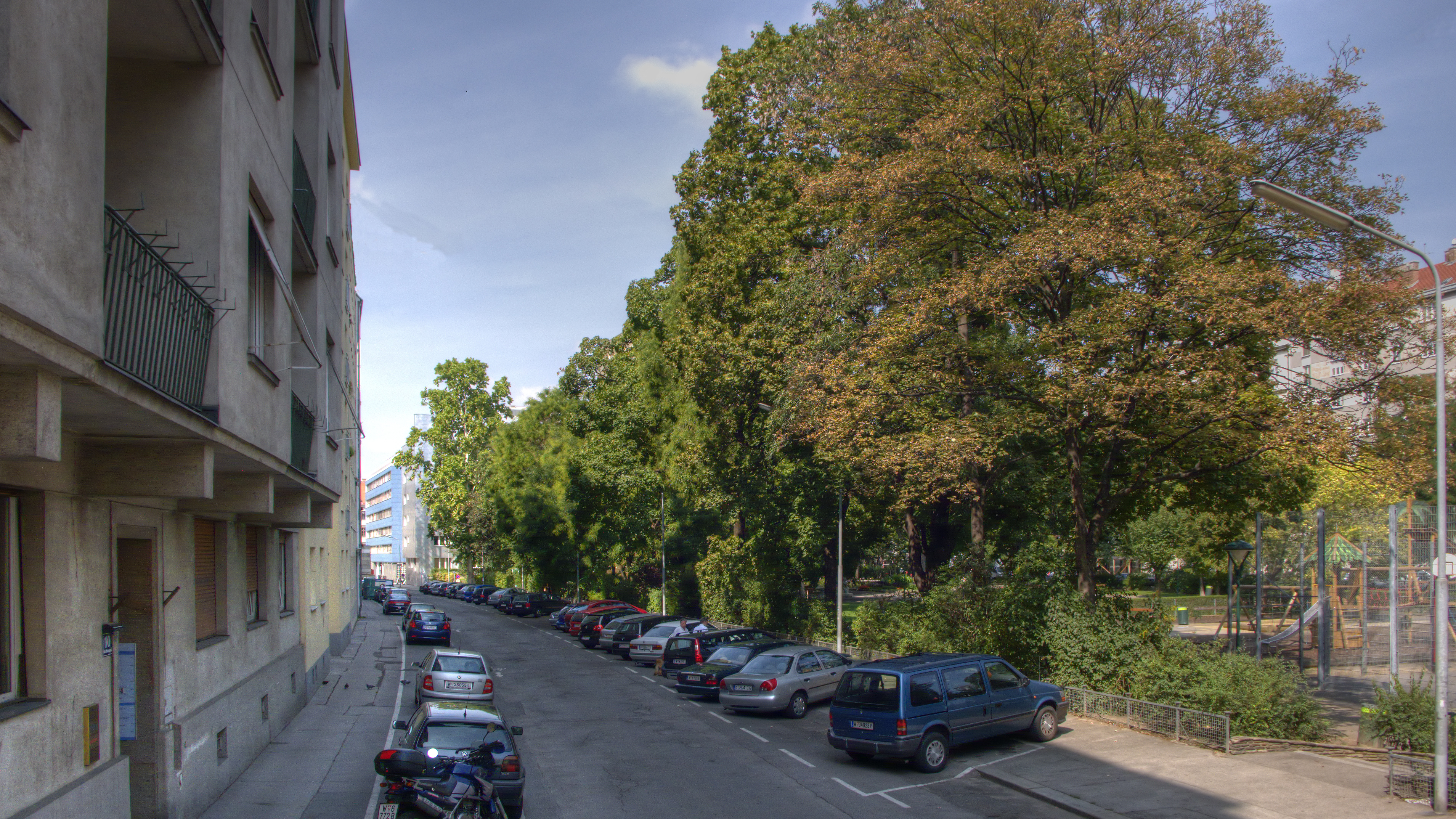
Am Modenapark

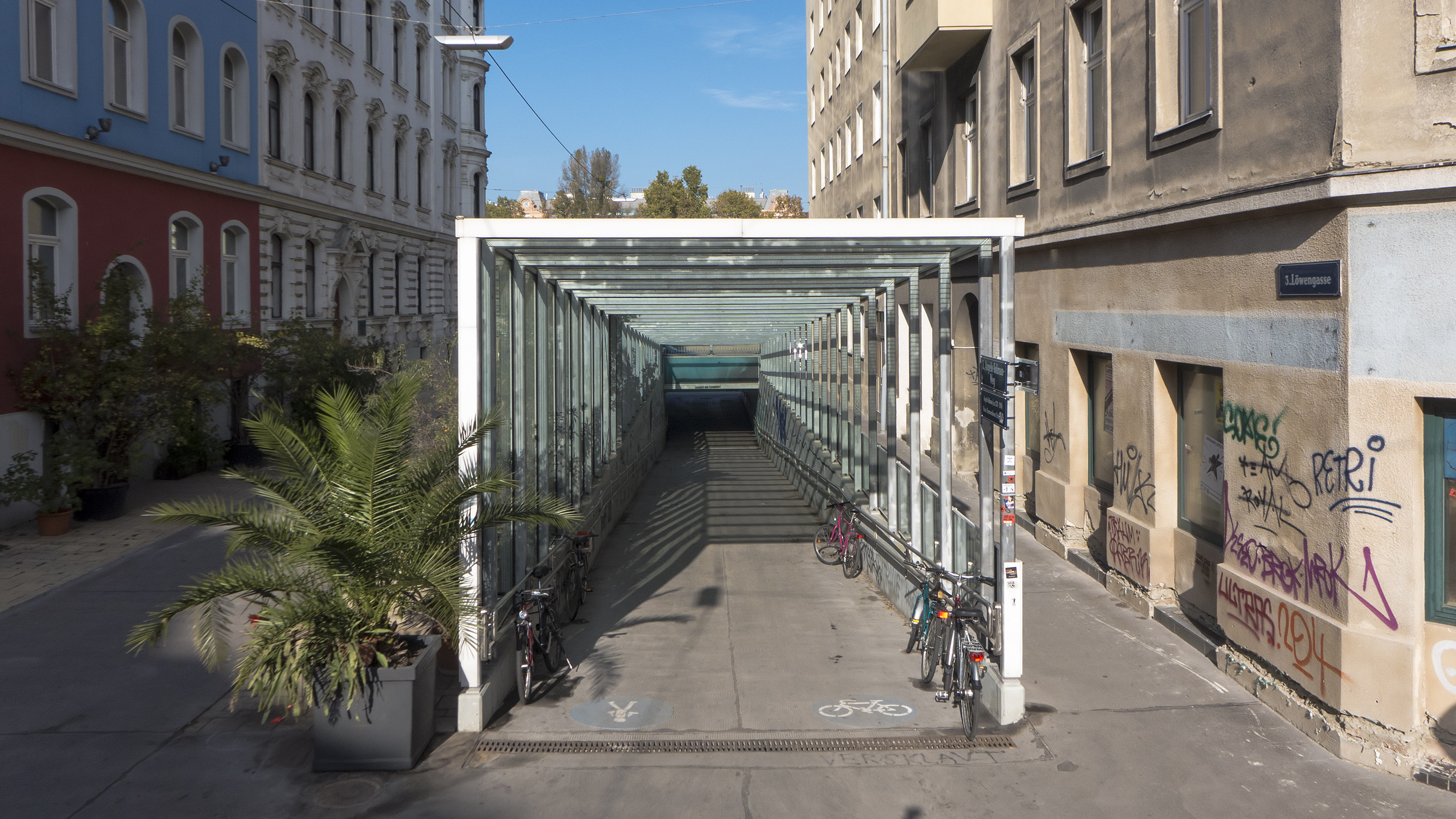
Der Angelo-Soliman-Weg inmitten der Löwengasse

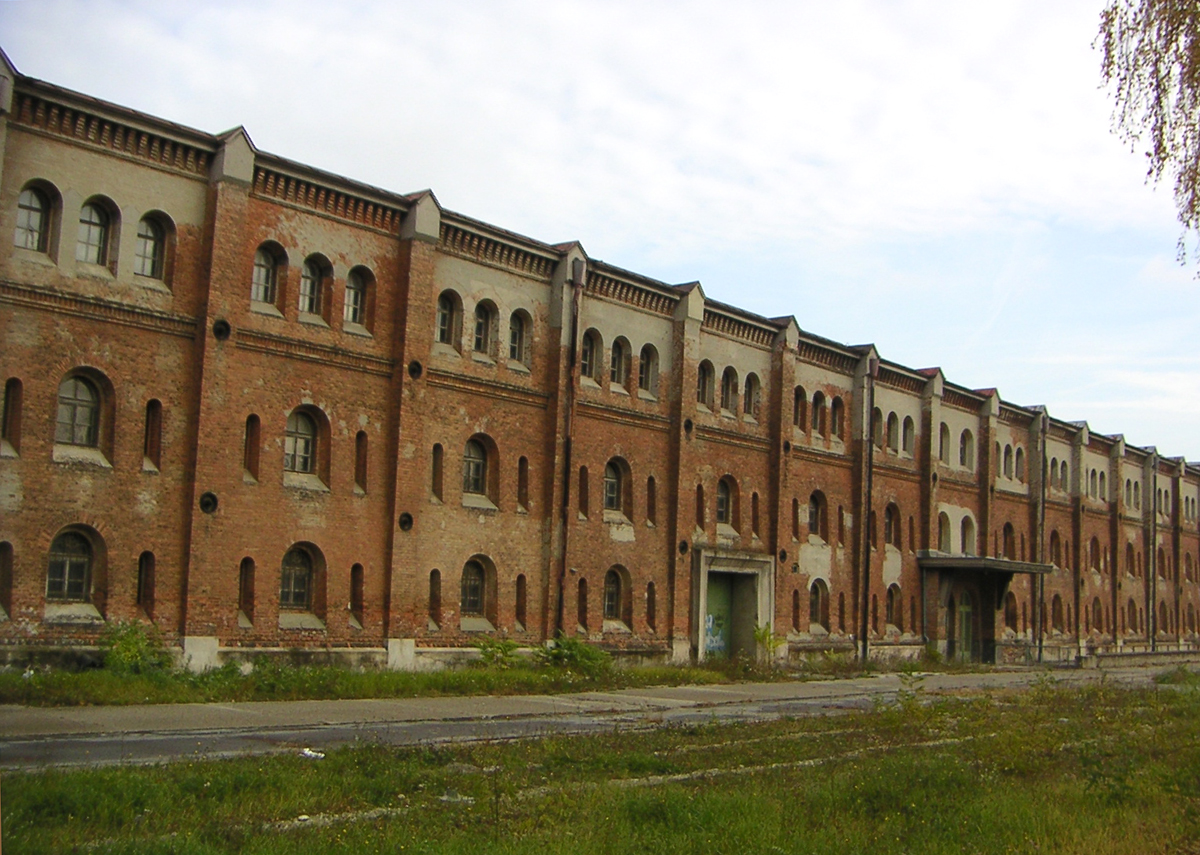
Depots des Arsenals an der Arsenalstraße

- Adamsgasse, 1862 benannt nach dem Fleischhauer Johann Adam (Lebensdaten unbekannt); sein Geschäft bestand um 1756 im Haus „Zur goldenen Weintraube“ in der Weißgerbervorstadt. Der Straßenname war schon zuvor im Volksmund gebräuchlich. Die Gasse ist Schauplatz eines Handlungsstranges im Roman Die Wasserfälle von Slunj von Doderer (erste Wohnung Chwostiks zwischen den Prostituierten Finy und Feverl, Hausmeisterin Wewerka).[1]
- Adolf-Blamauer-Gasse, 1936 benannt nach dem Beamten und Maler Adolf Blamauer (1847–1923); er war im Hauptberuf Beamter der Ersten Donau-Dampfschiffahrts-Gesellschaft und malte nebenbei Genrebilder, Veduten, Hochgebirgslandschaften und Panoramen; etwa 200 seiner Aquarelle befinden sich im Bezirksmuseum Landstraße. Blamauer war 1869 Mitbegründer des Österreichischen Touristenklubs.
- Alfred-Dallinger-Platz, 2005 benannt nach dem Gewerkschafter und Politiker Alfred Dallinger (1926–1989), Jugendsekretär der Gewerkschaft der Privatangestellten (ab 1948), Zentralsekretär (ab 1966), Vorsitzender (ab 1974), sozialdemokratischer Abgeordneter zum Nationalrat (1974–1983). Von 1980 bis zu seinem Tod war er Sozialminister. Er kam 1989 mit dem Gewerkschafter Richard Wonka in einer Linienmaschine der Rheintalflug in der Nähe des Flugplatzes Altenrhein ums Leben, als das Flugzeug in den Bodensee stürzte; siehe den Wonkaplatz im 22. Bezirk Donaustadt.
- Althoff-Jacobi-Gasse, 2018 benannt nach der Unternehmerin Elfi Althoff-Jacobi (1914–1995); sie stammte aus einer großen deutschen Zirkusfamilie und leitete von 1974 bis 1993 den Österreichischen Nationalzirkus „Circus Althoff-Jacoby“. Sie galt als die grande dame der internationalen Circuswelt.
- Am Heumarkt, benannt (vermutlich 1862) nach dem Heumarkt, einem ehemaligen Verkaufsplatz, an dem allwöchentlich große Mengen an Heu – meist aus Ungarn stammend – umgeschlagen wurden. Der Platz wurde bereits um 1418 als Heugries erwähnt, später als Im Gereit und dann von ca. 1830 bis 1862 Am Glacis.
- Am Kanal, 1925 benannt nach dem hier verlaufenden Wiener Neustädter Kanal; der schiffbare Wasserweg wurde 1797–1803 erbaut und verband auf einer Länge von 63 km Wien mit Wiener Neustadt. Bauleiter war Hofbaudirektor Joseph Schemerl; siehe die Schemmerlstraße im 11. Bezirk Simmering. 1879 ging die Kanalschifffahrt stark zurück und 1928–1935 wurde der Kanal im Wiener Stadtgebiet zugeschüttet. Die Straße hieß davor Am Wiener Neustädter Kanal; ein Teil hieß bis 1956 Reithmanngasse. Der nordwestlich anschließende Teil des zugeschütteten Wiener Neustädter Kanals heißt Aspangstraße.
- Am Modenapark, 1916 benannt nach der Erzherzogin Beatrix d’Este (1750–1829); durch ihre Einheirat brachte sie die Erbschaft ihres Vaters, die Herzogtümer Modena und Reggio, sowie die Erbschaft ihrer Mutter, die Herzogtümer Massa und Carrara, in das Haus Habsburg ein und wurde zur Begründerin der Linie Österreich-Este. 1812 ließ sie in der Vorstadt Landstraße ein Palais errichten und einen großen Garten anlegen. Das Palais wurde 1916 abgerissen, Teile des Gartens bestehen heute als Modenapark, um diesen Park entstand in den 1920ern und 1930ern ein zwischekriegszeitliches Ensemble, das Modenapark-Viertel. Die Beatrixgasse ist ebenfalls nach der Erzherzogin benannt.
- Am Schweizer Garten, 2019 in falscher Schreibweise benannt nach dem angrenzenden Schweizergarten. Die 1905 angelegte, ursprünglich Maria-Josefa-Park genannte Parkanlage wurde 1920 aus Dankbarkeit für die großzügige Hilfe, die die Schweiz der Not leidenden Wiener Bevölkerung nach Kriegsende geleistet hatte, in Schweizergarten umbenannt.
- Am Stadtpark, 1986 benannt nach dem Wiener Stadtpark. Der 65.000 m² große Park wurde 1862 unter Bürgermeister Andreas Zelinka eröffnet; siehe die Zelinkagasse im 1. Bezirk, Innere Stadt. Geplant wurde der Park im Stil englischer Landschaftsparks vom Landschaftsmaler Joseph Selleny, die Planungen überarbeitet und durchgeführt hat der Stadtgärtner Rudolph Siebeck; siehe die Sellenygasse im 2. Bezirk, Leopoldstadt, und die Siebeckstraße im 22. Bezirk, Donaustadt. Die Straße war davor ein Teil der Verkehrsflächen Am Heumarkt und Vordere Zollamtsstraße.
- Angelo-Soliman-Weg, 2013 benannt nach dem Kammerdiener Angelo Soliman (1721–1796); der aus Nigeria stammende Afrikaner wurde als Sklave verschleppt und kam schließlich als Kammerdiener nach Wien. Er wurde in der Folge wohlhabend und ein beliebtes Mitglied der Wiener Society; unter anderem schätzte ihn Kaiser Josef II. als Gesellschafter. Nach seinem Tod wurde sein Leichnam präpariert und bis 1806 im Kaiserlichen Naturalienkabinett als halbnackter „Wilder“ ausgestellt.
- Anne-Frank-Gasse, 2012 benannt nach der Schülerin Annelies Marie Frank (1929–1945). Sie wanderte 1934 mit ihren Eltern aus Deutschland in die Niederlande aus, um der Verfolgung durch die Nationalsozialisten zu entgehen. Nach zwei Jahren in einem Versteck in Amsterdam wurde sie 1944 deportiert und fiel 1945 im KZ Bergen-Belsen einer Epidemie zum Opfer. Ihr weltweit bekanntes Tagebuch der Anne Frank gilt als historisches Dokument aus der Zeit des Holocausts. Wesentliche Helferin beim Untertauchen der Familie Frank war die gebürtige Wienerin Miep Gies; der Wiener Karl Josef Silberbauer nahm die Verhaftung der enttarnten Familie vor.
- Anna-Hand-Weg, 2008 benannt nach Anna Hand (1911–1987); sie engagierte sich als illegale Kommunistin im Widerstand gegen den Nationalsozialismus, war 1942–1945 im KZ Ravensbrück inhaftiert und arbeitete nach dem Krieg hauptberuflich für die KPÖ.
- Anton-Kuh-Weg, 2002 benannt nach dem Journalisten, Essayisten, Erzähler und Redner Anton Kuh (1890–1941); er veröffentlichte u. a. Satiren und zahlreiche kurze Prosastücke, in denen er sich im Sinne von Pazifismus und Demokratie kritisch und witzig mit seiner Zeit auseinandersetzte. Bekannt war Kuh auch als Vortragskünstler.
- Anton-von-Webern-Platz, 1998 benannt nach dem Komponisten Anton Webern (1883–1945); als einer der ersten Schüler von Arnold Schönberg gehörte er zum inneren Kreis der Zweiten Wiener Schule. 1921 erschienen seine ersten Werke; 1922–1934 war er Leiter und Dirigent der Arbeiter-Symphoniekonzerte und ab 1923 des Wiener Arbeiter-Singvereins. Zu seinen Lebzeiten wurden lediglich 31 seiner Kompositionen veröffentlicht.
- Apostelgasse, 1862 benannt nach den Aposteln Peter und Paul, denen die dortige Pfarrkirche Erdberg geweiht ist. Ein Apostel (von griech. ἀπόστολος apóstolos bzw. aramäisch saliah „Gesandter, Sendbote“) ist im Verständnis der christlichen Tradition jemand, der von Jesus Christus direkt als „Gesandter“ beauftragt worden ist. Die Gasse hieß davor (schon um 1830) Kirchengasse.
- Arenberggasse, 1862 benannt nach dem Arenbergpark. Der Park wurde 1785 von Nikolaus I. Joseph Fürst Esterházy angelegt und ging 1810 in den Besitz von Erzherzog Karl über. 1815 wurde der Park an einen Wollgroßhändler verkauft und gelangte nach dessen Tod in den Besitz der Familie Arenberg, die der Anlage den Namen gab. Im Jahr 1900 kaufte die Gemeinde Wien den Park.
- Armenierplatz, 2001 benannt nach dem Volk der Armenier, das seit über 2700 Jahren im Gebiet zwischen dem Hochland Ostanatoliens und dem Südkaukasus heimisch ist. Die Benennung bezieht sich auf die jahrhundertelange Präsenz der armenischen Volksgruppe in Wien, die heute nur sehr klein ist. Etwas abgesetzt vom Platz, in der Kollonitzgasse, befindet sich die Armenische Kirche St. Hripsime, auf dem Platz selbst erinnert eine Kreuzskulptur an die Christianisierung Armeniens.
- Arsenalstraße, 1878 benannt nach dem Arsenal, das sich östlich neben der Straße erstreckt. Es wurde von der kaiserlichen Regierung nach der letztlich unterdrückten Revolution 1848 von 1849 bis 1856 mit insgesamt 31 „Objekten“ (Gebäuden) erbaut. Die bedeutendste profane Baugruppe des Romantischen Historismus in Wien wurde in italienisch-mittelalterlichen beziehungsweise byzantinisch-islamischen Formen ausgeführt. Westlich direkt neben der Straße, die seit 1938 auf volle Länge die Grenze zwischen den Bezirken 3 und 10 bildet und davor wie der Schweizergarten und das Arsenal zum 10. Bezirk zählte, verläuft die Ostbahn. Straße und Bahn werden vom Arsenalsteg und von der Südbahnhofbrücke überquert.
- Aspangstraße, 1894 benannt nach dem damaligen Aspangbahnhof. Im Zuge der Einstellung der Schifffahrt auf dem Wiener Neustädter Kanal im Jahr 1879 wurde das Wiener Hafenbecken zugeschüttet und an dessen Stelle 1880–1881 der Kopfbahnhof der neuen Aspangbahn im historisierenden Renaissancestil errichtet. Der Bahnhof war bis 1971 in Betrieb und wurde 1977 abgetragen. Die Straße war vorher Teil der Straße Am Kanal, die weiterhin die östliche Fortsetzung der Aspangstraße ist.
- Auenbruggergasse, 1891 benannt nach dem Mediziner Leopold Auenbrugger (1722–1809), Arzt im Spanischen Hospital (1751–1762), Hofarzt von Kaiserin Maria Theresia (ab 1762). Er gilt als Erfinder der medizinischen Untersuchungstechnik der Perkussion und damit als Wegbereiter der physikalischen Diagnostik. Er schrieb das Libretto zum Singspiel Der Rauchfangkehrer (1781) von Antonio Salieri, dessen Trauzeuge er 1774 war.

## B

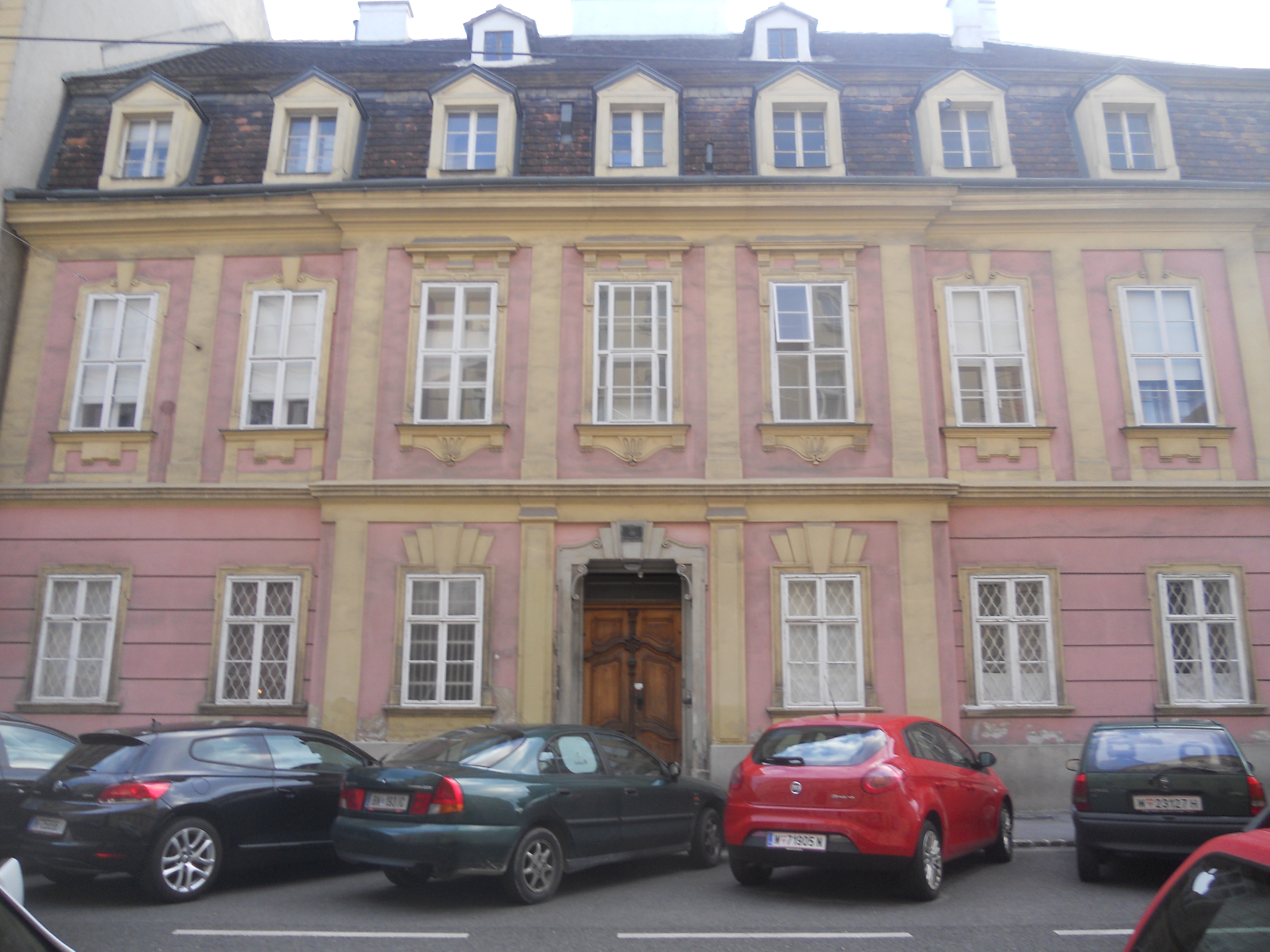
Das ehemalige Genesungsheim in der Barmherzigengasse

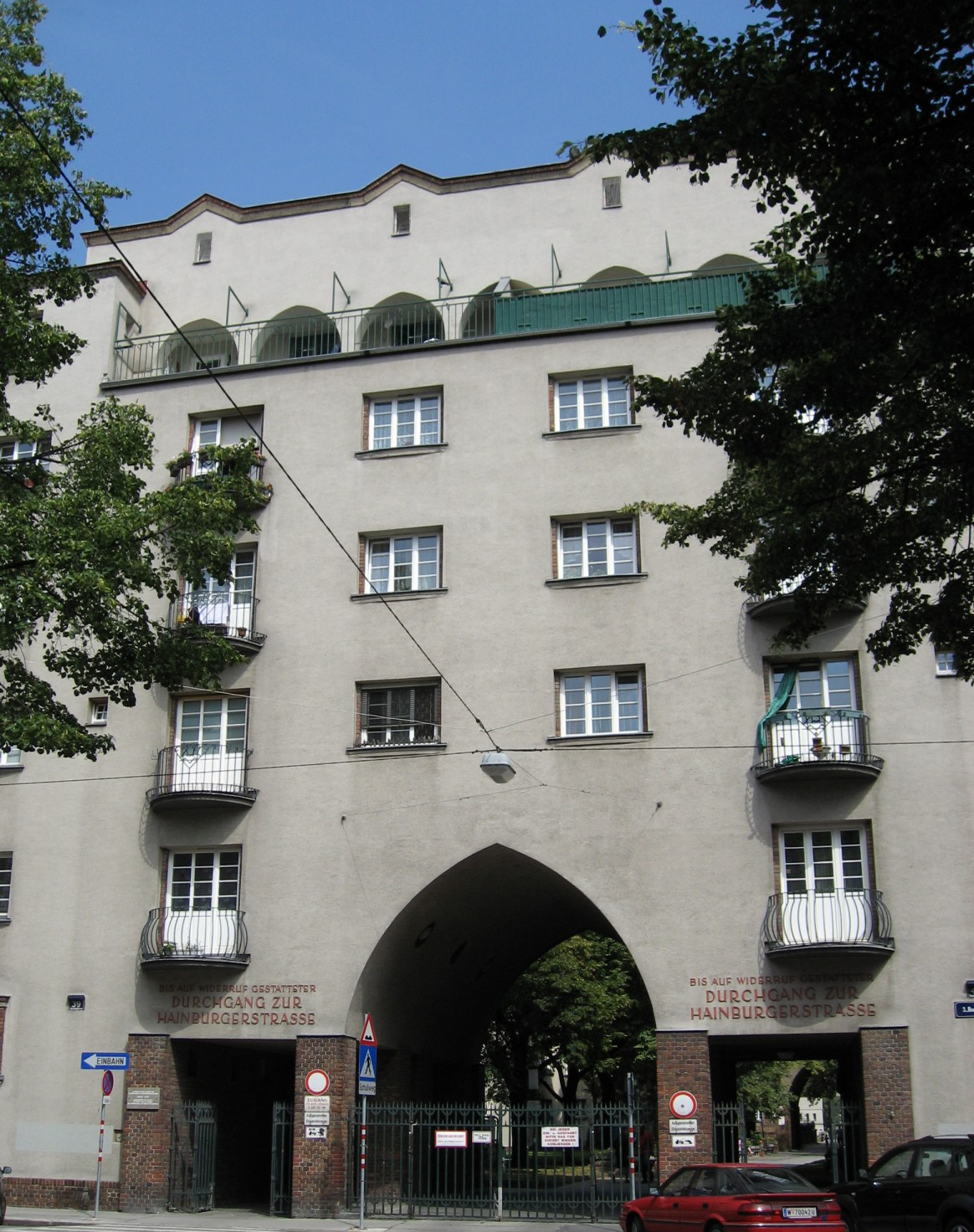
Der Rabenhof, eine große Gemeindebauanlage an der Baumgasse

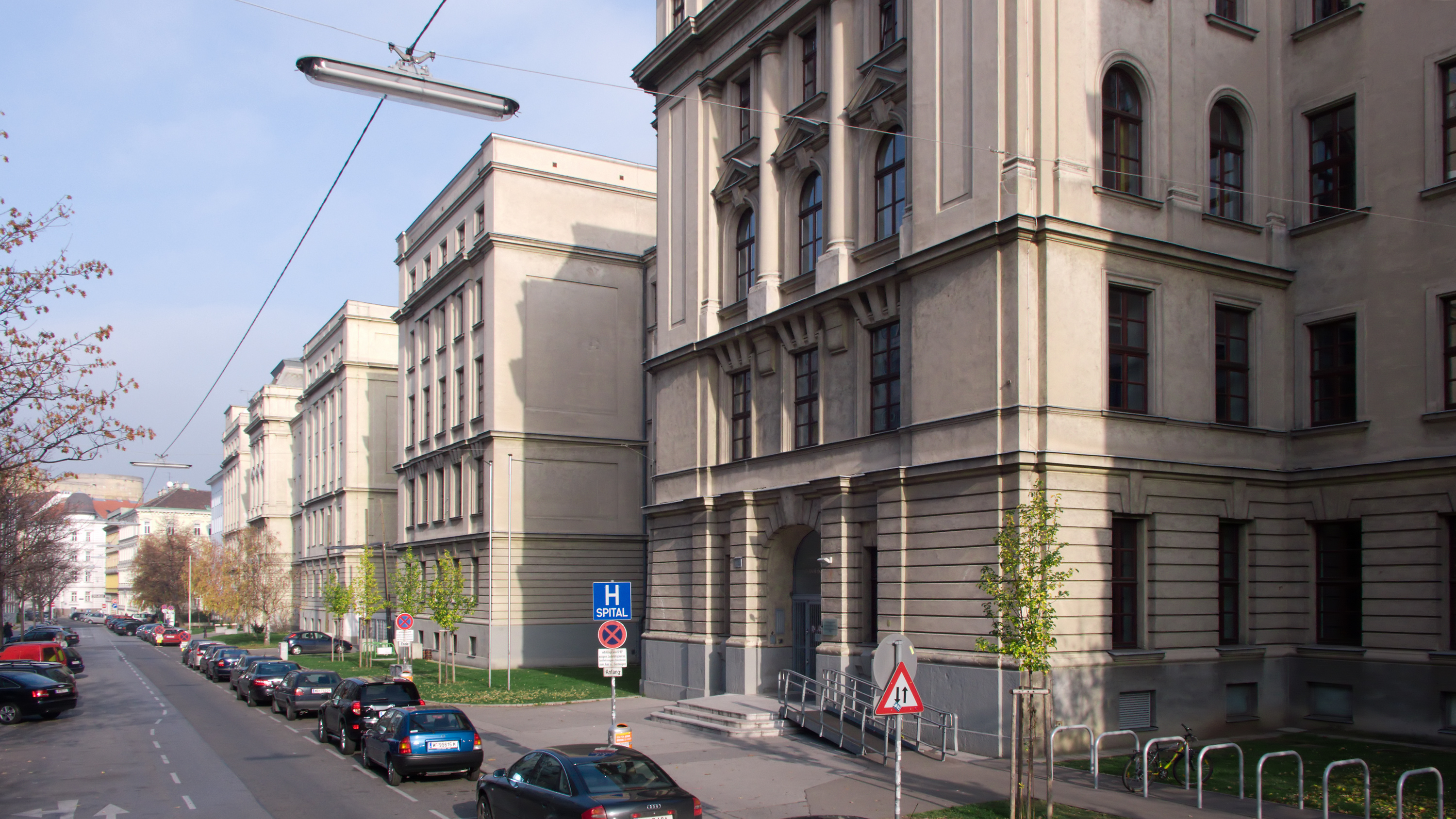
Boerhaavegasse, Blick nach Norden

- Barichgasse, 1876 benannt nach dem Beamten Michael von Barich (eigentlich Mihajlo Barić, 1792–1859), Hofkonzipist in der k.k. Administration, Großhändler und Bauspekulant. Im Jahr 1839 kaufte er das Palais Althan in der Ungargasse 63–67, ließ die prunkvolle Anlage unverzüglich abreißen und parzellierte das Gebiet in 34 Baugründe; auf diesen wurden 1842–1845 Wohnhäuser erbaut. Die seit 1821 von der Landstraßer Hauptstraße entstandene Zufahrt wurde 1878 zur Ungargasse durchgebrochen.[2]
- Barmherzigengasse, 1877 benannt nach einem Genesungsheim (Rekonvaleszentenhaus) der Barmherzigen Brüder auf Nr. 8 (Ecke Barichgasse 7), das 1755 gegründet worden war und 1877 aufgelassen wurde; der teilweise Abbruch ermöglichte den Ausbau der Barichgasse. Die Barmherzigen Brüder vom heiligen Johannes von Gott sind ein katholischer Krankenpflegeorden, als dessen Ordensvater der heilige Johannes von Gott gilt.
- Barthgasse, 1900 benannt nach dem Mediziner Joseph Barth (1745–1818); er war Ordinarius für Anatomie (die damals noch mit der Augenheilkunde verbunden war) an der Universität Wien. Im Jahr 1776 wurde er kaiserlicher Leibarzt. Er gründete eine private Augenheilanstalt und führte etwa 3.000 Staroperationen durch.
- Baumannstraße, 1902 benannt nach dem Afrikaforscher, Ethnologen, Geografen und Kartografen Oskar Baumann (1864–1899); er erforschte Ostafrika auf zahlreichen Reisen. Seine bekannteste Unternehmung war die sogenannte „Massai-Expedition“, die ihn 1892 mit 200 Begleitern von der Küste zum Victoriasee und zum Tanganjikasee und danach weit in die unerforschten Königreiche Burundis und Ruandas führte. 1893 erreichte Baumann als erster Europäer die Quelle des Kagera-Nils, die der tatsächlichen Quelle des Nils entspricht. Seine Sammlungen überließ er dem Naturhistorischen Museum. Die Straße hieß 1938–1947 Adolf-Kirchl-Straße (siehe die Adolf-Kirchl-Gasse im 10. Bezirk Favoriten).
- Baumgasse, bis 1899 benannt in Erinnerung an die in dieser Gegend gepflanzten Obstbäume; das Gebiet war einst eine obstreiche Gärtnersiedlung. Das Haus Nummer 1 trug um 1779 das Hauszeichen „Zum Grünen Baum“ (siehe auch Blattgasse, Blütengasse und Stammgasse). Der Abschnitt von der Landstraßer Hauptstraße zur Keinergasse ist auf dem Stadtplan bereits um 1830 als Baumgasse verzeichnet; die damals Feldgasse genannte Fortsetzung bis zur heutigen Schlachthausgasse scheint in Lehmann 1864 im 3. Bezirk nicht mehr als solche auf. 1899 wurde die damals projektierte, erst in den 1970er Jahren komplettierte Verlängerung von der Schlachthausgasse zum Franzosengraben benannt; statt diesem war damals die Verlängerung des Landstraßer Gürtels bis zum Donaukanal geplant, die nicht verwirklicht wurde.
- Bayerngasse, 1916 benannt nach dem deutschen Königreich Bayern, das in dieser Gasse eine Auslandsvertretung bauen wollte. Die heute allein verwendete Schreibweise des Landesnamens mit „y“ geht auf eine Anordnung des Königs Ludwig I. von 1825 zurück, mit der die vorher geltende Schreibweise „Baiern“ abgelöst wurde.
- Beatrixgasse, 1862 benannt nach Erzherzogin Beatrix d’Este (1750–1829); durch ihre Einheirat brachte sie die Erbschaft ihres Vaters, die Herzogtümer Modena und Reggio, sowie die Erbschaft ihrer Mutter, die Herzogtümer Massa und Carrara, in das Haus Habsburg ein und wurde zur Begründerin der Linie Österreich-Este. 1812 ließ sie in der Vorstadt Landstraße ein Palais errichten und einen großen Garten anlegen. Das Palais wurde 1916 abgerissen, Teile des Gartens bestehen heute als Modenapark; siehe auch Am Modenapark. Die Gasse hieß um 1830 vom Heumarkt zur Ungargasse Rabengasse, von der Ungargasse zur Landstraßer Hauptstraße Bockgasse (nach dem Einkehrgasthaus „Zum schwarzen Bock“).
- Bechardgasse, 1876 benannt nach Ferdinand von Bechard (1771–1852) und seiner Frau Barbara Bechard (1789–1859); sie war Erbin des Palais Hartenberg-Bechard am heutigen Kolonitzplatz im Weißgerberviertel, an den die Gasse anschließt. 1860 verkaufte sie die Anlage an die Stadt Wien. 1865 wurde das Palais abgerissen und das gesamte Grundstück parzelliert und bebaut; einer der Neubauten war die Pfarrkirche St. Othmar unter den Weißgerbern.[3]
- Bertha-Eckstein-Weg, 2021 benannt nach der Wiener Schriftstellerin und Reisejournalistin Bertha Eckstein-Diener (1874–1948). Ihr Buch Mütter und Amazonen (1932), die erste auf Frauen fokussierte Kulturgeschichte, gilt als Klassiker der Matriarchatsforschung. Neben ihren Büchern schrieb sie eine Reihe von Aufsätzen für Zeitungen und Zeitschriften und übersetzte Werke amerikanischer Autoren. Eine Verkehrsfläche namens Bertha-Eckstein-Straße wurde 2008 in ähnlicher Lage benannt, noch vor Errichtung 2021 aber wieder aufgelassen.
- Billy-Wilder-Promenade, 2021 benannt nach dem Drehbuchautor, Filmregisseur und Filmproduzenten Billy Wilder (1906–2002). Der galizische Altösterreicher, der 1916–1926 in Wien lebte, wirkte im Bereich Filmkomödie und -drama stilbildend und erreichte als Regisseur und Drehbuchautor von Komödien wie Manche mögen’s heiß und Das Mädchen Irma la Douce als auch dramatischen Filmen wie Das verlorene Wochenende, Sunset Boulevard (Boulevard der Dämmerung) oder Zeugin der Anklage überzeitliche Bedeutung. Sein Werk umfasst mehr als 60 Filme, die in über 50 Jahren entstanden. Eine Verkehrsfläche namens Billy-Wilder-Straße wurde 2008 in ähnlicher Lage benannt, noch vor Errichtung 2021 aber wieder aufgelassen.
- Blattgasse, 1864 benannt nach dem Pflanzenteil Blatt. Das Wort kommt von mittelhochdeutsch und althochdeutsch blat (eigentlich: Aufgeblühtes). Die Benennung bezieht sich darauf, dass es in dieser Gegend zahlreiche Gärten gab. Siehe auch Baumgasse, Blütengasse und Stammgasse.
- Blütengasse, 1864 benannt nach dem Pflanzenteil Blüte. Das Wort kommt von althochdeutsch bluot (das Blühen). Die Benennung bezieht sich darauf, dass es in dieser Gegend zahlreiche Gärten gab. Siehe auch Baumgasse, Blattgasse und Stammgasse.
- Boerhaavegasse, 1864 benannt nach dem niederländischen Mediziner und Botaniker Herman Boerhaave, Professor für Botanik (1709–1729) und Medizin (1709–1738) an der Universität Leiden. Er bildete während seiner Laufbahn 1.100 Studenten aus und galt als einer der angesehensten Wissenschaftler seiner Zeit. Sein wichtigstes Verdienst war, dass er klinischen Unterricht nicht nur theoretisch, sondern vor allem am Krankenbett abhielt. Zwei seiner Schüler, Gerard van Swieten und Anton de Haen, begründeten die sogenannte Wiener Medizinische Schule; siehe die Van-Swieten-Gasse im 9. Bezirk, Alsergrund, und die Haengasse im 22. Bezirk, Donaustadt.

## C
- Campus Vienna Biocenter, 2001 benannt nach dem 1992 gegründeten räumlichen Zusammenschluss verschiedener akademischer und industrieller Forschungseinrichtungen und Unternehmen aus dem Bereich der Biowissenschaften im 3. Bezirk. Unter Campus versteht man die Gesamtanlage einer Hochschule, das heißt das Gelände einer Universität, Fachhochschule oder sonstigen Hochschule. Der Begriff kam in den 1960er Jahren aus den USA in das Deutsche und ist lateinischen Ursprungs (campus = Feld). Die Schreibung Campus-Vienna-Biocenter, die sich auf der Website der Stadt Wien findet, muss als Irrtum betrachtet werden, da sie durch die Bindestriche auf ein Biocenter namens Campus Vienna und nicht auf den Campus namens Vienna Biocenter abstellt.
- Carl-von-Linde-Straße, 1991 benannt nach dem deutschen Ingenieur, Erfinder und Unternehmer Carl von Linde (1842–1934); er begründete die Kältetechnik und baute ab 1871 Kältemaschinen. 1895 entwickelt er das Linde-Verfahren und damit das Prinzip des Kühlschranks. Im Jahr 1901 errichtete er einer Anlage zur Gewinnung von Sauerstoff und (ab 1903) Stickstoff. Die von ihm gegründete Linde AG ist heute ein internationaler Konzern mit Sitz in München.
- Charasgasse, 1960 benannt nach dem Mediziner Heinrich Charas (1860–1940); er war 1894–1919 Chefarzt der Wiener Freiwilligen Rettungsgesellschaft. 1909 verfasste er das Werk Erste ärztliche Hilfe: Leitfaden für Ärzte, das den Begriff der Ersten Hilfe populär machte.
- Custozzagasse, 1867 benannt nach dem Ortsteil Custoza der italienischen Gemeinde Sommacampagna bei Verona, in dessen Nähe zwei Schlachten stattfanden. In der Ersten Schlacht bei Custozza (1848) besiegte die Südarmee des Kaisertums Österreich unter Feldmarschall Radetzky das Heer des Königreichs Sardinien-Piemont. Aus Anlass dieses Sieges komponierte Johann Strauss Vater den Radetzky-Marsch. In der Zweiten Schlacht bei Custozza (1866) siegte Österreich unter Erzherzog Albrecht im Dritten Italienischen Unabhängigkeitskrieg über die Armee des Königreichs Italien.
- Czapkagasse, 1881 benannt nach dem Juristen, Beamten und Bürgermeister Ignaz Czapka (1791–1881), Inhaber der Grundherrschaften Jägerzeile und Hundsturm (ab 1842). Er war 1835–1838 Vizebürgermeister und 1838–1848 Bürgermeister von Wien. In seiner Amtszeit wurden unter anderem das Marktamt und das Schlachthaus Sankt Marx errichtet und die Infrastruktur (Kanalisation, Gasbeleuchtung, Wasserleitung usw.) ausgebaut. Im revolutionären Wien von 1848 verkörperte er „in der Vorstellung vieler Wiener das nur auf den eigenen Vorteil bedachte Beamtentum“.[4] 1856–1859 war Czapka Polizeidirektor von Wien. Der nahe Czapkapark ist ebenfalls nach ihm benannt.

## D

Historisches Wappen der DDSG

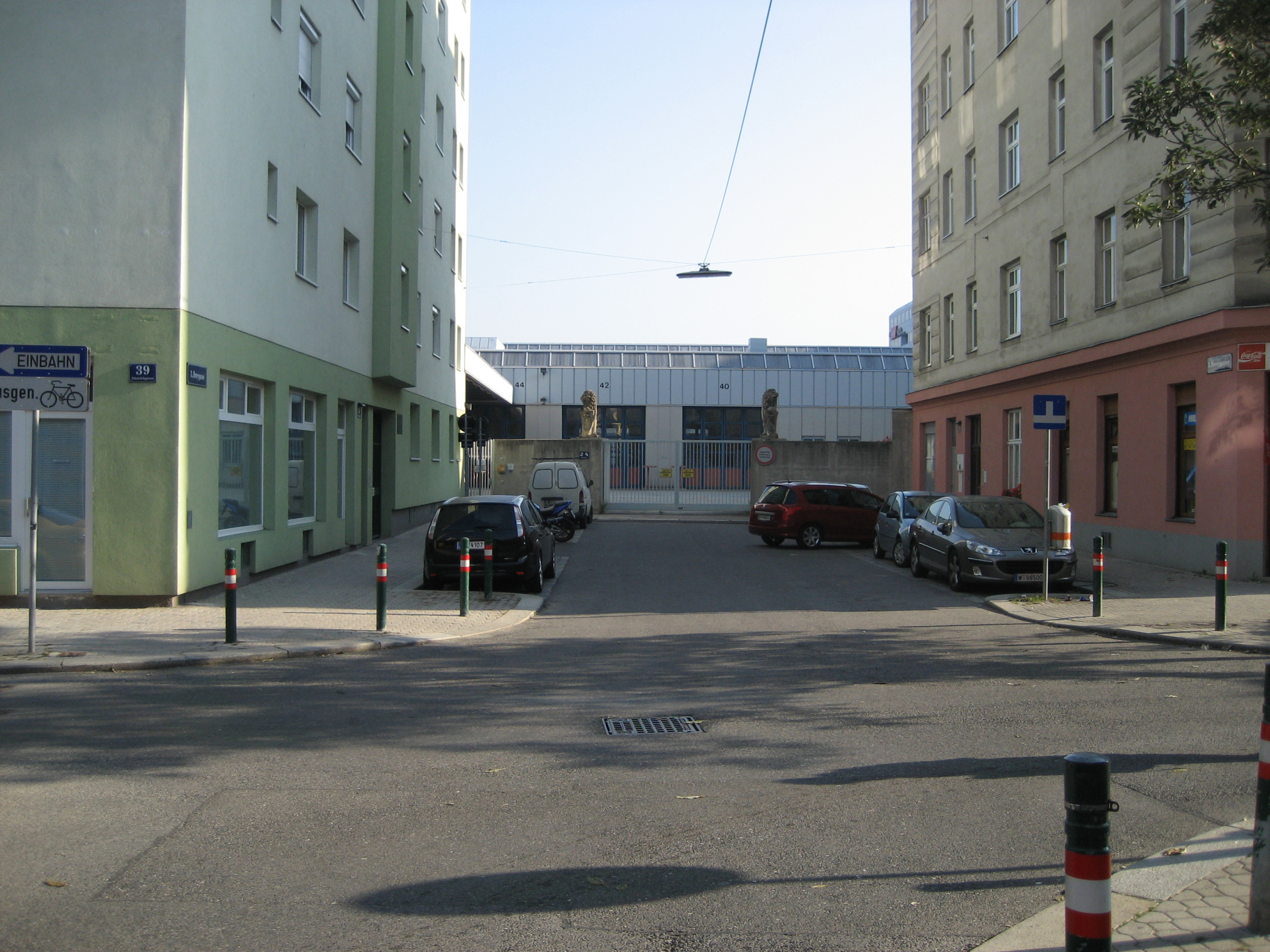
Ein bereits historisches Bild aus dem Jahr 2010, das die Drorygasse als Sackgasse zeigt, hinter dem Haus links ist heute eine Wohnsiedlung, hinter dem Haus rechts ein Park

- Daffingerstraße, 1913 benannt nach dem Miniaturenmaler und Bildhauer Moritz Daffinger (1790–1849); er war ab 1812 als Porträtist für den Fürsten Metternich tätig und ab 1836 Hauptmeister der Porträtsammlung der Fürstin Melanie von Metternich. Er war als Porträtminiaturist so bedeutend, dass er die meisten folgenden Miniaturisten in Österreich beeinflusste. Sein Gesamtwerk umfasst mehr als 1.000 Miniaturporträts. Daffinger war ab 1983 auf der österreichischen 20-Schilling-Banknote abgebildet. 1906–1913 hieß die heutige Lisztstraße, in die die Straße mündet, Daffingerstraße; beide befinden sich zum Teil auf dem Areal der 1910 demolierten Heumarktkaserne. Zuvor hatte es im 20., damals 2. Wiener Gemeindebezirk 1890–1895 eine Daffingergasse gegeben, die seither Rebhanngasse heißt.
- Dampfschiffstraße, benannt (vor 1864, Datum unbekannt) nach der Donau-Dampfschifffahrts-Gesellschaft (DDSG) bzw. deren Direktionsgebäude, das sich von 1838 bis 1981 hier befand. Die DDSG wurde 1829 gegründet und entwickelte sich bis 1880 zur größten Binnenreederei der Welt. Der Flottenstand umfasste zu dieser Zeit über 200 Dampfschiffe und ca. 1.000 Güterkähne. Die Gesellschaft wurde ab 1993 privatisiert und in der Folge teilweise zerschlagen. Die Straße hieß früher An der Donau und Donaustraße.
- Dannebergplatz, 1949 benannt nach dem Juristen und Politiker Robert Danneberg (1885–1942), Mitglied des Wiener Gemeinderats (1918–1934), Landtagspräsident (1922–1932), Finanzstadtrat (1932–1934), Abgeordneter zur Nationalversammlung bzw. zum Nationalrat (1919–1934, SDAP). Er war Mitautor der 1920 beschlossenen Wiener Stadtverfassung, die im Wesentlichen bis heute gilt. Mit Finanzstadtrat Hugo Breitner konzipierte er das Steuersystem des Roten Wien. Auf dem Dannebergplatz befindet sich der Arenbergpark, in dem zwei Flaktürme aus dem Zweiten Weltkrieg stehen. Der neu angelegte Platz hieß davor seit 1906 Arenbergring.
- Dapontegasse, 1906 benannt nach Lorenzo Da Ponte (1749–1838); er kam 1781 von Venedig nach Wien und arbeitete hier bis 1791 als Textdichter für das italienische Theater. Er schrieb etwa 40 Libretti für Komponisten, darunter Antonio Salieri und Joseph Weigl. Berühmt wurde er für seine Texte zu Mozarts Opern Le nozze di Figaro (Figaros Hochzeit, 1786), Don Giovanni (1787) und Così fan tutte (1790). Ab 1792 lebte da Ponte in London und ab 1805 in New York. Die Gasse hieß 1938–1945 Max-Reger-Gasse nach dem Komponisten Max Reger.
- Dianagasse, 1862 benannt nach dem Gärtner Sebastian Dean (1697–1752); der aus Schottland Zugewanderte war Gestalter von Ziergärten („Lustgärtner“), dessen Name zu Diana und Diani verballhornt wurde.
- Dietrichgasse, 1830 benannt (von der Rüdengasse südostwärts etwa bis zur heutigen Lechnerstraße) nach dem Küchengärtner Georg Dietrich (1750–1813); er stellte das Grundstück für die Anlage dieser Gasse zur Verfügung und erbaute um 1800 hier das erste Haus. Später wurde die Gasse an beiden Enden verlängert.
- Dirmoserstraße (aufgelassen), 1942 benannt nach dem Offizier und Techniker Oswald Dirmoser (1875–1938), Mitarbeiter der Škoda-Werke in Pilsen (1904–1910), Dozent an der Technischen Hochschule Wien (ab 1810). Er galt als hervorragender Fachmann für das Geschützwesen und konstruierte u. a. die 42-cm-Küstenhaubitze, das größte österreichisch-ungarische Geschütz des Ersten Weltkriegs.[5] Chefingenieur bei Škoda war sein älterer Bruder Richard Dirmoser (1872–1919). Die Straße befindet sich nahe dem einstigen k.k. Artillerie-Arsenal. Die Benennung wurde 2012 aufgelassen; die Straße ist jetzt die südliche Verlängerung der Grasbergergasse.
- Dißlergasse, 1875 benannt nach dem Gärtnerehepaar Johann Dißler und Magdalena Dißler (Lebensdaten unbekannt). Sie schenkten 1673 ein Grundstück zum Neubau einer Pfarrkirche im Weißgerberviertel und 1689 weiteren Grund für deren Erweiterung. Die neue Kirche bestand für rund 100 Jahre und wurde 1873 durch die Pfarrkirche St. Othmar ersetzt.
- Ditscheinergasse, 1901 benannt nach dem Physiker Leander Ditscheiner (1839–1905), Dozent an der Technischen Hochschule Wien (1866–1870), Professor (ab 1870), Rektor (1888 / 1889). Mehrere seiner Arbeiten waren bahnbrechend auf den Gebieten Optik und Elektrizität. 1871 erhielt er den Lieben-Preis für seine Forschungen im Bereich der Doppelbrechung.[6] Von 1879 bis 1885 war Ditscheiner Mitglied des Wiener Gemeinderats.
- Djerassiplatz, 2019 benannt nach dem Chemiker und Schriftsteller Carl Djerassi (1923–2015). Der bulgarische Staatsbürger lebte als Kind in Wien und emigrierte 1938 in die USA. In den 1950er-Jahren war er an der Entwicklung der Antibabypille beteiligt, danach lehrte er an der Stanford University. Die Verkehrsfläche ist der Vorplatz des Biologiezentrums der Universität Wien.
- Döblerhofstraße, 1872 benannt nach dem ehemaligen Gutshof Döblerhof, der um 1840 einem gewissen Herrn Döbler gehörte. Ein Teil der Straße hieß zuvor Auf der Haide, womit die Simmeringer Haide gemeint war, die sich einst auch hier erstreckte.
- Dr.-Bohr-Gasse, 1955 benannt nach dem Arzt Oskar Bohr (1858–1935), dessen Praxis sich im 3. Bezirk in der Barichgasse 5 befand. Er orientierte sich bei seinem Honorar am Einkommen der Patienten und behandelte Arme gratis, wodurch er sehr große Popularität erlangte. Als er 1929 wegen der angeblichen Verschreibung von Morphium für einen Süchtigen verurteilt wurde, setzte in ganz Wien eine Protestaktion ein, die binnen weniger Tage mehr als 50.000 Unterschriften erbrachte. Die Wiederaufnahme des Verfahrens führte zu Bohrs Freispruch.[7][8]
- Drorygasse, benannt (vor 1900, Datum unbekannt) nach dem britischen Techniker Henry James Drory (1837–1899). Er wurde nach 1865 Leiter des 1845–1899 betriebenen Gaswerks Erdberg, bei dessen ehemaligem Gelände sich die Gasse befindet, und 1881 Direktor der k.k. priv. Gasbeleuchtungsanstalt der Imperial Continental Gas Association in Wien.[9] Die Drorygasse mündete um 1900 in die Erdberger Lände (bei deren Nr. 36); der Abschnitt von der Erdbergstraße bis zur Dietrichgasse war damals noch Teil der Rabengasse. Um 1912 begann die Drorygasse, wie heute, bei der Erdbergstraße, der Abschnitt von der Dietrichgasse zur Lände wurde von vier Industriegleisen gekreuzt. Um 1930 waren diese entfernt; von der Erdbergstraße führte ein Ladegleis der Straßenbahn fast bis zur Lände, wo sich eine Eisengießerei befand. 1960 noch komplett zugänglich, wurde dieser Abschnitt zur Lände ab mindestens 1972 (lt. damaligem Stadtplan) von einer bis 2016 bestehenden Betriebsstätte (Postgaragen) eingenommen. 2020 wurde der Abschnitt bis zur Lände wiederhergestellt, die gerade Seite wird von einer Wohnsiedlung eingenommen, die ungerade vom Leonie-Rysanek-Park. Bis in die 1930er gab es eine kurze vor dem heutigen Haus Nr. 15 abzweigende Quergasse zur damals gekrümmt verlaufenden Dietrichgasse (etwa bei der heutigen Lechnergasse), die Weidegasse. Ein weiteres nicht verbundenes Stück dieser Gasse verlief weiter oben parallel zur Dietrichgasse (Haus Nr. 21), heute ist dort ein Betriebsgelände.

## E

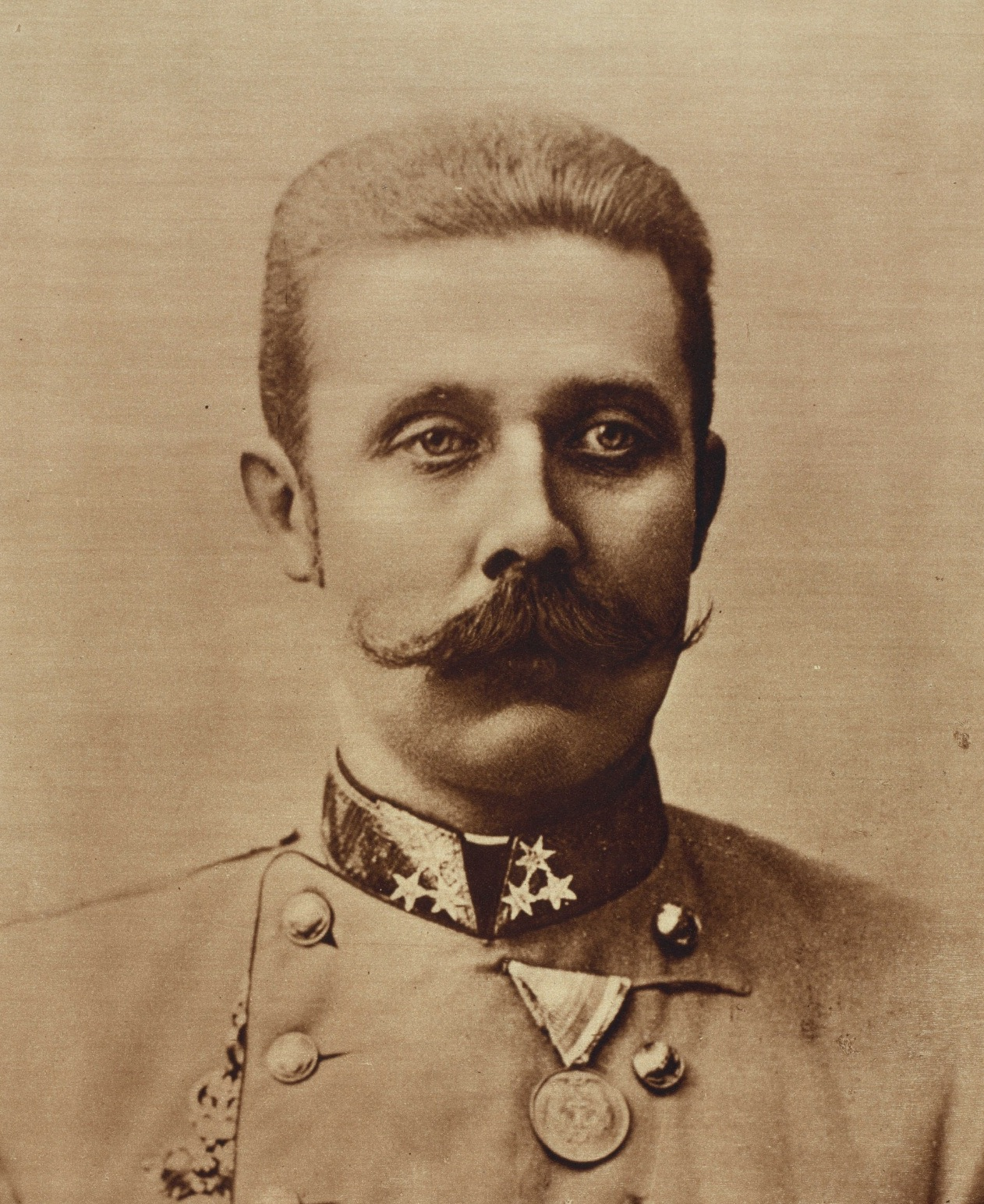
Erzherzog Thronfolger Franz Ferdinand von Österreich-Este

- Elizabeth-T.-Spira-Promenade, 2022 benannt nach der Journalistin Elizabeth Toni Spira (1942–2019). Von 1973 bis 2018 war sie für den ORF als Produzentin und Moderatorin verschiedener Sendungen tätig.
- Emmerich-Teuber-Platz, 2008 benannt nach dem Beamten Emmerich Teuber (1877–1943), Gründer des Österreichischen Pfadfinderbundes, der ersten Pfadfinderorganisation in Österreich. Er gründete 1912 im Hort Wien Erdberg die 1. Wiener Pfadfinderkompanie und 1914 den Österreichischen Pfadfinderbund. Bei der Gründung hatte dieser Bund rund 800 Buben, 100 Mädchen und 50 Führer und Führerinnen. Unterstützt wurde Teuber von seinem Bruder Wilhelm Teuber-Weckersdorf und seiner Nichte Charlotte Teuber.
- Engelsberggasse, 1907 benannt nach dem Beamten, Dichter und Komponisten Eduard Schön (1825–1879), Beamter im k. k. Finanzministerium (ab 1851) und Generalsekretär der Börsenkammer (ab 1860). Er übernahm auch die Leitung der Gesellschaft der Musikfreunde in Wien; zu seinen besonderen Erfolgen gehörte dabei die Errichtung des Gebäudes des Wiener Musikvereins (1870). In seiner Freizeit dichtete und komponierte er 168 Chorwerke, 63 Lieder und 12 Kirchenmusikstücke unter seinem Pseudonym E. S. Engelsberg; der Name ist eine Hommage an seinen österreichisch-schlesischen Geburtsort Engelsberg.
- Erdberger Lände, benannt im Zeitraum 1861–1863 (in Lehmann 1864 erfasst[10]) als Landestelle von Flößen und Schleppern am rechten Donaukanalufer. Eine Lände oder Schiffslände ist ein einfacher Landeplatz an einem Gewässer. Anders als bei einem Hafen besteht keinerlei bauliche Abgrenzung zur Wasserstraße. Die Straße hieß davor An der Donau.
- Erdbergstraße, als Erdberger Straße benannt 1862 (in Lehmann 1864 erfasst[10]) nach der ehemaligen Vorstadt Erdberg. Deren erste urkundliche Erwähnung stammt aus dem 12. Jahrhundert als Ertpurch. Der Name, später auch Erpurch, Erdburg bzw. Erdberg, stammt von einem befestigten Ringwall, der wahrscheinlich im Frühmittelalter im Bereich der heutigen Verkehrsflächen Erdbergstraße, Kardinal-Nagl-Platz, Hainburger Straße und Schlachthausgasse angelegt worden war. Erdberg wurde 1850 gemeinsam mit den Vorstädten Weißgerber und Landstraße als 3. Bezirk, Landstraße, zu Wien eingemeindet. Ein Teil der Straße hieß bis 1862 Erdberger Hauptstraße bzw. Antongasse, ein anderer bis 1899 Mitterweg. 1912 als Erdbergstraße auf dem Stadtplan.
- Erne-Seder-Gasse, 2008 benannt nach der Schauspielerin und Autorin Erne Seder (1925–2006); sie wurde 1945 Ensemblemitglied am Theater in der Josefstadt, später spielte sie auch in Hamburg, Frankfurt und Stuttgart. Bekannt wurde sie als Frau Sokol in der ORF-Serie „Die liebe Familie“ (1980–1991), für die sie auch die Drehbücher schrieb.
- Ernst-Deutsch-Promenade, 2022 benannt nach dem Theater- und Filmschauspieler Ernst Deutsch (1890–1969); als junger Mann war Deutsch einer der besten Tennisspieler Österreich-Ungarns.
- Eslarngasse, 1894 benannt nach dem Weinhändler Konrad von Eslarn der Ältere († nach 1294), dritter Bürgermeister von Wien (1287), und seinem Sohn Niklas von Eslarn (* vor 1264, † 1341), achter Bürgermeister von Wien (1309, 1310–1313 und 1316–1317) und Münzmeister (1326–1327).[11] In seine Amtszeit fällt die Übernahme des Alten Rathauses als Schenkung von Friedrich dem Schönen (1316). Konrads des Älteren Enkel Konrad der Jüngere († nach 1348), Sohn von Niklas’ Bruder Otto, war 1337 / 1338 Bürgermeister. Das Geschlecht der Eslarn bzw. Ezzelarn brachte in Wien zahlreiche Persönlichkeiten hervor; der Name der Familie findet sich auch im Ortsnamen Essling. Die Gasse hieß davor Schulgasse.
- Esteplatz, 1912 benannt nach Erzherzog Franz Ferdinand von Österreich-Este (1863–1914), Thronfolger von Österreich-Ungarn. Das Attentat von Sarajevo, bei dem er und seine Frau ums Leben kamen, gilt als Auslöser des Ersten Weltkriegs. Die Este waren eines der ältesten italienischen Adelsgeschlechter. Franz Ferdinand wurde in der Hocharistokratie oft der Este genannt, weil er das italienische Fürstenhaus Este beerbt hatte und dessen Namen, dem Testament des letzten Fürsten zu seinen Gunsten folgend, weiterführte. Der Platz hieß 1938–1949 General-Krauß-Platz nach dem General Alfred Krauß.

## F

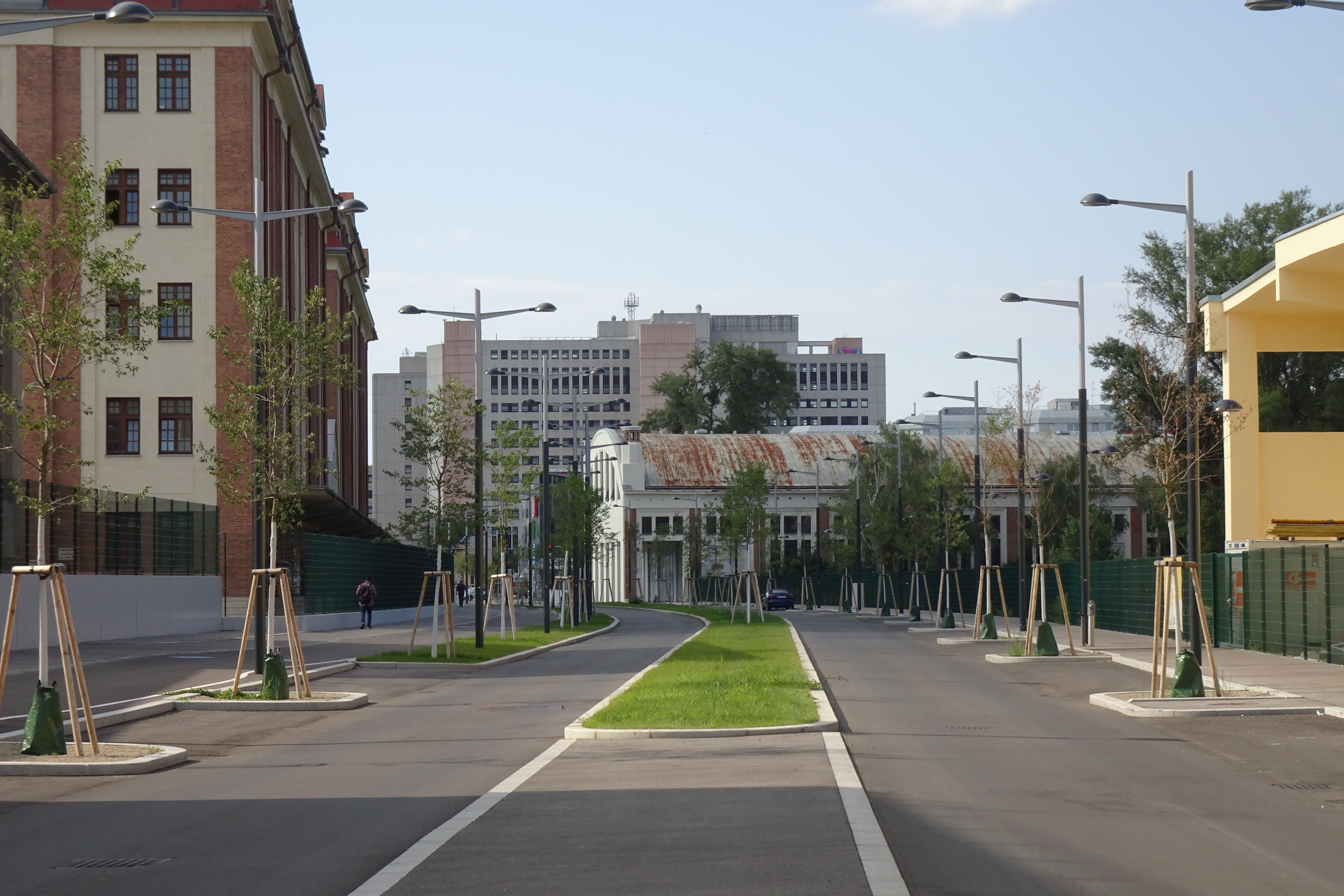
Die Franz-Grill-Straße: links das Werkstättengebäude des Arsenals, in der Bildmitte die sogenannte Ballonhalle (Objekt 202)

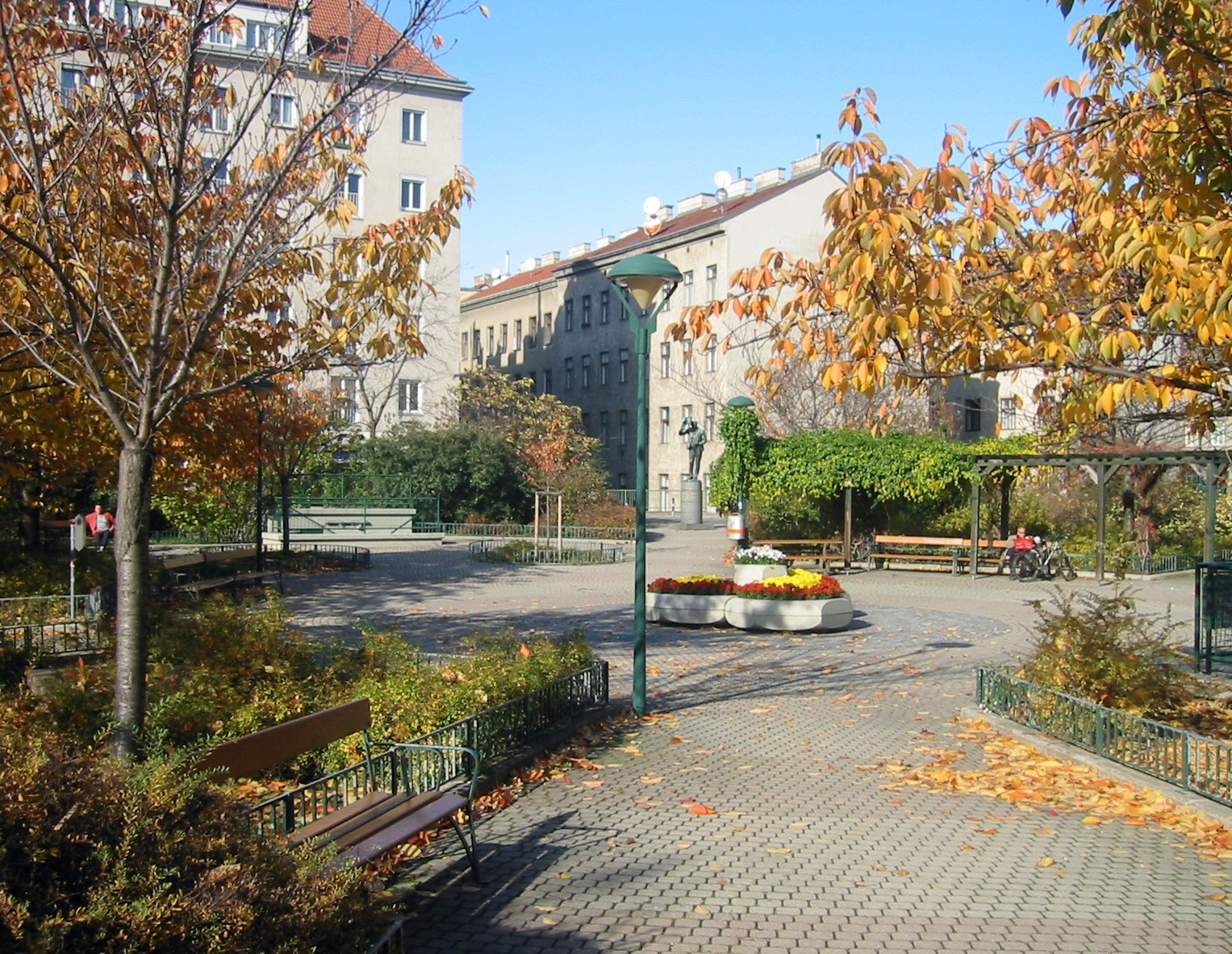
Fiakerplatz

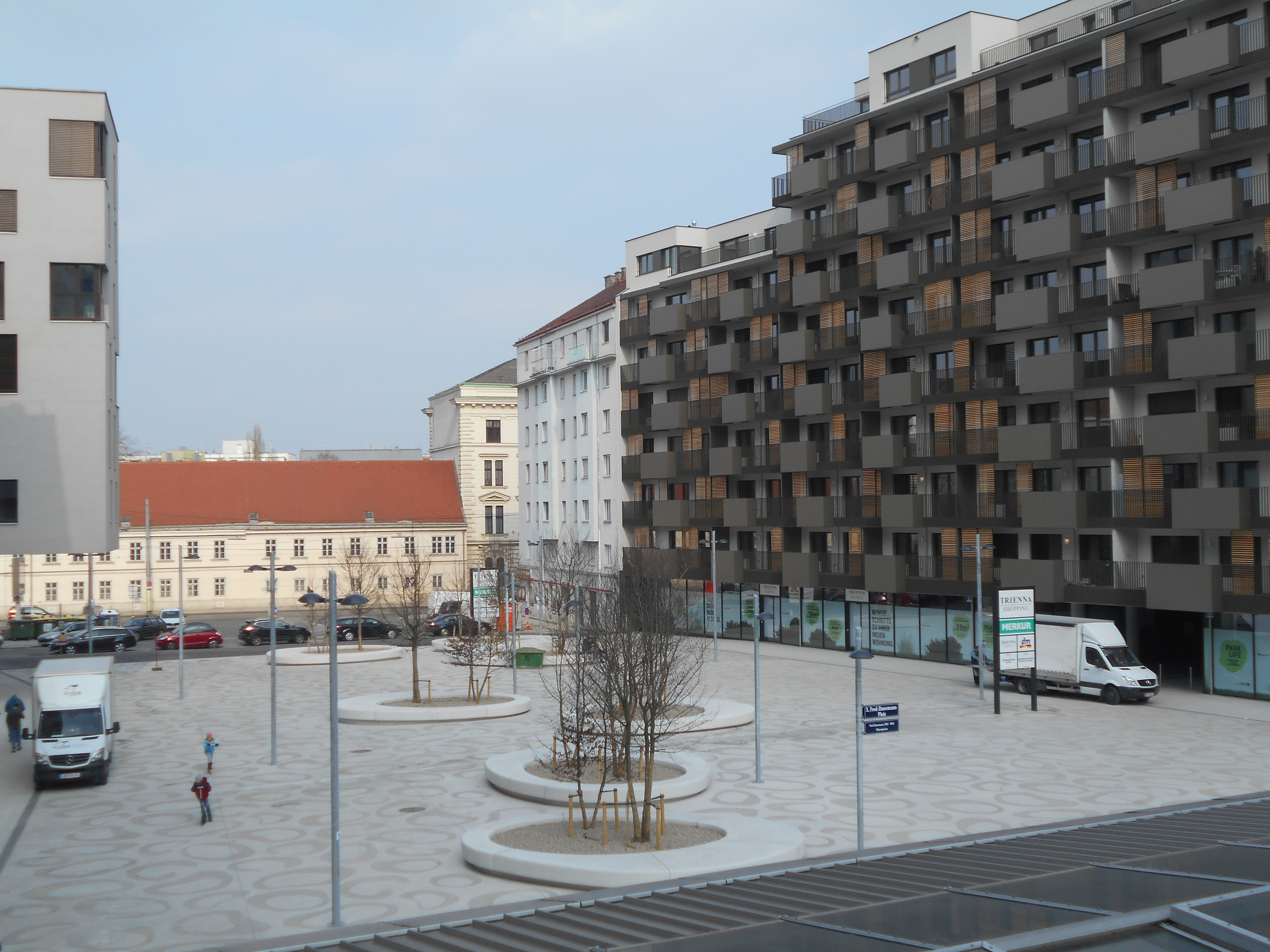
Fred-Zinnemann-Platz, Blick zum Rennweg

- Faradaygasse, 1933 benannt nach dem englischen Naturforscher und Experimentalphysiker Michael Faraday (1791–1867); seine Entdeckung der elektromagnetischen Induktion legten den Grundstein zur Herausbildung der Elektroindustrie. Seine anschaulichen Deutungen des magnetooptischen Effekts und des Diamagnetismus mittels Kraftlinien und Feldern führten zur Entwicklung der Theorie des Elektromagnetismus. Daneben war Faraday der führende analytische Chemiker Großbritanniens; er entdeckte eine Reihe von neuen Kohlenwasserstoffen, darunter Benzol und Buten, und formulierte die Grundgesetze der Elektrolyse. Die Gasse befindet sich unweit jenes Teils des Arsenals, in dem das Fernmeldezentrum der einstigen staatlichen Post- und Telegraphenverwaltung besteht.
- Fasangasse, benannt (vor 1830, Datum unbekannt) nach dem ehemaligen Bierhaus „Zum Fasan“ (auch „Zum Fasandl“) auf Nr. 2; 1795 wird es als „Weißer Fasan“ erwähnt, 1862 als „Roter Fasan“; heute befindet sich am selben Ort das Restaurant „Fasanlwirt“. Das gegenüber liegende Haus trug den Namen „Zum Fasanjäger“. Die Gasse war um 1830 vom Rennweg bis zur Kölblgasse verbaut und führte stadtauswärts nicht direkt zu einem Tor im Linienwall. Die Fasangasse ist die Hauptachse des Fasanviertels. Siehe auch Fasanplatz.
- Fasanplatz, 2002 benannt nach dem Hühnervogel Fasan. Vor allem zu Jagdzwecken wurde der Fasan in Europa und anderen Teilen der Welt eingebürgert. In Südeuropa wurde die Art vermutlich schon während der Antike als Ziervogel und wegen ihres wohlschmeckenden Fleisches eingeführt und sowohl wild als auch in Gefangenschaft gehalten. Der Platz ist eine Erweiterung der Fasangasse an deren Anfang beim Rennweg.
- Fiakerplatz, 1958 benannt nach dem Umstand, dass bis ins frühe 20. Jahrhundert in dieser Gegend von Erdberg besonders viele Fiakerbetriebe ansässig waren („Fiakerdörfl“). 1892 gab es in Erdberg 13 Fiakerbetriebe, in ganz Wien insgesamt mehr als 800 Fiaker und 1000 Einspänner. Der Platz entstand 1958 im Zuge der Assanierung von Alt-Erdberg, auf seiner Fläche verlief vorher die Kugelgasse (nach einem Hausschild „Zur Blauen Kugel“), früher Dörfelgasse genannt.
- Franz-Grill-Straße, 2013 benannt nach dem Komponisten Franz Grill (1756–1793); der wenig bekannte Musiker lebte in Ödenburg und schrieb vor allem Werke der Kammermusik. Die noch 2007 südwestlich bei der Faradaygasse endende Gasse, bis dahin private Zufahrt ins Areal des Arsenals, wurde bis 2010 in der Planung zur Arsenalstraße verlängert. Der tatsächliche Ausbau der Straße, der auch den Anschluss an den Knoten Landstraßer Gürtel / Autobahnauffahrt zur Südosttangente umfasst, erfolgte 2015–2021, Hauptgrund für die Verzögerung war, dass das Gelände teilweise vom Bundesheer genutzt wurde. Über die zwischen Faradaygasse und Arsenalstraße an die Franz-Grill-Straße anschließende Südbahnhofbrücke ist die Straße mit dem Sonnwendviertel verbunden. Als Privatstraße im Arsenal hieß der Verkehrsweg nichtamtlich ebenfalls Franz-Grill-Straße, allerdings nach dem Sektionschef Franz Grill († 1998); er war im Zweiten Weltkrieg bei Wernher von Braun in Peenemünde tätig und bekam nach 1945 im damals auch für Wissenschaft zuständigen Unterrichtsministerium die Aufgabe, die Forschung und Entwicklung in Österreich neu zu organisieren und aufzubauen. In der Folge war er an der Gründung der Forschungszentren Arsenal und Seibersdorf beteiligt.
- Franz-Hauer-Platz, 2006 benannt nach dem Geologen und Paläontologen Franz von Hauer (1822–1899); er wurde 1865 Nachfolger von Ferdinand von Hochstetter als Intendant des k.k. Naturhistorischen Hofmuseums. Im Jahr 1866 wurde er Direktor der geologischen Reichsanstalt in Wien; er fertigte in der Folge vor allem geologische Karten von Österreich und Siebenbürgen an. Nach ihm ist auch das Mineral Hauerit (MnS2) benannt. Siehe auch Geologengasse, Haidingergasse und Hörnesgasse. Der kleine Platz vor der Geologischen Bundesanstalt wurde als Kompensation für die Umbenennung der Franz-Hauer-Gasse in Fritz-Henkel-Gasse so benannt.
- Franzosengraben, 1896 benannt nach den im Fünften Koalitionskrieg (1809) von den Franzosen dort errichteten Schanzgräben zur Verteidigung der Donauübergänge.
- Fred-Zinnemann-Platz, 2008 benannt nach dem Filmregisseur Fred Zinnemann (1907–1997); der gebürtige Österreicher kam 1929 nach Hollywood. Er schuf zahlreiche erfolgreiche Filme und erhielt fünfmal den Oscar. Bekannt wurde er u. a. mit Zwölf Uhr mittags (1952), Verdammt in alle Ewigkeit (1953) und Ein Mann zu jeder Jahreszeit (1966). Der Platz ist eine Verkehrsfläche im Gebiet der Aspanggründe („Euro-Gate“) und wurde bereits vor seiner Errichtung benannt. Ein Teil des heutigen Platzes bei der Einmündung der Apangstraße in den Rennweg hieß 1990–2008 Ziakplatz nach dem Volksbildner Karl Ziak (1902–1987), als Kompensation wurde ein nahegelegener Park Ziakpark benannt.
- Fritz-Henkel-Gasse, 2006 benannt nach dem deutschen Unternehmer Friedrich Karl Henkel (1848–1930); er gründete 1876 die Waschmittelfabrik „Henkel & Cie“ in Aachen. Als erstes Produkt stellte er ein Pulver-Waschmittel auf Basis von Wasserglas her. Heute ist der Henkel-Konzern ein internationales Unternehmen mit 48.000 Mitarbeitern (2010). Die österreichische Zentrale befindet sich in der Erdbergstraße 29 im 3. Bezirk; die Gasse ist eine von der Erdberger Lände ausgehende Sackgasse im gleichen Häuserblock. 1917–2006 hieß sie Franz-Hauer-Gasse.
- Fruethstraße, 1904 benannt nach Josef Fruëth (1745–1835), Mitglied des Äußeren Rats, Ortsrichter in Erdberg (1802–1804). Er war Besitzer des Hauses „Zur Unmöglichkeit“ in der Erdbergstraße 34. Die Straße war auf dem Stadtplan kurz vor 1900 noch nicht vorhanden und wurde beim Bau der im Juli 1901 eröffneten Straßenbahnremise Erdberg, des heutigen Verkehrsmuseums Remise, neu angelegt.

## G

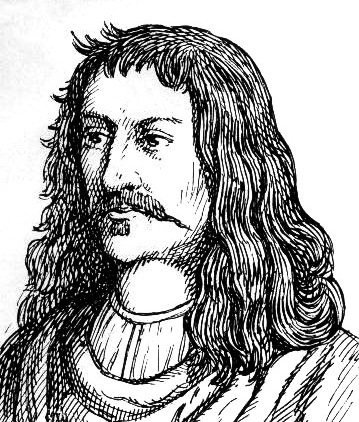
Hans Jakob Christoffel von Grimmelshausen

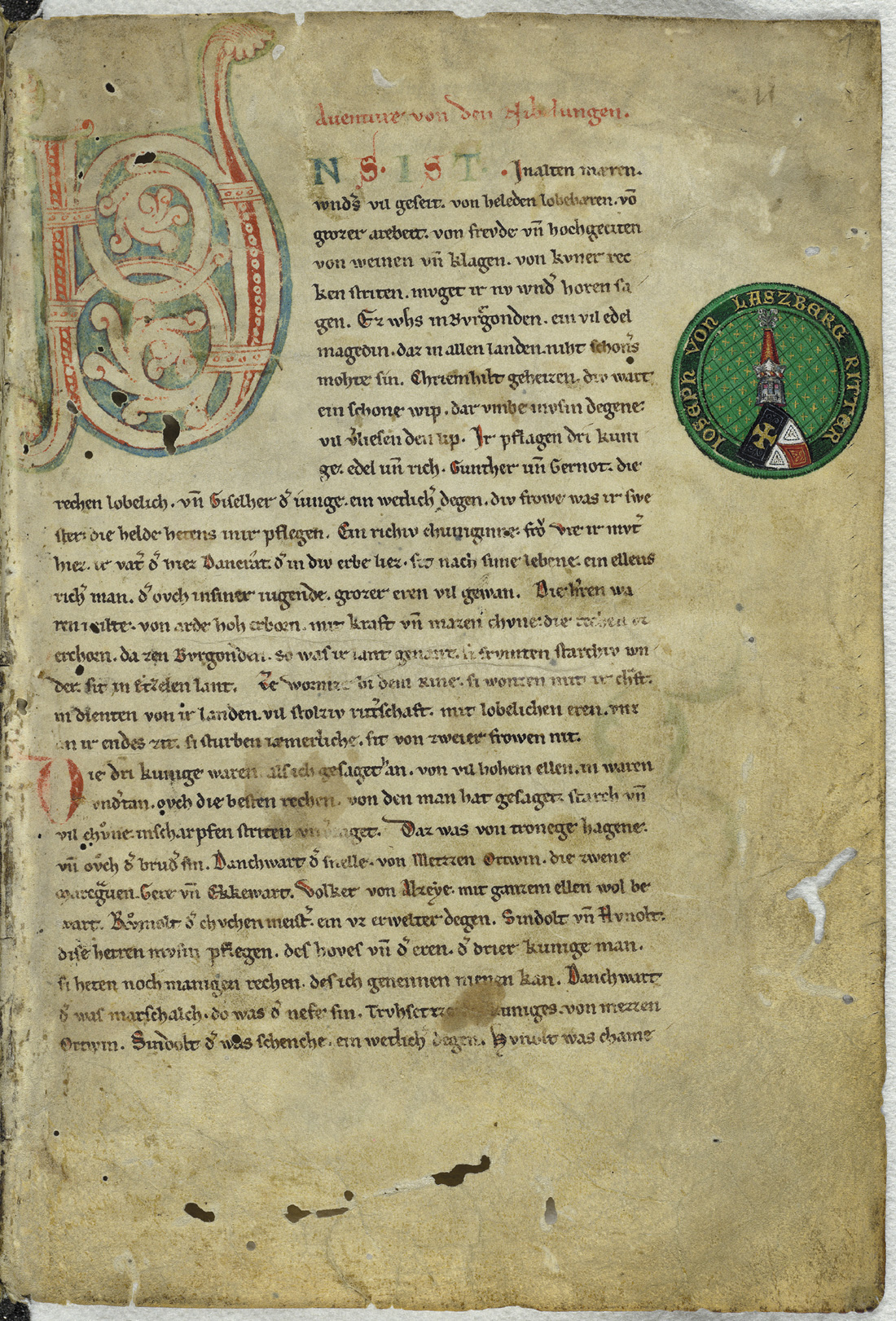
Erste Seite des Nibelungenlieds (um 1220)

- Gänsbachergasse, 1894 benannt nach dem Komponisten, Dirigenten und Kapellmeister Johann Baptist Gänsbacher (1778–1844), Domkapellmeister am Stephansdom (1823–1844). Sein kompositorisches Schaffen umfasst Messen, Requiems, Vespern, Litaneien und Kammermusik sowie Lieder, Vokal- und Instrumentalwerke. Ein Teil der Gasse hieß davor Herbstgasse.
- Gärtnergasse, 1862 benannt (schon um 1830 auf dem Stadtplan) nach Johann Andreas Gärtner (1745–1807), Ortsrichter von Erdberg (1806–1807). Die Gasse befindet sich allerdings in der ehem. Vorstadt Landstraße, nicht in Erdberg. Ein Teil der Gasse hieß davor Bockgasse. Laut Czeike reichte die Gasse vor 1830 bis zur heutigen Löwengasse, bei Vasquez um 1830 von der Marxergasse nordostwärts als Obere Gärtnergasse (dort etwa in der Lage der heutigen Seidlgasse).
- Geologengasse, 1876 benannt nach der Geologischen Reichsanstalt. Deren Ursprünge gehen auf das Montanistische Museum zurück, das 1835 am Heumarkt gegründet wurde. 1840 wurde Wilhelm Ritter von Haidinger Leiter des Museums; durch ihn erlangte die Geologie stärkere Bedeutung und so wurde 1849 die k.k. Geologische Reichsanstalt mit Haidinger als erstem Direktor gegründet; siehe die Haidingergasse  sowie die Franz-Hauer-Gasse. Das Institut heißt heute Geologische Bundesanstalt und befindet sich in der Neulinggasse 38 im 3. Bezirk. Die Gasse hieß davor angeblich Hoernesgasse; Czeike gibt an, 1876 seien die Namen dieser Gasse und der sie kreuzenden Hörnesgasse getauscht worden. In Lehmann scheint allerdings 1876 noch keine der beiden Gassen auf.
- Gerlgasse, 1829 benannt nach dem Architekten und Baumeister Mathias Gerl (1712–1765); seine barocke Architektur war von Johann Lucas von Hildebrandt beeinflusst. Er errichtete unter anderem die Piaristenkirche (1753), die Pfarrkirche Oberlaa (1744–1746), die Kirche St. Thekla auf der Wieden (1754–1756) und barockisierte die Pfarrkirche Altsimmering (1746–1747). Die Gasse hieß davor Am Feld.
- Gestettengasse, benannt (Datum unbekannt, auf dem Vasquez-Plan um 1830 bereits ersichtlich) nach den Gstätten, einer großen Sandfläche am Abhang zur Erdbergstraße. Eine „Gstätten“ bezeichnet in der österreichischen Mundart eine verwilderte Fläche (siehe Brache). Eine nach 1900 aufgelassene kurze Quergasse zur Erdbergstraße an der Stelle des heutigen Hauses 21a hieß seit etwa 1820 nach einem Hausbesitzer Amongasse, vorher Grenzsteig.
- Geusaugasse, 1876 benannt nach dem Beamten und Historiker Anton Ferdinand von Geusau (1746–1811); er kam 1769 von Deutschland nach Wien und wurde 1787 Kanzlist des Wiener Magistrats. Daneben schrieb er umfangreiche Werke über die Geschichte Wiens, vor allem die Geschichte der Haupt- und Residenzstadt Wien (4 Bände, 1789–1793, und 6 Bände, 1792–1810).[12] Ein um 1830 bereits auf dem Vasquez-Plan aufscheinender Gassenteil (etwa von Parkgasse bis Wassergasse) hieß damals Badgasse. Der obere Teil entstand nach 1910 im Zuge der Anlage des Esteplatz-Viertels. Da die dabei vorgesehene Verbauung der Gärten der angrenzenden Palais (Sylva-Tarouca und Salm) nie erfolgte, ist die Straße heute noch in zwei Teile geteilt (dies betrifft auch die Salmgasse, die hier gekreuzt hätte, siehe dort).
- Ghegastraße, benannt (zwischen 1959 und 1961, genaues Datum unbekannt) nach dem Ingenieur Carl von Ghega (eigentlich Carlo Ghega, 1802–1860). Er war 1836–1840 Bauleiter für die Teilstrecke Lundenburg bis Brünn der Kaiser-Ferdinand-Nordbahn. Danach wurde er mit der Planung für die Bahnlinie Richtung Süden, von Gloggnitz über Mürzzuschlag und Graz bis Triest, beauftragt. Ab 1841 plante und erbaute er die Semmeringbahn, die erste normalspurige Gebirgsbahn Europas. In den Jahren 1853–1854 entwarf Ghega ein Eisenbahnnetz für die gesamte Habsburger Monarchie. Sein Konterfei war auf der 20-Schilling-Banknote von 1967 abgebildet. Ghega wurde zuvor bis 1906 mit der Ghegagasse, einer Seitengasse im 10. Bezirk, nahe dem Südbahnhof, geehrt, hierauf von 1907 bis 1959 mit dem prominenten Ghegaplatz (zwischen Süd- und Ostbahnhof), der beim Bau des dritten, 2009 abgerissenen Südbahnhofs als Bauplatz diente. Die heutige Ghegastraße befindet sich östlich unmittelbar neben diesem Gelände und dem neuen Hauptbahnhof. Sie bildet die nordwestliche Begrenzung des Arsenals.
- Gigergasse, 1903 benannt nach Jakob Giger (1751–1834), Grundrichter der Vorstadt Landstraße (1811–1829) und Mitglied des Äußeren Rats.
- Göllnergasse, 1874 benannt nach Michael Leopold Göllner (1760–1834); der gut situierte Bürger vermachte der Vorstadt Erdberg sein Haus in der (heutigen) Wällischgasse 41 zur Errichtung eines Armenhauses.
- Göschlgasse, 1899 benannt nach dem Ehepaar Karl Göschl (1807–1883) und Therese Göschl (1813–1887); sie vermachten ein Viertel ihr Vermögen den Armen des 3. Bezirks und errichteten außerdem die Karl-und-Therese-Göschl-Stiftung für verarmte Geschäftsleute im Bezirk.
- Gottfried-Keller-Gasse, 1919 benannt nach dem Schweizer Dichter und Politiker Gottfried Keller (1819–1890); er begann im Vormärz eine Künstlerlaufbahn als Landschaftsmaler, wandte sich der politischen Lyrik zu und beschloss sein Leben als einer der erfolgreichsten deutschsprachigen Schriftsteller des 19. Jahrhunderts. Seine bekanntesten Werke sind der Roman Der grüne Heinrich und der Novellenzyklus Die Leute von Seldwyla. Keller gilt als Meister der Novellendichtung und als einer der bedeutendsten Erzähler des bürgerlichen Realismus. Die Gasse, östliche Begrenzung des Modenaparks, schien 1917 erstmals (auf den Gründen der Modenarealität, unverbaut) in Lehmann auf und hieß bis 1919 nach dem mit einer Erzherzogin verheirateten Prinzregenten Luitpold von Bayern, dessen Sohn mit einer Erzherzogin und Prinzessin von Modena verheiratet war, Luitpoldgasse. Nach seiner Schwester war die heutige Grimmelshausengasse benannt. sie ist Teil des Modenapark-Viertels.
- Grailichgasse, 1910 neu angelegt und benannt nach dem Mineralogen Wilhelm Josef Grailich (1829–1859); er wurde 1856 Assistent und als Nachfolger von Gustav Adolf Kenngott Kustos-Adjunkt am k.k. Hof-Naturalienkabinett in Wien. 1857 wurde er außerordentlicher Professor für höhere Physik; ab 1859 war er Mitglied der Akademie der Wissenschaften. Sein Hauptwerk war die Übersetzung von William Hallowes Millers Lehrbuch der Kristallographie. Das Areal, auf dem die Gasse entstand, nahm bis 1909 das k.k. Invalidenhaus ein, das seit 1787 hier bestand.
- Grasbergergasse, 1901 benannt nach dem Journalisten, Schriftsteller und Kunstkritiker Hans Grasberger (1836–1898), Redakteur der Zeitschrift „Österreichischer Volksfreund“ (ab 1861) und der Tageszeitung „Die Presse“ (ab 1865), wo er als Kunstkritiker und Feuilletonredakteur arbeitete. 1883 wechselte er zur amtlichen „Wiener Zeitung“. Daneben trat er als Lyriker hervor sowie als Erzähler mit religiöser und sozialer Einstellung.[13] Teile der Gasse hießen davor Marx-Meidlinger Straße und Arsenalweg, der südlichste Teil hieß bis 2012 Dirmosergasse. Die Marx–Meidlinger Straße war nach einer ehemaligen, stark frequentierten Verbindungsstraße vom Viehmarkt St. Marx zum Schlachthaus Meidling benannt. Die einstige Landstraße begann vor der Sankt Marxer Linie und führte, großteils durch unverbautes Gelände, nahe dem späteren Arsenalweg in Richtung der später errichteten Straßen namens Landstraßer und Wiedner Gürtel zur Matzleinsdorfer Linie und weiter zur Wilhelmstraße in Meidling. Erhalten gebliebene, aber nicht zusammenhängende Teile der Straße nahe dem Arsenal wurden im 20. Jahrhundert Grasbergergasse und Kelsenstraße benannt, nachdem sie teilweise Jahrzehnte lang nicht öffentlich zugänglich waren. Ein Abschnitt im 12. Bezirk ist heute der einzige noch unter dem historischen Namen erhaltene.
- Gräßlplatz, 1897 benannt nach dem Fleischhauer Andreas Gräßl (1830–1896); er schenkte der Gemeinde Simmering den Grund zur Anlage dieses Platzes, an dem Arsenalstraße, Schlechtastraße, Geiselbergstraße und Gudrunstraße zusammentreffen.
- Grimmelshausengasse, 1919 benannt nach dem deutschen Schriftsteller Hans Jakob Christoffel von Grimmelshausen; er betätigte sich als Soldat, Gutsverwalter, Burgvogt, Gastwirt und Schultheiß. Sein literarisches Hauptwerk Der abenteuerliche Simplicissimus erschien 1668–1669; es ist ein barocker Roman von vitaler Vielseitigkeit. Der Autor zeichnet hier ein detailreiches Bild des Dreißigjährigen Krieges sowie der verwilderten deutschen Gesellschaft nach dem Krieg. Die Gasse bildet die westliche Begrenzung des Modenaparks und schien 1917 erstmals (auf den Gründen der Modenarealität, unverbaut) in Lehmann auf; sie hieß bis 1919 nach Adelgunde Auguste von Bayern, der Gattin des letzten Herzogs von Modena aus der Linie Österreich-Este, Adelgundegasse. Nach ihrem Bruder war 1917–1919 die heutige Gottfried-Keller-Gasse benannt. Sie liegt im Modenapark-Viertel.
- Gudrunstraße, benannt nach der Sagengestalt Gudrun (auch Kudrun) aus dem gleichnamigen mittelalterlichen Heldenepos. Das im bayrisch-österreichischen Raum um 1230/1240 entstandene Werk beruht zum Teil auf älteren Quellen aus dem Sagenkreis der Nordsee. Die einzelnen Teilstücke der Straße hießen davor Geißelberger Weg, Simmeringer Straße, Berthagasse und Croatengasse. Die Straße verläuft zum allergrößten Teil im 10. Bezirk, bildet aber von der Ostbahn (Arsenalstraße) bis zur Schlechtastraße auf die Länge eines Häuserblocks am südlichen Rand des Gräßlplatzes die Grenze vom 3. zum 11. Bezirk und besitzt keine Hausnummern im 3. Bezirk.
- Guglgasse, 1959 benannt nach der altansässigen Familie Gugl, die in dieser Gasse eine Gärtnerei betrieb. Im Volksmund war der Name schon seit 1895 in Verwendung und ist 1896 in Lehmann verzeichnet. An der Gasse befinden sich zum Wohnen und Einkaufen umgebaute Gasometer und der Sitz der Bundesanstalt Statistik Österreich.
- Günther-Goller-Weg, 2021 benannt nach dem Politiker Günther Goller (1928–2017); er war 1969–1990 Abgeordneter zum Wiener Landtag und Gemeinderat, 1973–1983 nichtamstführender Stadtrat und 1983–1990 Klubobmann für die ÖVP im Gemeinderat.
- Gunther-Philipp-Weg, 2021 benannt nach dem Arzt, Schauspieler und Autor Gunther Philipp (eigentlich Gunther Placheta, 1918–2003). Er gehörte vor allem in den 1950er- und 1960er-Jahren zu den beliebtesten und meistbeschäftigten deutschsprachigen Schauspielern. Er wirkte in 147 Film- und Fernsehrollen mit und verfasste 21 Drehbücher.

## H

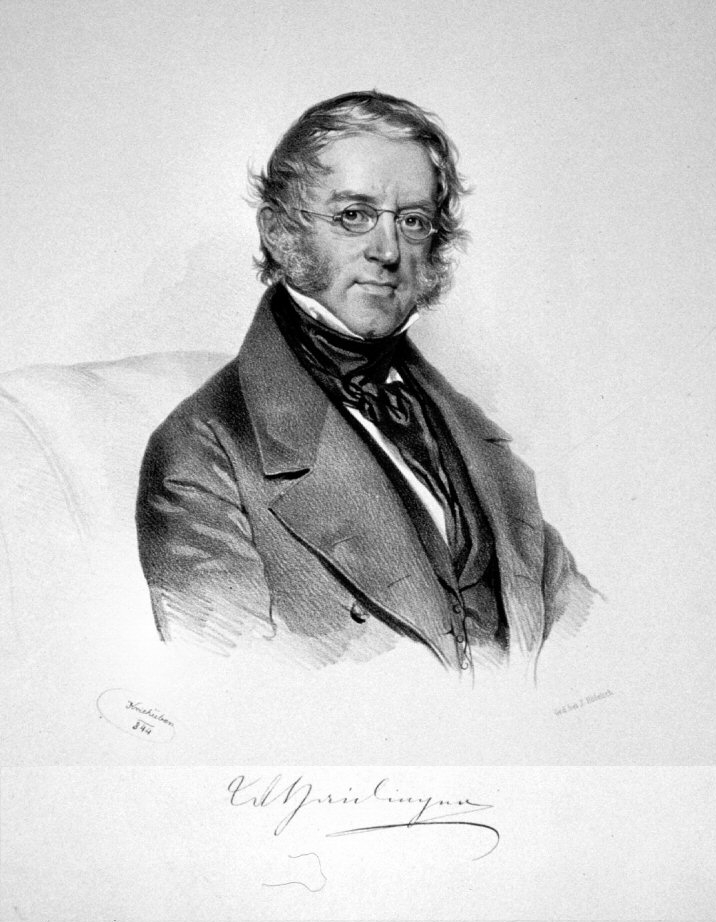
Wilhelm Ritter von Haidinger

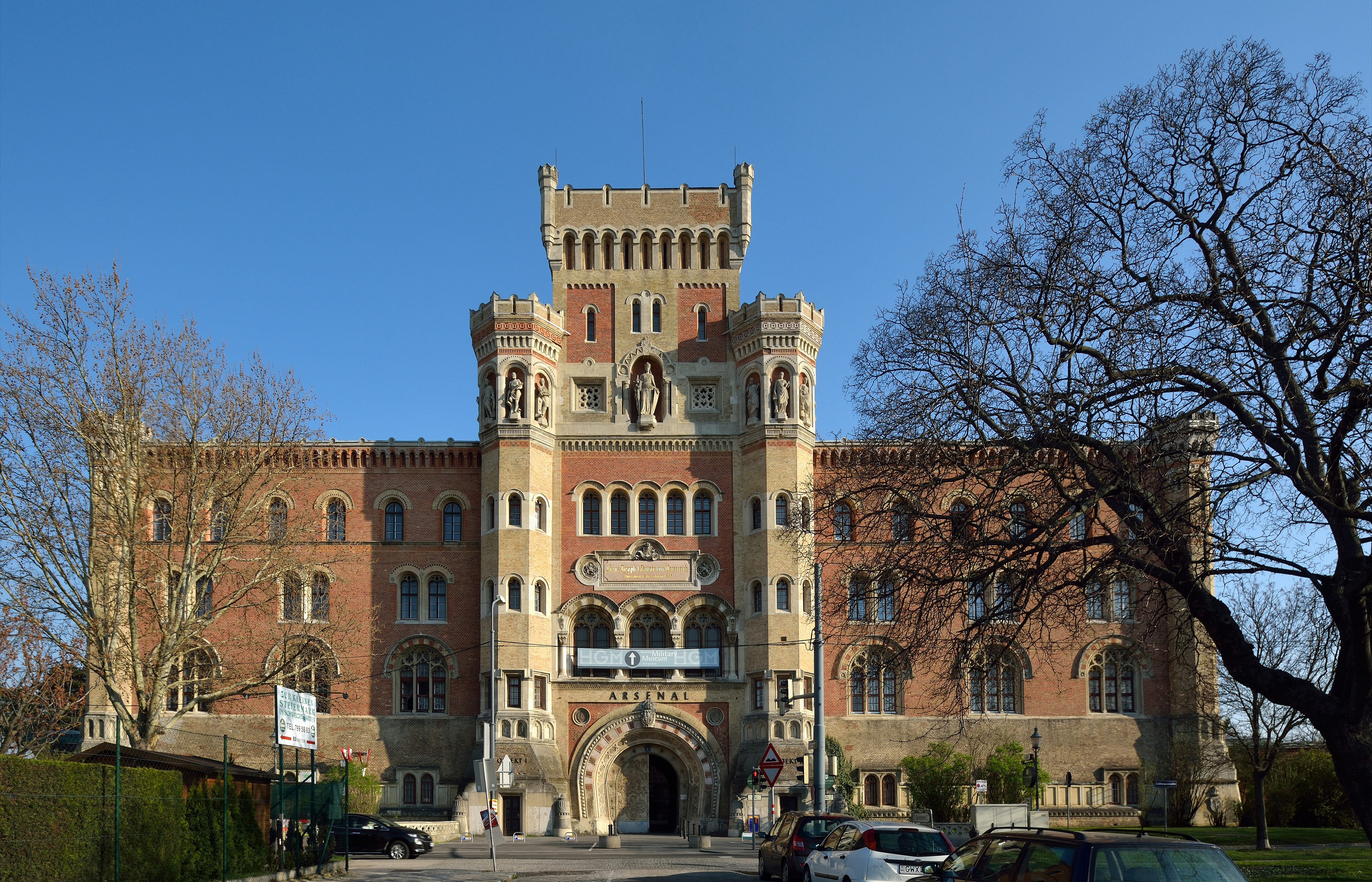
Blick von der Heeresmuseumstraße auf das Heeresgeschichtliche Museum im Arsenal

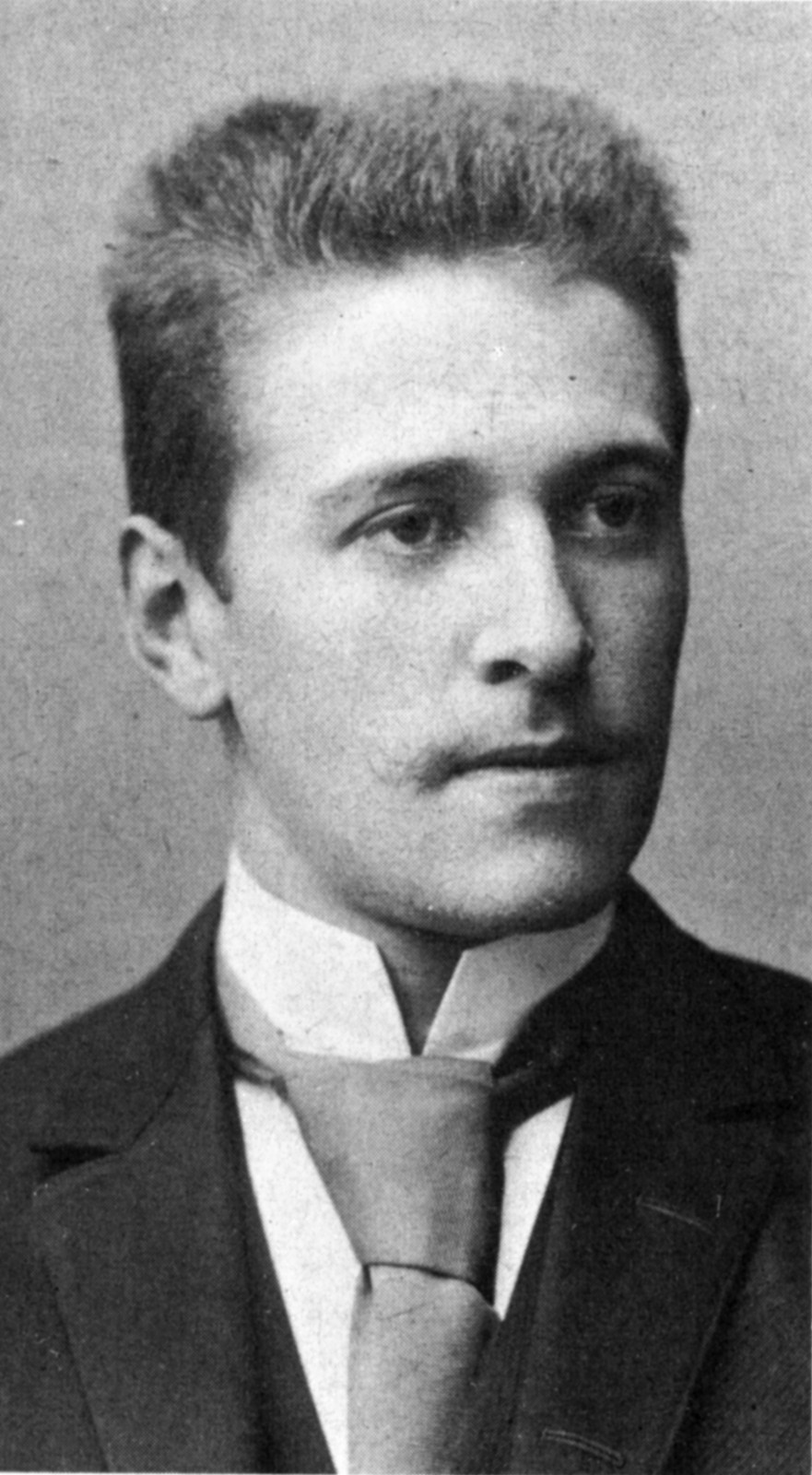
Hugo von Hofmannsthal mit 19 Jahren

- Haeussermannweg, 1977 benannt nach dem Schauspieler Reinhold Häussermann (1884–1947) und seinem Sohn, dem Theaterdirektor, Regisseur, Schriftsteller und Filmproduzenten Ernst Haeusserman (1916–1984). Reinhold Häussermann spielte ab 1915 am Wiener Burgtheater und wirkte ab 1919 auch als Darsteller in zahlreichen Filmen, u. a. in dem Monumentalfilm Die Sklavenkönigin (1924). Ernst Haeusserman war zunächst Programmdirektor des Senders Rot-Weiß-Rot und 1948–1953 Leiter der Film-, Theater- und Musikabteilung der US-Botschaft in Wien. Im Laufe seiner weiteren Karriere war er Direktor am Theater in der Josefstadt (1954–1958), Direktor am Burgtheater (1959–1968) und ab 1972 wieder am Theater in der Josefstadt und den angeschlossenen Kammerspielen sowie dem Kleinen Theater im Konzerthaus.
- Hafengasse, 1862 benannt nach dem (letzten) Hafen des Wiener Neustädter Schifffahrtskanals, der sich hier befand. Der neue Hafen war notwendig geworden, weil 1847–1849 der von hier nordwärts führende Teil des Kanals samt dem ursprünglichen Wiener Hafen zugeschüttet und der Gebietsstreifen bis 1859 zum Bau der Verbindungsbahn von der Südbahn zur Nordbahn mit der damaligen Hochbahnstation Hauptzollamt auf dem ehemaligen Hafenareal bei der Landstraßer Hauptstraße verwendet wurde. 1879 wurde auch der neue Hafen zugeschüttet und an seiner Stelle 1880–1881 der Aspangbahnhof errichtet. Teile der Gasse hießen davor Klischgasse und Kanalgasse.
- Hagenmüllergasse, 1874 benannt nach dem Beamten Franz Josef von Hagenmüller (auch Haggenmüller , 1746–1824). Er war ab 1769 Sekretär der Niederösterreichischen Landesregierung, dann ab 1776 Adjunkt des Vizedomamtes und damit Verwalter einiger von aufgelösten Klöstern an den Staat übergegangenen Herrschaften. Ab 1780 war er Referent und Kanzleidirektor beim Hofbauamt in Wien. 1781 ersteigerte er für 15.550 Gulden die Herrschaften Erdberg und Altlerchenfeld, verkaufte diesen Besitz aber 1809 an Josef von Lobkowitz weiter. Er war Erbauer und Besitzer des Hagenmüllerschlössels an der Erdberger Lände 24 (1966 abgetragen).[14]
- Haidingergasse, 1874 benannt nach dem Geologen und Mineralogen Wilhelm Ritter von Haidinger (1795–1871); er leitete gemeinsam mit seinen drei Brüdern von 1827 bis 1840 die im Familienbesitz befindliche Porzellanmanufaktur im böhmischen Elbogen. 1840 erfolgte seine Berufung als Bergrat nach Wien. Im Jahr 1849 gründete er die „kaiserlich-königliche Geologische Reichsanstalt“ Wien (nunmehr Geologische Bundesanstalt), deren Direktor er bis 1866 war. Siehe auch Geologengasse, Franz-Hauer-Gasse und Hörnesgasse. Zum Zeitpunkt der Namensfestlegung 1874 bestand die Gasse nur als Projekt; in Lehmann wurde sie erstmals 1888 als bestehende Verkehrsfläche geführt.
- Hainburger Straße, 1883 benannt nach der stromabwärts von Wien gelegenen Stadt Hainburg an der Donau. Ihre erste schriftliche Nennung erfolgte im Nibelungenlied im Zusammenhang mit Rüdiger von Bechelaren. Der Name geht zurück auf die Heimenburg, die der Legende nach von Heimo, dem Mundschenk von Arnulf von Kärnten benannt ist. Der zentrumsfernere Teil der Straße, etwa vom heutigen Kardinal-Nagl-Platz südostwärts, hieß um 1830 Rittergasse, Paulushöhe und Wällischgasse (diese reichte bis zum Linienwall), der zentrumsnähere Teil bestand damals noch nicht.
- Hainburger Weg, 1991 benannt nach der Stadt Hainburg an der Donau; siehe Hainburger Straße. Der Weg war zuvor der Teil der Hainburger Straße zwischen Fiakerplatz und Schlachthausgasse; nach der beendeten Assanierung in Erdberg steht dieser Weg dem Autoverkehr nicht mehr zur Verfügung.
- Hansalgasse, 1886 benannt nach dem Afrikaforscher Martin Ludwig Hansal (1823–1885); er kam 1853 nach Khartum (Sudan) und wurde 1857 Lehrer an der Missionsschule in Gondokoro. In der Folge betätigte er sich als Forschungsreisender und Dolmetscher. 1871 wurde er Honorarkonsul in Khartum sowie österreichischer Vizekonsul. 1885 wurde er während des Mahdi-Aufstandes getötet.
- Heeresmuseumstraße, 1958 benannt nach dem Heeresgeschichtlichen Museum, das 1885–1955 Heeresmuseum hieß. Der Museumsbau (Objekt 18) bildet das Herzstück des Wiener Arsenals, eines aus vormals insgesamt 72 Objekten bestehenden riesigen militärischen Gebäudekomplexes. Das Projekt des ursprünglichen k.k. Waffenmuseums wurde vom dänischen Architekten Theophil von Hansen 1850–1856 ausgeführt. Das Gebäude ist somit der älteste – als solcher geplante und ausgeführte – Museumsbau Österreichs. Die Heeresmuseumstraße führt, vom Schweizergarten aus gesehen, direkt auf das Objekt 1 des Arsenals zu, das ehemalige Kommandantengebäude.
- Hegergasse, 1894 benannt nach dem Stenografen Ignaz Jacob Heger (1808–1854); er war ein Freund von Franz Xaver Gabelsberger, gründete 1842 die erste Schule für Stenografie in Wien und leitete das erste Parlaments-Stenografenbüro. Außerdem lehrte er als Professor am Polytechnischen Institut.
- Heinrich-Drimmel-Platz, 1997 benannt nach dem Juristen und Politiker Heinrich Drimmel (1912–1991); er war ab 1946 im Unterrichtsressort tätig und 1954–1964 Bundesminister für Unterricht. Drimmel galt als konsequenter Vertreter eines konservativen Katholizismus. Nach dem Ministeramt war er 1964–1969 amtsführender Stadtrat in Wien sowie Landeshauptmannstellvertreter und Vizebürgermeister. Er verfasste mehrere erfolgreiche populärwissenschaftliche Werke zur österreichischen Geschichte.
- Helmut-Qualtinger-Gasse, 2002 benannt nach dem Schauspieler, Schriftsteller, Kabarettisten und Rezitator Helmut Qualtinger (1928–1986); er arbeitete ab 1946 mit Carl Merz im Kabarett „Lieber Augustin“ zusammen und gestaltete mit Gerhard Bronner, Peter Wehle und Georg Kreisler zahlreiche legendäre Kabarettprogramme. Couplets wie „Der g'schupfte Ferdl“ oder „Der Papa wird’s schon richten“ wurden als Schallplattenaufnahmen ebenso zu Klassikern des Wiener Kabaretts wie die „Travnicek“-Dialoge. Sein größter Erfolg war der Monolog „Der Herr Karl“ (verfasst mit Carl Merz, 1961). Im Jahr 1998 wurde in Döbling (19. Bezirk) der Gemeindebau Helmut-Qualtinger-Hof nach ihm benannt.
- Henneberggasse, 1979 benannt nach dem Veterinär Ottokar Hans Henneberg (1891–1965), Professor an der Tierärztlichen Hochschule, 1950–1952 deren Rektor. Daneben war er Chefredakteur der „Wiener Tierärztlichen Monatsschrift“. Henneberg führte die bakteriologische Fleischuntersuchung in die amtliche Praxis ein.[15]
- Henslerstraße, 1905 benannt nach dem Theaterdirektor und Theaterautor Karl Friedrich Hensler (1759–1825); er war ab 1786 Bühnendichter am Leopoldstädter Theater, das er 1803 pachtete. 1813 wurde er Direktor am Theater an der Wien, 1814–1816 Vizedirektor am Theater in der Josefstadt und 1822–1825 dessen Direktor. Sein literarisches Schaffen steht ganz in der Tradition des Alt-Wiener Volkstheaters bzw. der Wiener Kasperl- und Zauberoper.
- Herma-Bauma-Gasse, 2006 benannt nach der Sportlerin Herma Bauma (1915–2003); sie gewann von 1931 bis 1952 15 österreichische Meistertitel im Speerwurf. Bei den Olympischen Spielen 1948 in London wurde sie Olympiasiegerin und stellte in der Folge zwei neue Weltrekorde auf. Als Handballerin gehörte sie jahrelang zur Österreichischen Nationalmannschaft. Bis zu ihrer Pensionierung 1977 leitete sie das Bundessportzentrum Südstadt bei Wien.
- Hermine-Jursa-Gasse, 2002 benannt nach der Arbeiterin Hermine Nierlich-Jursa (1912–2000); sie war ab 1936 in der illegalen Kommunistischen Partei aktiv. 1939 wurde sie von der Gestapo verhaftet und verbrachte über zwei Jahre in Gefängnissen, bis sie 1942 ins KZ Ravensbrück deportiert wurde. Nach dem Krieg arbeitete sie als Telefonistin, daneben war sie für die KPÖ in der Bezirksgruppe Erdberg als Bildungs- und Frauenreferentin tätig.[16]
- Hetzgasse, benannt (Datum unbekannt, nach 1830, vor 1900) nach dem ehemaligen Hetztheater in der Vorstadt Weißgerber. Der Franzose Carl Defraine errichtete 1755 in der (heutigen) Hetzgasse 2 ein großes hölzernes Amphitheater mit drei Rängen, das etwa 3.000 Personen fasste, und in dem Tiere aufeinander gehetzt wurden. 1796 brannte das Hetztheater ab und wurde nicht wieder aufgebaut. Das Wiener Idiom „Das war eine Hetz’“ (Das war ein Spaß) leitet sich vom Hetztheater ab.
- Heumarkt: siehe Am Heumarkt
- Hießgasse, 1875 benannt nach dem Unternehmer Laurenz Hieß (1736–1819), bürgerlichem Stärkeerzeuger; er errichtete ein Armenversorgungshaus für Dienstmädchen, das „Hieß'sche Stiftungshaus“ in der Rochusgasse 8.
- Hilde-Güden-Promenade, 2022 benannt nach der Sängerin Hilde Güden (1917–1988).
- Hintere Zollamtsstraße, 1862 benannt nach dem ehemaligen Hauptzollamt. Das Gebäude wurde 1840–1844 von Paul Sprenger erbaut und befand sich unmittelbar neben dem 1849 zugeschütteten Hafenbecken des Wiener Neustädter Kanals. Das Amt wurde 1945 durch Bombentreffer zerstört und nicht wieder aufgebaut. Der heutige Bahnhof Wien Mitte, im ehemaligen Hafen errichtet, hieß bis 1962 Hauptzollamt. Heute befinden sich auf dem Zollamtsareal Gebäude des Bundesrechnungsamts und des Verkehrsministeriums. Siehe auch Vordere Zollamtsstraße und Zollgasse. Die Straße hieß davor Am Glacis.
- Hintzerstraße, 1902 benannt nach dem Unternehmer Gottlieb Hintzer (1731–1805), bürgerlicher Weißgerber; er errichtete eine Stiftung für verarmte Bürger der Vorstadt Landstraße. Die Häuser wurden 1905–1912 errichtet.
- Hofmannsthalgasse, 1932 benannt nach dem Schriftsteller, Dramatiker, Lyriker und Librettisten Hugo von Hofmannsthal (1874–1929); er gilt als einer der wichtigsten Repräsentanten des deutschsprachigen Fin de Siècle und der Wiener Moderne. Er schrieb Dramen, Erzählungen, Aufsätze, Reden, Prosastücke und Gedichte. Lebenslange Freundschaft verband ihn mit Richard Strauss, zu dessen Opern er zahlreiche Libretti verfasste. Als Initiator der Salzburger Festspiele (gemeinsam mit Max Reinhardt) wirkte er nachhaltig auf die Kulturgeschichte Österreichs.
- Hohlweggasse, benannt (Datum unbekannt) nach einem Hohlweg, der im 14. Jahrhundert von der Wieden in die Landstraße führte. Hohlwege sind Wege, die sich durch jahrhundertelange Nutzung mit Fuhrwerken und Vieh sowie abfließendes Regenwasser in das umgebende Gelände eingeschnitten haben. Ein Teil der Gasse hieß davor (um 1830) Gerlgasse.
- Hörnesgasse, 1876 benannt nach dem Geologen, Paläontologen und Mineralogen Moriz Hoernes (1815–1868); er war ab 1837 Mitarbeiter des k.k. Hof-Naturalienkabinetts und ab 1856 Kustos. Gemeinsam mit Paul Partsch führte er eine Neuaufstellung der Sammlungen durch und arbeitete dabei mit Franz von Hauer zusammen; siehe die Franz-Hauer-Gasse.[17] Die Gasse hieß vorher Badgasse.
- Hundertwasser-Promenade, 2002 benannt nach dem Künstler Friedensreich Hundertwasser (eigentlich Friedrich Stowasser, 1928–2000); er war zunächst als Maler tätig und entdeckte 1953 die Spirale als grundlegende Form seiner Malerei. Ab 1983 wirkte er als Gestalter von Gebäuden und dekorierte u. a. das nach ihm benannte Hundertwasserhaus in Erdberg (1983), die Müllverbrennungsanlage Spittelau (1988–1997), die Autobahnraststätte Bad Fischau (1989–1990), das Kunst Haus Wien (1989–1991) und die Therme Bad Blumau (1993–1997). Der Friedensreich-Hundertwasser-Platz im 15. Bezirk Rudolfsheim-Fünfhaus ist ebenfalls nach ihm benannt. Die Promenade ist ein Fußweg am Donaukanal parallel zur Weißgerberlände.
- Hüttenbrennergasse, 1907 benannt nach dem Komponisten und Musikkritiker Anselm Hüttenbrenner (1794–1868), einem wenig bekannten Künstler. Seine Werke gelten als sehr melodienreich, etwas opernhaft und in manchem dem musikalischen Idiom Webers nahestehend. Bis heute wartet sein Werk auf Aufarbeitung und Bewertung. Für die Musikgeschichte ist er von Interesse, weil er an Beethovens Sterbebett anwesend war und weil er die Originalpartitur von Schuberts Unvollendeter in Besitz hatte.
- Hyegasse, 1910 benannt nach dem Juristen und Politiker Anton Hye von Gluneck (1807–1894), ab 1834 Archivar der juridischen Fakultät der Universität Wien, ab 1842 Professor, 1871–1872 Rektor. Er hatte großen Anteil am Pressegesetz von 1849 und am Strafgesetz von 1852. Von 1848 bis 1849 war er Generalsekretär, 1849–1857 Ministerialrat, 1857–1867 Sektionsleiter im Justizministerium und von Juni bis Dezember 1867 k.k. Justizminister. Ab 1869 war er Mitglied des Herrenhauses des österreichischen Reichsrats.

## I

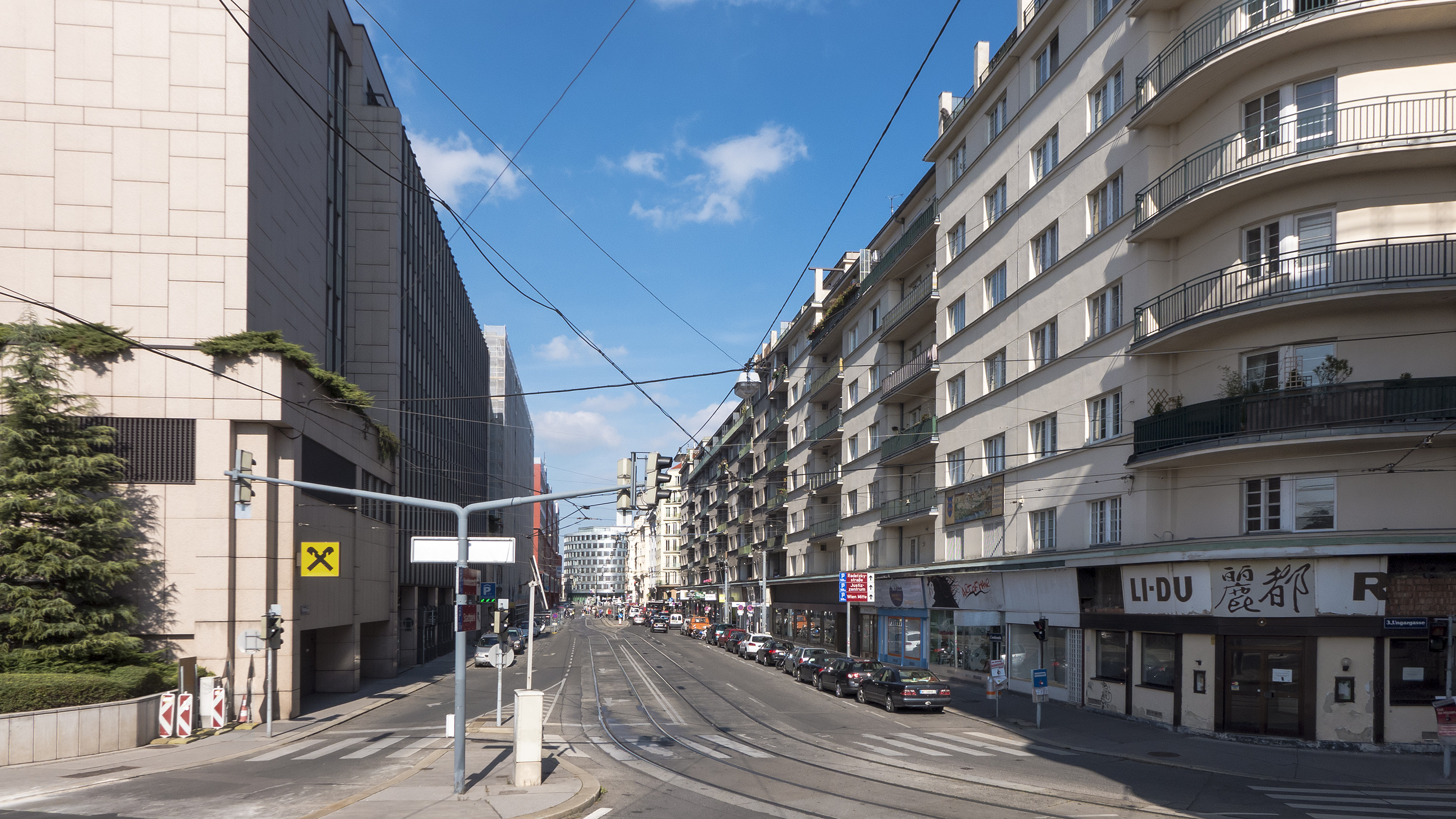
Invalidenstraße

- Ida-Pfeiffer-Weg, 2008 benannt nach der Forscherin Ida Pfeiffer (1797–1858); sie verbrachte einen großen Teil ihres Lebens als Weltreisende und erfolgreiche Reiseschriftstellerin; u. a. war sie die erste Europäerin, die das Innere der Insel Borneo durchquerte. Damit war sie als Frau in der Zeit des Biedermeier eine viel beachtete Ausnahmeerscheinung. Auf ihren ausgedehnten Fahrten legte sie insgesamt 240.000 km zur See und 32.000 km auf vier Kontinenten zurück. Sie schrieb darüber 13 Bücher, die in sieben Sprachen übersetzt wurden.
- Im Erdberger Mais, 1905 benannt nach einem historischen Flurnamen (Mais = Jungwald), der bereits 1445 urkundlich erwähnt worden ist. Das Gebiet war 1875 parzelliert und danach verbaut worden.
- Invalidenstraße, 1883 benannt nach dem ehemaligen Invalidenhaus, das sich hier befand. 1727 erwarb Erzbischof Kardinal Sigismund von Kollonitz um 42.000 Gulden ein Palais im 3. Bezirk (Invalidenstraße 1– 11) und wandelte es in ein Armen- und Versorgungshaus um; ein Teil des Kaufpreises wurde von Kaiser Karl VI. und anderen Wohltätern aufgebracht. 1783 wurde das Haus von Joseph II. zum Invalidenhaus umgewidmet, um hier ausgediente, invalide Soldaten unterbringen zu können. Um 1830 hatte das Gebäude in der Vorstadt Landstraße die Orientierungsnummer 1. 1909 wurde das k.k. Invalidenhaus demoliert, das Grundstück parzelliert und es wurden neue Verkehrswege angelegt (Untere Viaduktgasse, Ditscheinergasse und Grailichgasse), nachdem die Invaliden in ein neues Heim in Lainz übersiedelt worden waren.

## J

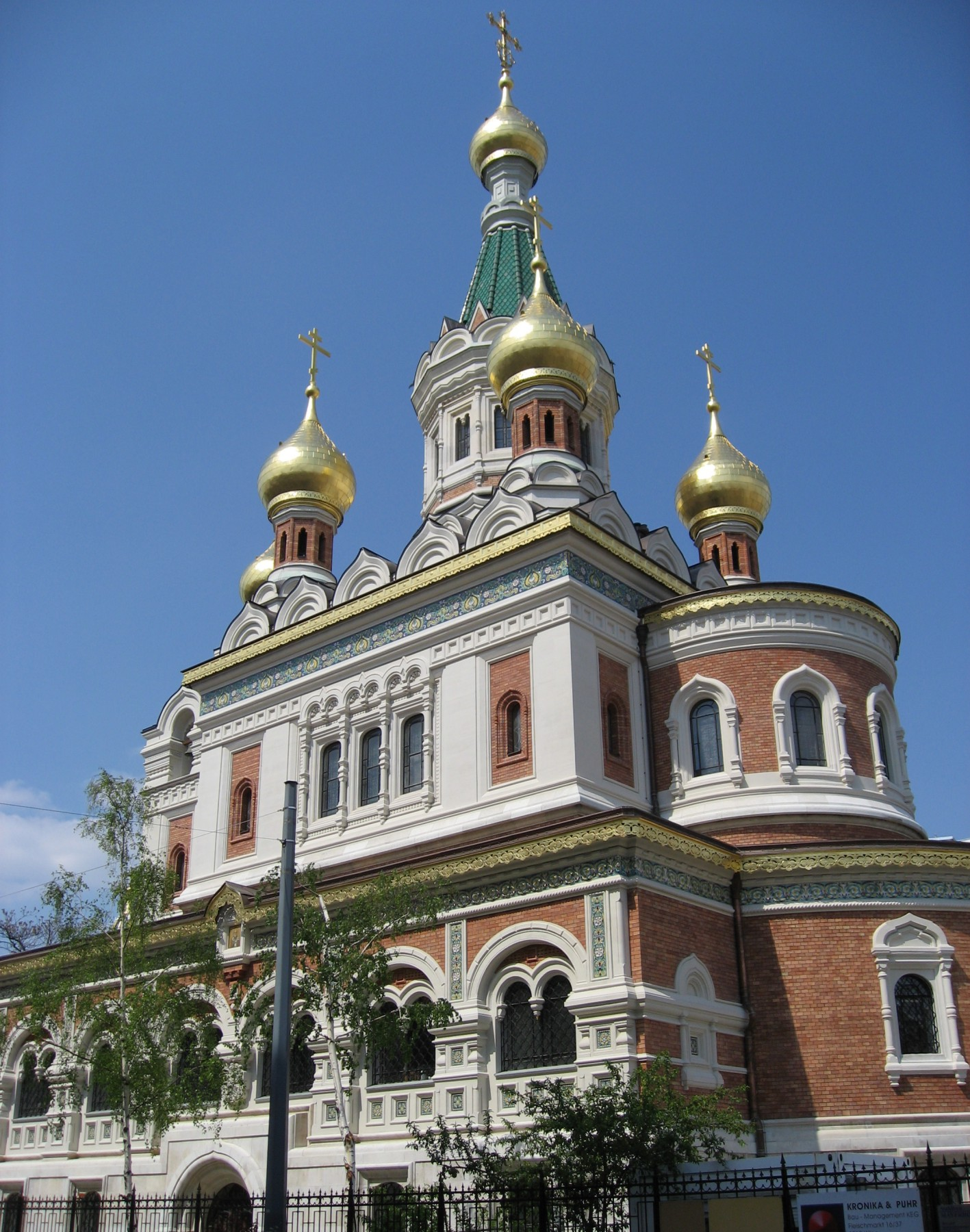
Die Russisch-Orthodoxe Kathedrale in der Jauresgasse

- Jacquingasse, 1875 benannt nach dem Botaniker und Chemiker Nikolaus Joseph von Jacquin (1727–1817), Professor für Chemie und Botanik an der Universität Wien (ab 1769), Direktor des an die Gasse grenzenden Botanischen Gartens der Universität Wien im 3. Bezirk und später der kaiserlichen Gärten von Schloss Schönbrunn. Er führte experimentelle Methoden in die Chemie ein und war maßgeblich an der Einführung des Ordnungssystems von Linné beteiligt. Die Gasse hieß davor Magazingasse.
- Jaurèsgasse, 1919 benannt nach dem französischen sozialistischen Politiker und Historiker Jean Jaurès (1859–1914), Abgeordneter in der französischen Nationalversammlung (1893–1914), Mitbegründer der Arbeiter-Internationale. Als einer der profiliertesten Verfechter des Reformsozialismus setzte sich Jaurès am Vorabend des Ersten Weltkrieges leidenschaftlich für die Sache des Pazifismus und gegen den drohenden Krieg ein. 1914 wurde er in einem Pariser Café von einem Nationalisten ermordet. Der Jean-Jaurès-Hof in Favoriten ist ebenfalls nach ihm benannt; in Frankreich trägt eine sehr große Zahl von Verkehrsflächen seinen Namen. Wo sich die Gasse befindet, erstreckte sich das ursprünglich im Norden bis zum Modenapark reichende Areal des Metternich-Palais. Die Gasse, die die 1871 benannte Metternichgasse kreuzt, hieß bis 1919 Richardgasse (vermutlich nach dem Sohn und Erben des Staatskanzlers, Richard Klemens von Metternich); 1934–1938 hieß sie Lustig-Prean-Gasse (nach einem Offizier),[18] 1938–1945 Richthofengasse, 1945–1947 wieder Lustig-Prean-Gasse und ab 1947 wieder Jaurèsgasse.
- Johannesgasse, 1701 (im 3. Bezirk 1898) benannt nach der Kirche des Heiligen Johannes des Täufers (seit 1523: Malteserkirche), einer dem Hl. Johannes dem Täufer geweihten gotische Kirche des Malteserordens in der Kärntner Straße im 1. Bezirk Innere Stadt. Die Gasse verlief ursprünglich nur von der Kärntner Straße zur Seilerstätte; 1898 wurde sie bis zur Straße Am Heumarkt verlängert. Die Gasse wurde um 1300 als Johannesstraße, um 1368 als St. Johannesstraße und um 1574 als St. Johannesgasse erwähnt.
- Joseph-Schmidt-Platz, 1995 benannt nach dem weltweit erfolgreichen lyrischen Tenor und Altösterreicher Joseph Schmidt (1904–1942). Der Sänger nahm zahlreiche Schallplatten auf und sang von 1929 an im Berliner Rundfunk in 38 Rundfunkopern. Mit seinen Sendungen trug er zur Popularität des Rundfunks bei. 1933 musste er, als Jude angefeindet, Deutschland verlassen. Schmidt starb im Exil. An den Platz schließen der Platz der Opfer der Deportation und das ehemalige Aspangbahnhofgelände an, auf dem mehrere Verkehrsflächen nach Menschen benannt sind, die vor dem NS-Regime flüchten mussten. Der Asteroid (168321) Josephschmidt ist seit 2008 ebenfalls nach Schmidt benannt.
- Juchgasse, 1919 benannt nach dem Zeichner, Maler und Bildhauer Ernst Juch (1838–1909); er war u. a. als Zeichner politischer Satiren und Karikaturen für diverse Zeitschriften tätig. In seinem Nachlass fanden sich auch rund 100 Ölbilder. Juch benützte die ersten Postkarten, um darauf Karikaturen zu zeichnen und an seine Freunde zu verschicken. Die Idee wurde nachgeahmt und bildete eine der Grundlagen für die Entstehung der Ansichtskarte.[19] Die Gasse hieß bis 1862 Haltergasse und 1862–1919 Rudolfsgasse.

## K

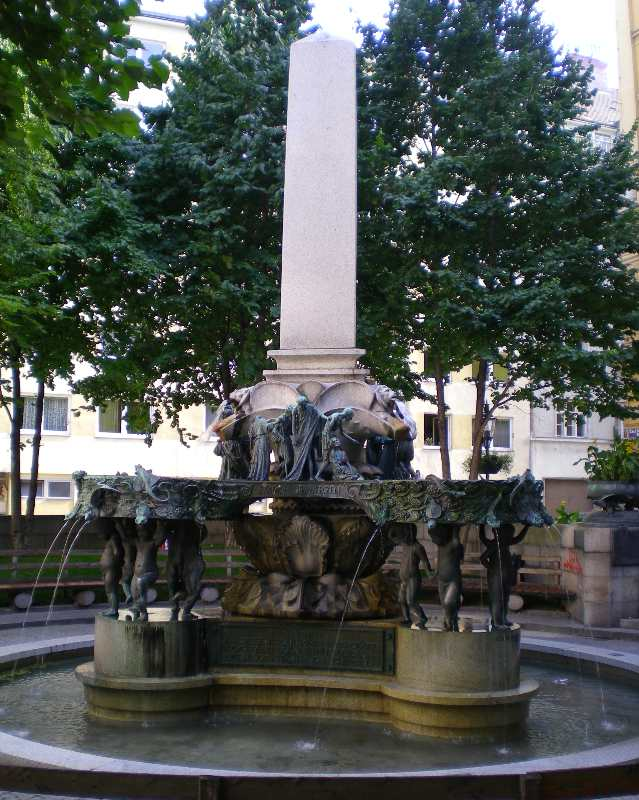
Der Karl-Borromäus-Brunnen auf dem gleichnamigen Platz

- Kaisergartengasse, 1897 benannt nach dem ehemaligen Garten des Palais Harrach in der Ungargasse 67a−69. Das Palais wurde 1727–1735 von Lucas von Hildebrandt erbaut und befand sich ab 1791 im Besitz von Kaiser Leopold II. Unter Kaiser Franz I. von Österreich als Eigentümer wurde der Garten mit Obstbäumen bepflanzt und als „Kaisergarten“ bezeichnet. Ab 1845 wurde das Areal verbaut, unter anderem mit der bis heute bestehenden Krankenanstalt Rudolfstiftung, dem Gebäude der heute teilweise ins Spital einbezogenen Landwehr-Kadettenschule und (anstelle des Palais) mit dem heutigen Schulzentrum Ungargasse. Die Gasse hieß früher Hühnergasse bzw. Hahnlgasse. Siehe auch Lustgasse.
- Kappgasse, 1975 benannt nach dem Elektrotechniker Gisbert Kapp (1852–1922); er arbeitete zunächst als Ingenieur in England, wo er u. a. die nach ihm benannte Kappsche Dynamobauform entwickelte, nach der in der Folge weltweit Gleichstrommaschinen hergestellt wurden. 1894 wurde er Generalsekretär des neu gegründeten VDE in Berlin und 1905 erster Professor für Elektrotechnik an der University of Birmingham.
- Kärchergasse, 1897 benannt nach Karl Kärcher (1820–1874); er stiftete sein Haus (Landstraßer Hauptstraße 93) für verarmte Geschäftsleute des Bezirks.
- Kardinal-Nagl-Platz, 1914 benannt nach Kardinal Franz Xaver Nagl (1855–1913); der in der Landstraße geborene Geistliche war ab 1885 Hofkaplan in Wien, ab 1910 Koadjutorerzbischof der Erzdiözese Wien und 1911–1913 Erzbischof von Wien sowie Kardinal. Der Kardinal-Nagl-Park ist ebenfalls nach ihm benannt. Sein Vorgänger war Anton Josef Gruscha (siehe den Gruschaplatz im 14. Bezirk, Penzing); sein Nachfolger war Friedrich Gustav Piffl (siehe die Kardinal-Piffl-Gasse im 13. Bezirk, Hietzing). Der Platz hieß bis 1898Schulgasse (um 1830 so auf dem Stadtplan) bzw. Thomasgasse und 1898–1914 Thomasplatz.
- Karl-Borromäus-Platz, 1908 benannt nach Kardinal Karl Borromäus (1538–1584), Erzbischof von Mailand. Er stammte aus dem italienischen Adelsgeschlecht Borromeo und wird in der katholischen Kirche als Heiliger verehrt. Im Zuge der Gegenreformation setzte er sich für die Erneuerung der römisch-katholischen Kirche und für den Kampf gegen den Protestantismus ein. Die Wiener Karlskirche ist nach ihm benannt, ebenso die Friedhofskirche zum heiligen Karl Borromäus („Luegerkirche“) im Zentralfriedhof, die Versorgungsheimkirche hl. Karl Borromäus im Geriatriezentrum Lainz und die Pfarrkirche zum hl. Karl Borromäus in Großjedlersdorf. Auf dem Platz befindet sich der Karl-Borromäus-Brunnen. Die Benennung erfolgte unter Bürgermeister Karl Lueger, der auch für den im gleichen Jahr begonnenen Bau der Karl-Borromäus-Kirche auf dem Zentralfriedhof verantwortlich war. Der Platz hieß davor (z. B. schon um 1830) Gemein(de)platz. Auf Nr. 3 befindet sich das Magistratische Bezirksamt für den 3. Bezirk. Im Historikerbericht Straßennamen Wiens seit 1860 als „Politische Erinnerungsorte“ aus dem Jahr 2013 ist die Straße Gruppe B (Diskussionsbedarf) zugeordnet[20]
- Karl-Farkas-Gasse, 2002 benannt nach dem Schauspieler und Kabarettisten Karl Farkas (1893–1971); er trat ab 1921 im Kabarett „Simpl“ gemeinsam mit Fritz Grünbaum in Doppelconférencen auf und war, 1938–1945 als jüdischer Wiener nur weit weg seines Lebens sicher, ab 1950 Leiter des „Simpls“. Dabei betätigte er sich auch als Autor und Regisseur und schrieb gemeinsam mit Hugo Wiener alle Revuen. Wiener schrieb auch die Doppelconferencen für Farkas und seinen neuen Partner Ernst Waldbrunn, später Maxi Böhm; siehe den Hugo-Wiener-Weg im 22. Bezirk, Donaustadt, und den Hugo-Wiener-Platz im 4. Bezirk, Wieden.
- Kegelgasse, der heutige Verlauf 1862 benannt nach dem ehemaligen Hausschild „Zum goldenen Kegel“, zuvor Brunngasse (etwa der Abschnitt von der heutigen Seidelgasse zur Löwengasse) und Kollergasse. Unter dem Namen Kegelgasse war um 1830 der Abschnitt der heutigen Unteren Viaduktgasse zwischen der heutigen Marxergasse (damals Spitalgasse) und der damaligen Holzgestättengasse (seit 1862, wegen des Baus der Verbindungsbahn verkürzt, Zollgasse) auf dem Stadtplan ersichtlich. Später wurde die Holzgestättengasse in die damalige, mit der heutigen größtenteils nicht identische Kegelgasse einbezogen (z. B. Lehmann 1861), bevor 1862 die heutigen Namen eingeführt wurden.
- Keilgasse, 1909 benannt nach dem einst keilförmigen Verlauf der nur einen Häuserblock langen Gasse. Sie war noch um 1900 Teil der Hohlweggasse, deren Verlauf hier dann einen Häuserblock weiter östlich definiert wurde.
- Keinergasse, 1832 benannt nach dem Gärtner Bernhard Keiner (1726–1785); er war Grundbesitzer in dieser Gegend (um diese Zeit als Kunergasse auf dem Vasquez-Stadtplan zu finden). Die Gasse hieß um 1797 Michaelergasse; 1862 wurde sie um die Feldgasse (zwischen der heutigen Baumgasse und der heutigen Landstraßer Hauptstraße) verlängert.
- Kelsenstraße, 1981 benannt nach dem Juristen Hans Kelsen (1881–1973); er gilt als einer der bedeutendsten Rechtswissenschaftler des 20. Jahrhunderts. Er erbrachte insbesondere im Staatsrecht, im Völkerrecht sowie als Rechtstheoretiker herausragende Beiträge. Er zählte zur Gruppe der österreichischen Rechtspositivisten, deren Denken er mit seinem Hauptwerk, der Reinen Rechtslehre, maßgeblich beeinflusste. Kelsen gilt als Architekt der österreichischen Bundesverfassung von 1920, die großteils bis heute in Kraft steht. Die Straße hieß davor Marx-Meidlinger Straße, weil sie Teil einer ehemaligen, stark frequentierten Verbindungsstraße vom Viehmarkt St. Marx zum Schlachthaus Meidling war. Die einstige Landstraße begann vor der Sankt Marxer Linie und führte, großteils durch unverbautes Gelände, nahe dem späteren Arsenalweg in Richtung der später errichteten Straßen namens Landstraßer und Wiedner Gürtel zur Matzleinsdorfer Linie und weiter zur Wilhelmstraße in Meidling. Erhalten gebliebene, aber nicht zusammenhängende Teile der Straße nahe dem Arsenal wurden Grasbergergasse und Kelsenstraße benannt, nachdem sie teilweise Jahrzehnte lang nicht öffentlich zugänglich waren. Der Abschnitt im 12. Bezirk ist heute der einzige noch unter dem historischen Namen erhaltene.
- Khunngasse, 1892, zwei Monate nach seinem Tod, benannt nach dem Bäcker, Großspender und Kommunalpolitiker Franz Khunn (1802–1892), Vorstand der Wiener Innung der Bäcker. Er übernahm 1829 die Leitung des Armenwesens der Vorstadt Landstraße und kam bei der Märzrevolution 1848 zunächst in den Bürgerausschuss und im Herbst 1848 in den Wiener Gemeinderat, dem er bis 1887 angehörte. Von 1851 bis 1860 sowie von 1869 bis 1875 fungierte er als Bürgermeister-Stellvertreter, 1875 wurde er zum Ehrenbürger der Stadt ernannt.[21] Khunn war Förderer des späteren Bürgermeisters Karl Lueger und wurde 1874 zu Franz Ritter von Khunn nobilitiert.
- Kleingasse, 1862 benannt nach dem Juristen und Pädagogen Johann Wilhelm Klein (1765–1848); er kam 1799 aus seiner Heimat Bayern nach Wien und wurde bei der zur Neuordnung des Armenwesens eingerichteten Hofkommission angestellt. 1803 wurde er außerdem zum ehrenamtlichen Armenbezirksdirektor gewählt und blieb dies bis 1826. Seine Lebensaufgabe galt der Sorge um blinde Menschen, vor allem deren Erziehung und Berufsorientierung. 1804 bildete er vorerst einen blinden Neunjährigen auf seine Kosten aus; der Schüler machte bei einer staatlichen Prüfung so guten Eindruck, dass Kaiser Franz I. von Österreich Klein beauftragte, in der Vorstadt Landstraße acht blinde Kinder auf Staatskosten zu erziehen. So entstand das erste Blindeninstitut im deutschsprachigen Raum, das 1816 vom Staat übernommen wurde. Von 1808 an entstanden unter seinem Einfluss in einigen anderen Städten ähnliche Blindenschulen. 1829 errichtete Klein gemeinsam mit Gönnern in der Vorstadt Josefstadt eine „Versorgungs- und Beschäftigungsanstalt für erwachsene Blinde“. 1842 trat Klein von der Leitung des k.k. Blinden-Erziehungs-Instituts, das sich seit 1841 an der heutigen Adresse 8., Josefstädter Straße 80 / Blindengasse 34, befand, zurück. Die Kleingasse hieß zuvor Kleine Gasse.

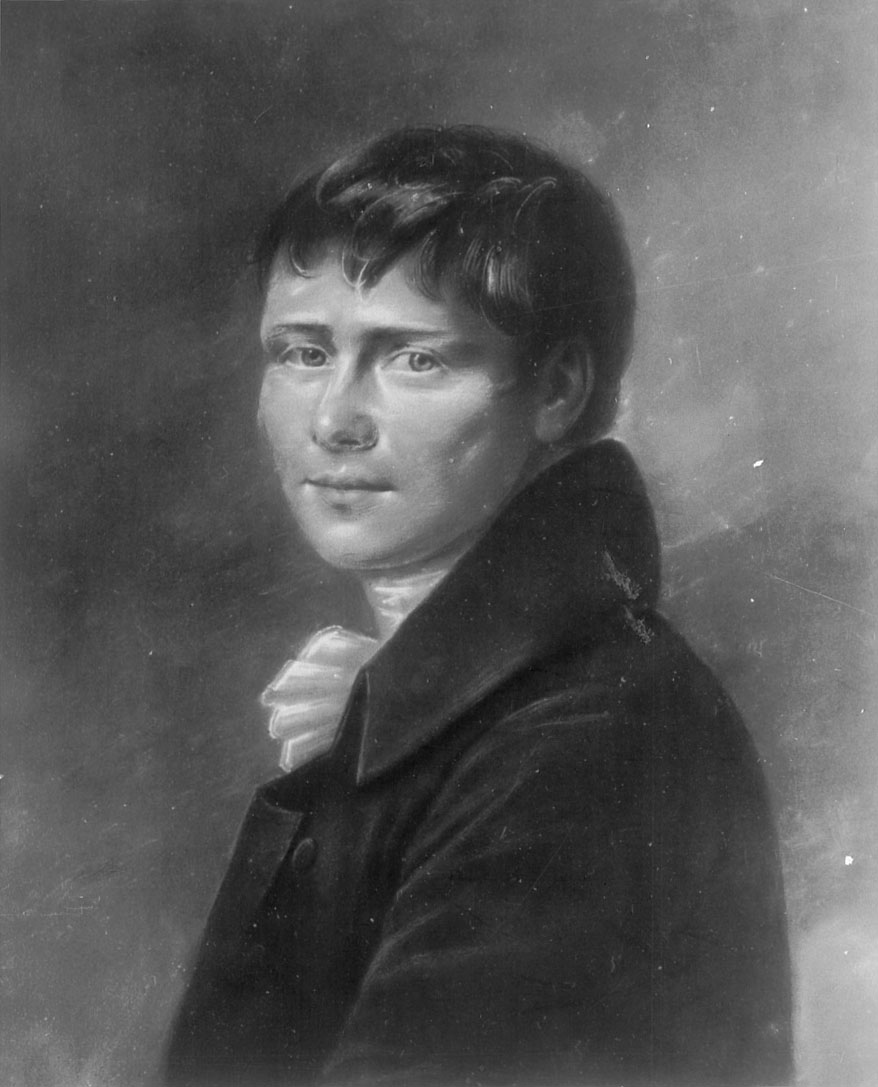
Heinrich von Kleist

- Kleistgasse, 1877 benannt nach dem deutschen Dramatiker, Erzähler, Lyriker und Publizisten Heinrich von Kleist (1777–1811). Er stand als „Außenseiter im literarischen Leben seiner Zeit […] jenseits der etablierten Lager“[22] und der Literaturepochen der Weimarer Klassik und der Romantik. Bekannt ist er vor allem für das „historische Ritterschauspiel“ Das Käthchen von Heilbronn, seine Lustspiele Der zerbrochne Krug und Amphitryon, das Trauerspiel Penthesilea sowie für seine Novellen Michael Kohlhaas und Die Marquise von O.... Die Gasse hieß bis 1877 Tegetthoffgasse, doch wurde dann nach dem siegreichen Admiral eine prominentere Verkehrsfläche im 1. Bezirk benannt.
- Klimschgasse, 1862 benannt nach dem Fähnrich Johann Klimsch (1781–1826); er stellte den Grund zur Errichtung dieser Gasse zur Verfügung. Ein Teil der Gasse hieß davor Hafengasse.
- Klopsteinplatz, 1910 benannt nach General Joseph Klopstein (1763–1824); er kämpfte ab 1792 in den Napoleonischen Kriegen. 1809 wurde er von Erzherzog Carl für die Verteidigung der Ennsbrücke bei Ebelsberg gegen die Franzosen zum Oberst befördert, erhielt von Kaiser Franz I. das Ritterkreuz des Maria-Theresien-Ordens, und wurde auf Grund dessen 1811 als Joseph Freiherr Klopstein von Ennsbruck nobilitiert. Ab 1821 kämpfte er für Habsburg in Unteritalien, war Militärkommandant in Messina und dann Brigadier in Palermo.[23]
- Kölblgasse, benannt (Datum unbekannt) nach dem Fleischhauer Ignaz Kölbl (1789–1850), Besitzer des „Laveran-Hauses“ im Fasanviertel;[24] er stellte den Grund zur Errichtung dieser Gasse zur Verfügung.
- Kollergasse, um 1860 benannt nach Michael Koller (1802–1892); er stellte den Grund zur Errichtung dieser Gasse zur Verfügung.

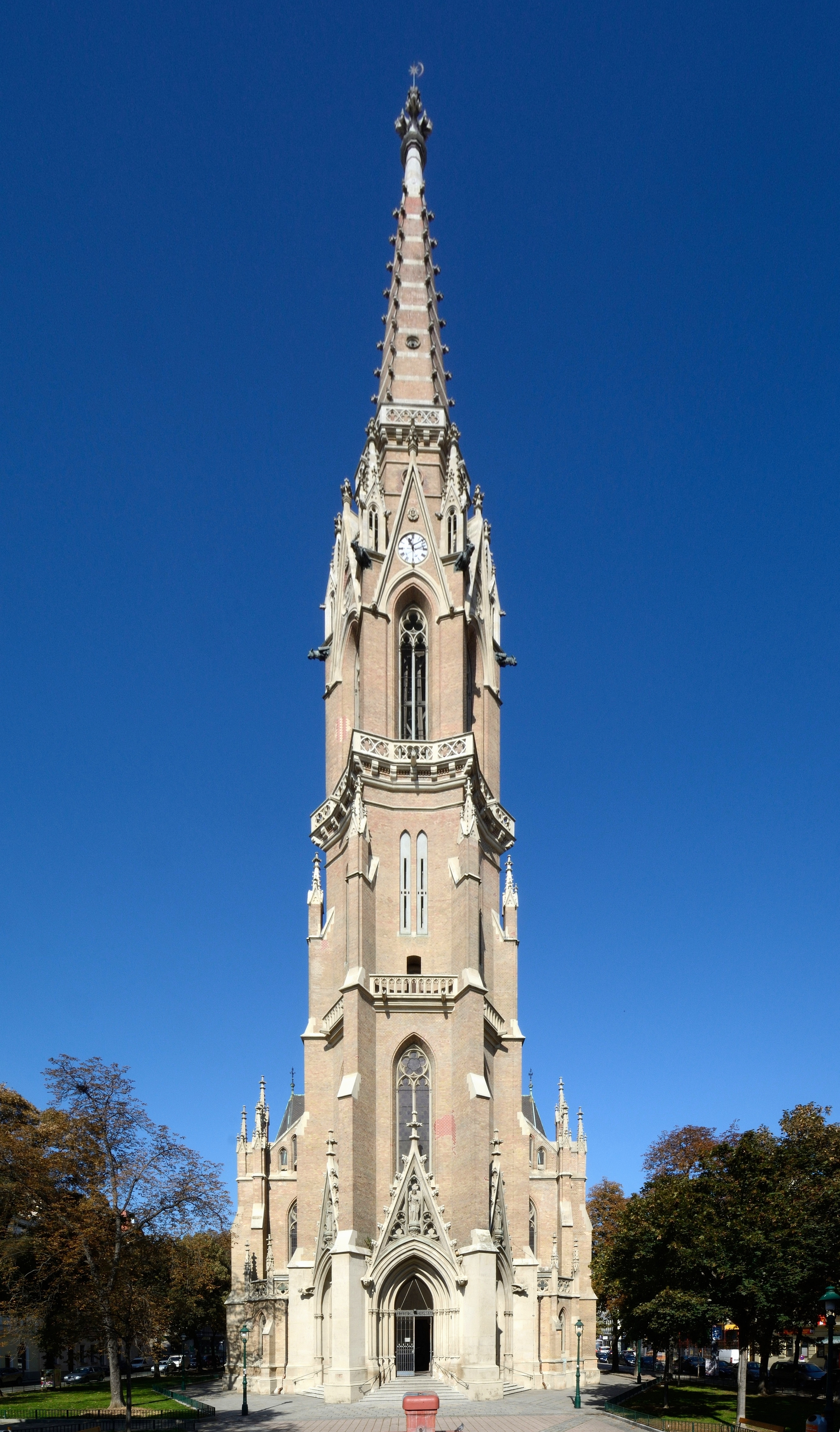
Pfarrkirche St. Othmar unter den Weißgerbern, Kolonitzplatz

- Kolonitzgasse, 1862 in falscher Schreibweise benannt nach Kardinal Graf Leopold Karl von Kollonitsch (1631–1707), Bischof von Wiener Neustadt (ab 1670), Bischof von Raab (ab 1685), Erzbischof von Kalocsa (ab 1688), Erzbischof von Gran und Primas von Ungarn (ab 1695). Als 1683 die Zweite Türkenbelagerung drohte, flüchtete er nicht wie der Kaiser, viele andere Aristokraten und der Wiener Fürstbischof, sondern ließ vor Ankunft des osmanischen Heers noch Lebensmittel und Wein in die Stadt bringen und blieb auch selbst in Wien. Er wurde mit der Sorge für Kranke und Verwundete beauftragt, richtete in Klöstern Notspitäler ein, kümmerte sich um das Feuerlöschwesen, die Bezahlung der Soldaten und die Militärseelsorge auch in vorderster Linie der Verteidiger. Nach der Befreiung der Stadt organisierte er die Betreuung von etwa 500 Waisenkindern und gründete weitere soziale Einrichtungen; dadurch erfreute er sich bei der Wiener Bevölkerung großer Beliebtheit. Die Gasse hieß zuvor (wie die bis heute im 1. Bezirk bestehende Gasse dieses Namens) Seilergasse.
- Kolonitzplatz, 1873 benannt nach Kardinal Leopold Karl von Kollonitsch; siehe Kolonitzgasse.
- Krieglergasse, 1855 benannt nach der alteingesessenen, mindestens seit 1683 in der Vorstadt Landstraße ansässigen Gärtnerfamilie Kriegler.
- Krummgasse, 1862 benannt nach dem seinerzeit gekrümmten Verlauf dieser Gasse. Sie hieß davor Krongasse.
- Kübeckgasse, 1876 benannt nach dem Staatsmann Freiherr Karl Friedrich von Kübeck (1780–1855); er war ab 1840 Präsident der Hofkammer und ab 1841 Vorsteher des Münz- und Bergwesens. 1846 legte er die Grundlage für das österreichische Telegraphennetz. Als Vertrauter des 18-jährigen Kaisers Franz Joseph I. entwarf er mit Franz Graf Stadion die als politisches Feigenblatt dienende Verfassung von 1849 (die Stadiongasse im 1. Bezirk ist aber nach einem anderen Grafen Stadion benannt!), bewog den Kaiser aber 1851 dazu, die Verfassung aufzuheben und wieder absolutistisch zu regieren. Kübeck entwarf den Reichsrat als nicht gewähltes Beratungsorgan des Kaisers und wurde dessen Präsident. Seine Tagebücher sind eine wichtige Geschichtsquelle für die 1. Hälfte des 19. Jahrhunderts.
- Kundmanngasse, 1919 benannt nach dem Bildhauer Carl Kundmann (1838–1919), Professor an der Allgemeinen Bildhauerschule der Akademie der bildenden Künste (1872–1909); er gilt als einer der Hauptmeister der Ringstraßenepoche. Als Kundmanns Hauptwerke gelten der monumentale Athenebrunnen vor dem Parlamentsgebäude und das Denkmal des Admirals der Kriegsmarine Wilhelm von Tegetthoff am Praterstern. Die Gasse hieß um 1800 Blumengasse, war aber nur zwischen Landstraßer Hauptstraße und Erdbergstraße ausgebaut. Der nach der Parzellierung der Rasumofsky-Gärten in den 1870ern entstandene Teil hieß bis 1919 Sophienbrückengasse. (Nach der Mutter von Kaiser Franz Joseph I. war bis 1919 die heutige Rotundenbrücke benannt.) Eine Verbindung der beiden Teile als Sophienbrückengasse erfolgte erst um 1890.

## L

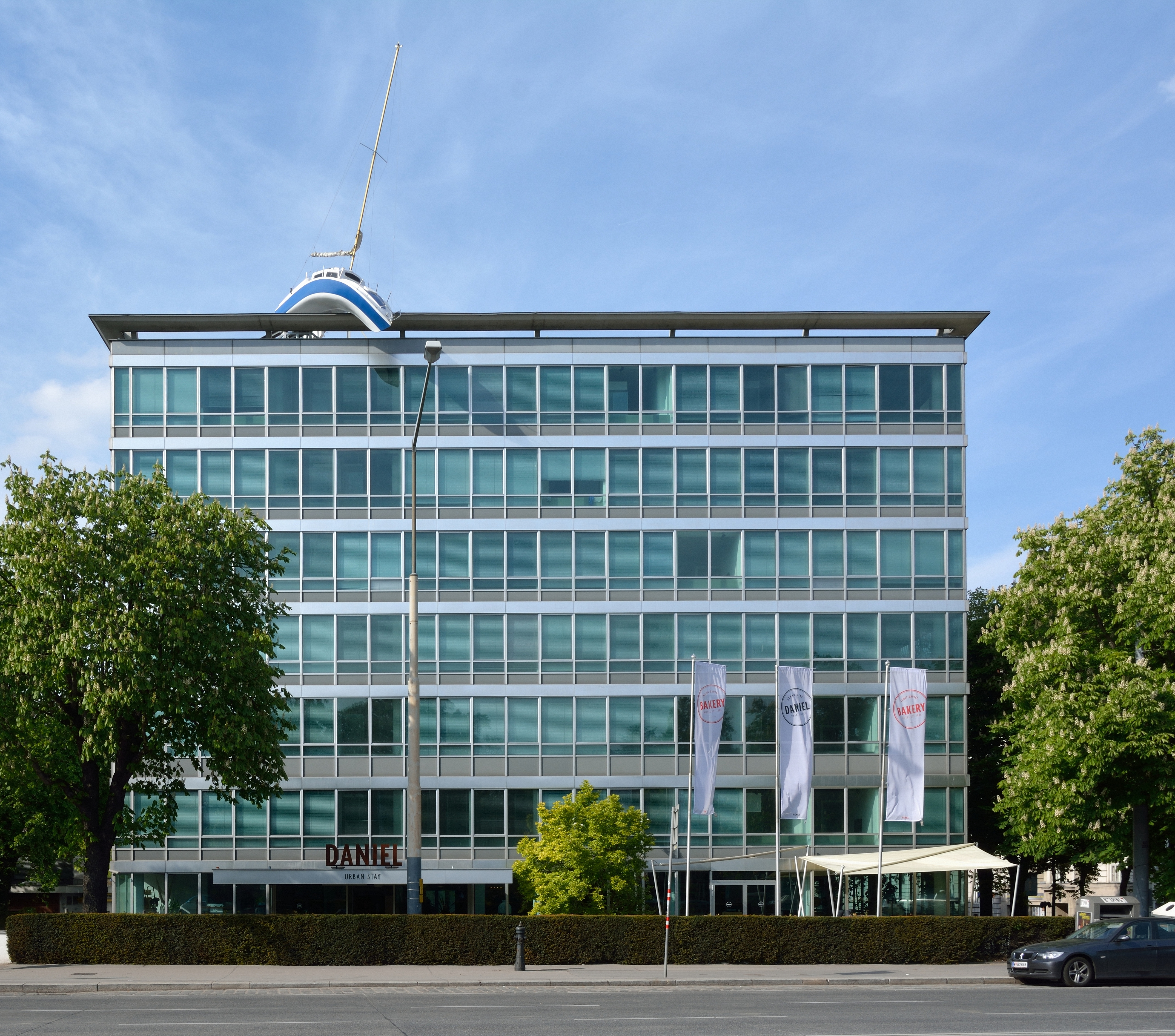
Das Hotel Daniel am Landstraßer Gürtel

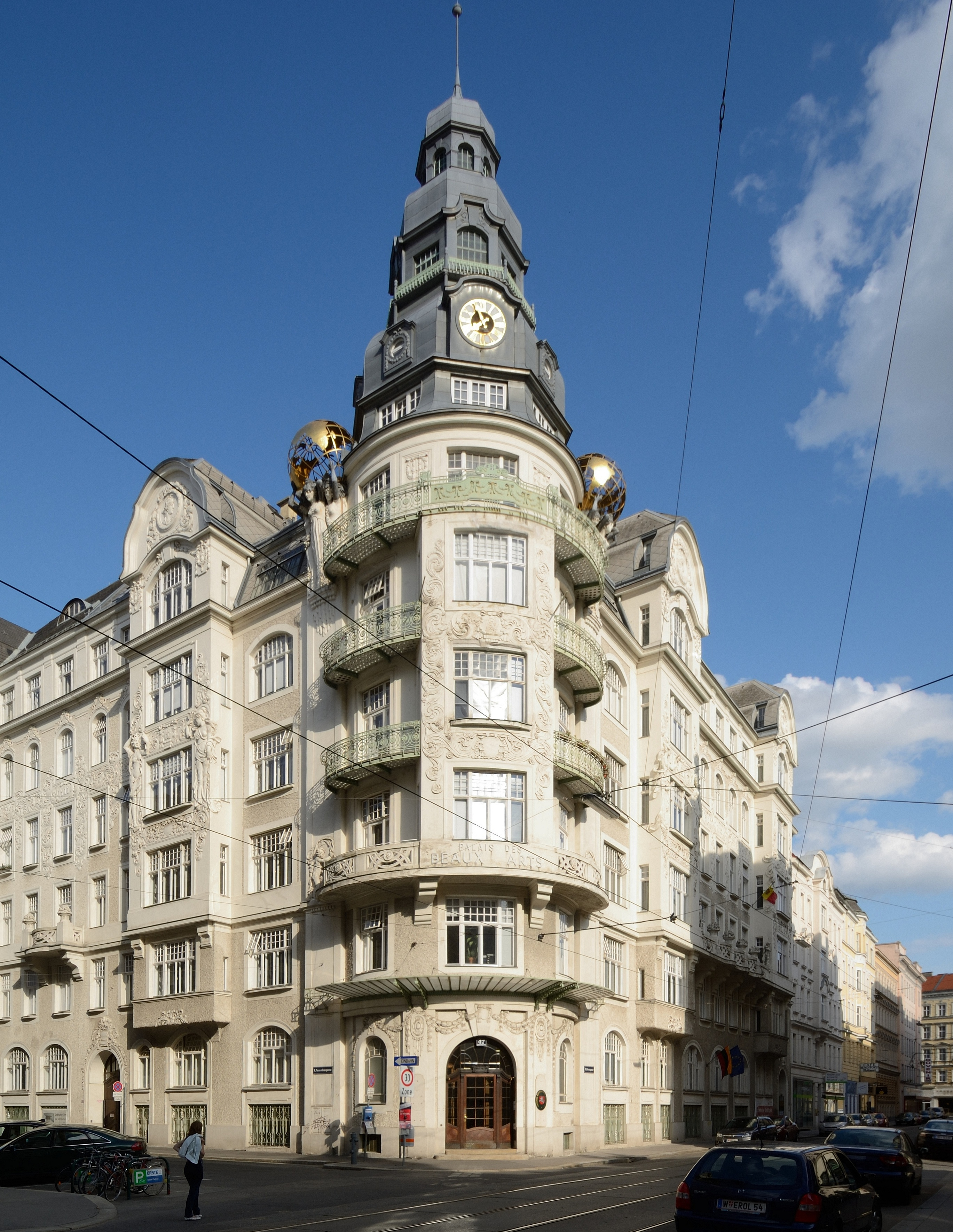
Das Wohn- und Geschäftshaus Palais des Beaux Arts in der Löwengasse. Sitz der Botschaft der Republik Litauen in Wien

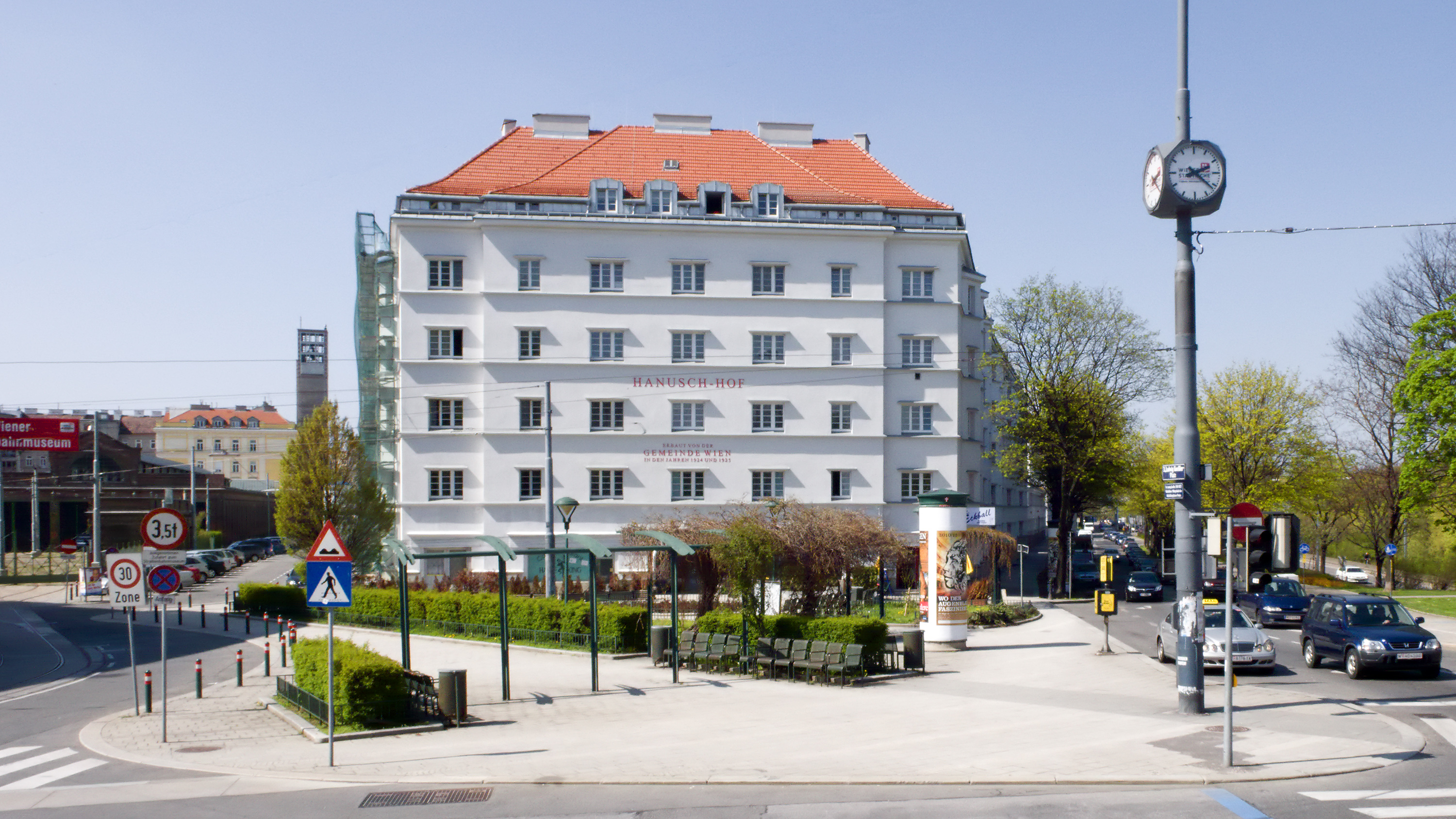
Der Ludwig-Koeßler-Platz mit dem Hanuschhof

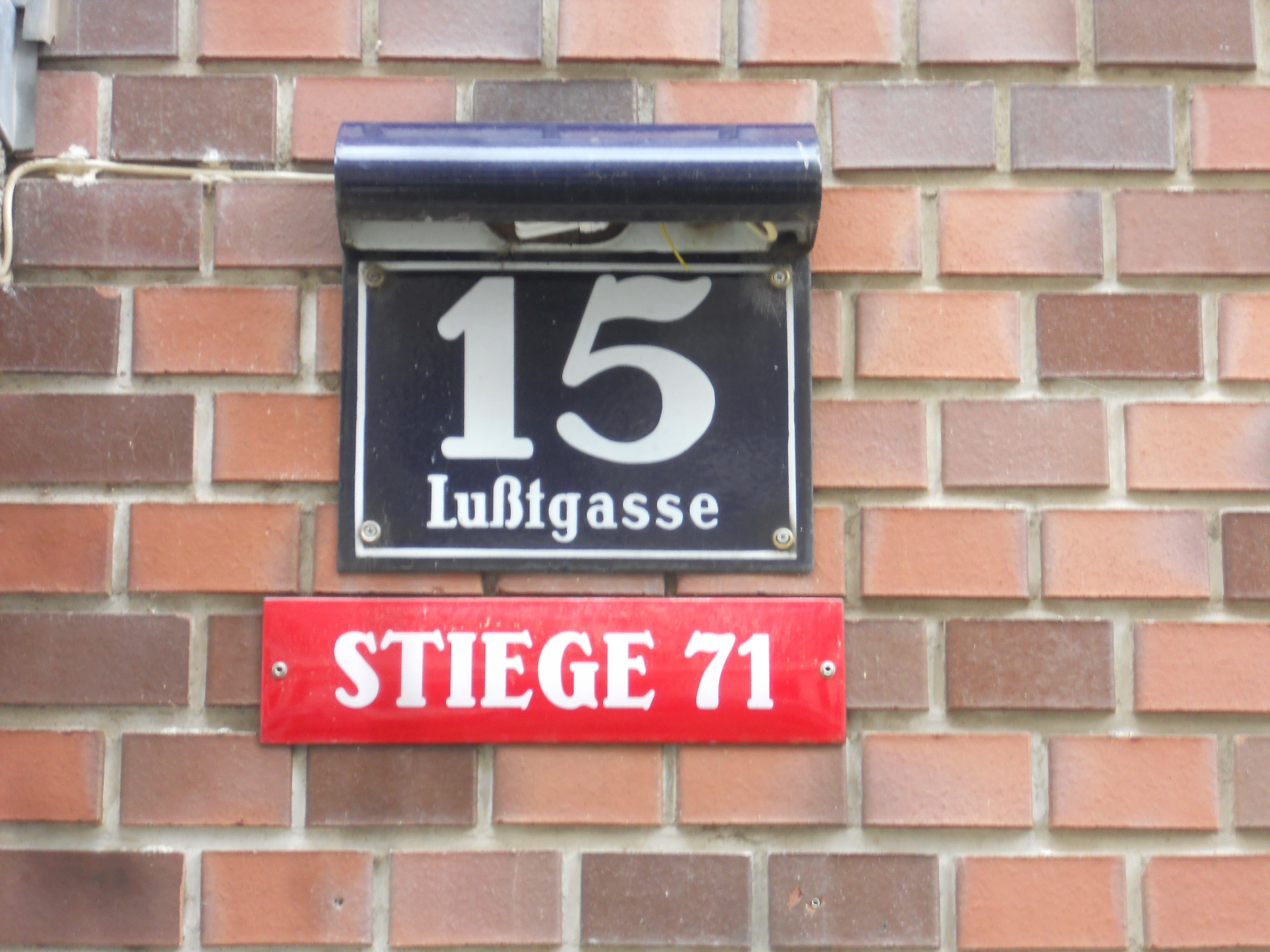
Hausnummer am Rabenhof mit der Schreibweise „Lußtgasse“

- Lagergasse, um 1860 benannt nach dem Unternehmer Josef Lager (1790–1867), Besitzer einer Ziegelbrennerei; er errichtete um 1860 das erste Haus in dieser Gasse.
- Landstraßer Gürtel, benannt (Datum unbekannt) nach dem Stadtteil Landstraße bzw. nach dem 1850 gebildeten 3. Bezirk. Die Vorstadt Landstraße entwickelte sich um eine Niederlassung, die sich um das ehemalige Frauenkloster St. Nikolai vor dem Stubentor gebildet hatte. Noch um 1200 wurde die Vorstadt deshalb als Niklasvorstadt bezeichnet, später wurde das Gebiet auch als Landstrazz, Bey St. Nicolau, Vor dem Stubentore oder An der Landstraß genannt. Der Name Landstraße bezeichnete dabei die von der Stadt Wien südostwärts in Richtung Ungarn führende Land- und Heeresstraße, die auf eine römische Limesstraße zurückgeht. Die Straße wurde (im Unterschied zu anderen Teilen des Gürtels) erst nach der Abtragung des Linienwalls in den 1890er Jahren errichtet, im östlichsten Teil erst nach 1912. Noch Jahrzehnte später führte dieser Teil durch überwiegend noch nicht verbautes Gebiet.
- Landstraßer Hauptstraße, benannt vor 1830 nach der Vorstadt Landstraße; siehe Landstraßer Gürtel. Die Straße hieß ursprünglich einfach Landstraße, der Teil stadtauswärts des Kirchenplatzes (des heutigen Rochusplatzes) war um 1830 als Landstrass-Hauptstrasse und jenseits der Kirchengasse (heute Apostelgasse) als Paulusgrund-Hauptstraße auf dem Vasquez-Stadtplan verzeichnet. Später hieß die Straße angeblich bis 1862 Obere und Untere Landstraße, doch sind diese Namenszusätze in Lehmann's Allgemeinem Wohnungs-Anzeiger 1859 und 1861 nicht zu finden. 1864 findet sich Landstraße Hauptstraße; in der Ausgabe 1911 wurde erstmals die heutige Schreibung mit r nach Landstraße verwendet.
- Leberstraße, 1907 benannt nach einer topografischen Bezeichnung. Leber oder Leberberg ist ein veralteter Begriff für eine künstlich aufgeschüttete Erhebung zur Grenzmarkierung oder als Grabhügel. Siehe auch den Leberberg in Simmering, heute ein Wohngebiet mit rund 24.000 Einwohnern.[25] Die Straße hieß 1872–1907, da sie neben dem einstigen Wiener Neustädter Kanal lag, Über dem Kanal.
- Lechnerstraße, 1905 benannt nach dem k.k. Postoffizial Georg Lechner (1854–1900). Er spendete 160.000 Kronen (das entspricht etwa einer halben Million Euro) für arme Kranke des 3. Bezirks. Die Gasse hieß zuvor Haltergasse.
- Leonhardgasse, 1862 benannt nach dem ehemaligen Hausschild „Zum hl. Leonhard“ auf Nr. 24. Der heilige Leonhard von Limoges († 559/620), zunächst Schutzpatron der Gefangenen, wird auch als Kettenheiliger bezeichnet. Besondere Verehrung wurde ihm ab dem 11. Jahrhundert in Altbayern zuteil,[26] wo er sogar als Nothelfer angesehen wurde, dort allerdings vor allem als Patron und Fürsprecher für das Vieh, insbesondere für die Pferde. Der Volksmund verlieh dem Pferdepatron die Beinamen bayerischer Herrgott oder Bauernherrgott.[27] Die Gasse wurde zuvor als Leonhardigasse bezeichnet.
- Leo-Perutz-Promenade, 2021 benannt nach dem in Prag geborenen Schriftsteller Leo Perutz (1882–1957). Bekannt wurde er vor allem mit seinem phantastischen Roman „Zwischen neun und neun“ (1918). Es folgte eine Reihe von historischen Romanen sowie Zeitromanen, die ihn zu einem der erfolgreichsten Autoren der Zwischenkriegszeit werden ließen. Teilweise im Exil entstand das 1924 in Wien begonnene Buch „Nachts unter der steinernen Brücke“ (1953), das 14 selbstständige Novellen zu einer Romanhandlung um Kaiser Rudolf II. verknüpft, der in Prag residierte. Eine Verkehrsfläche namens Leo-Perutz-Straße wurde 2008 in ähnlicher Lage benannt, noch vor Errichtung 2021 aber wieder aufgelassen.
- Leopold-Böhm-Straße, 2011 benannt nach dem Unternehmer Leopold Böhm (1922–2007), der mit der Textilhandelskette Schöps sehr erfolgreich war und nach dem Verkauf dieses Unternehmens 45.000 m² Grund im Bezirksteil Erdberg erwarb. Auf der Liste der reichsten Österreicher stand er zuletzt auf Platz 34. Der Verkehrsweg ist eine neu angelegte, von der Modecenterstraße abzweigende Straße nahe der Ausfahrt Sankt Marx der Südosttangente. Siehe auch Schöpsstraße.
- Lilienthalgasse, 1933 benannt nach dem deutschen Luftfahrtpionier Otto Lilienthal (1848–1896). Nach heutigem Wissen war er der erste Mensch, der erfolgreich und wiederholbar Gleitflüge mit einem Flugzeug (Hängegleiter) absolvierte und dem Flugprinzip schwerer als Luft damit zum Durchbruch verhalf. Seine experimentellen Vorarbeiten führten zur bis heute gültigen physikalischen Beschreibung der Tragfläche. Die Produktion des Normalsegelapparates in seiner Maschinenfabrik in Berlin war die erste Serienfertigung eines Flugzeugs.
- Linke Bahngasse, vor 1864 benannt; die Gasse liegt, vom damaligen Bahnhof Hauptzollamt aus gesehen, links neben der als Verbindungsbahn von Süd- zu Nordbahn 1859 fertiggestellten heutigen S-Bahn-Stammstrecke. Siehe auch Rechte Bahngasse. Die Gasse war ab 1803 eine Uferalle am Wiener Neustädter Kanal und hieß – angeblich bis 1857 – Am Kanal, doch ist in Lehmann 1861 noch der alte Name zu finden, erst 1864 der neue. Der Kanal war in diesem Abschnitt zugunsten des Bahnbaus 1847–1849 zugeschüttet worden, wobei vorerst nur eine Verbindung vom Gloggnitzer Bahnhof zum Hauptzollamt errichtet wurde, die 1856 auf dem Stadtplan verzeichnet war; diese wurde später zum Nordbahnhof verlängert. Siehe auch Obere Bahngasse, Rechte Bahngasse, Obere Viaduktgasse und Untere Viaduktgasse.
- Lissagasse, 1866 benannt zur Erinnerung an die Seeschlacht von Lissa am 20. Juli 1866. Im Dritten Italienischen Unabhängigkeitskrieg gewann der damalige k.k. Konteradmiral Wilhelm von Tegetthoff durch Anwendung der Rammtaktik die Schlacht bei der heute offiziell mit ihrem kroatischen Namen Vis bezeichneten Insel gegen die zahlenmäßig überlegene italienische Flotte unter Admiral Carlo Pellion di Persano. Vermutlich handelte es sich um die letzte durch Anwendung dieser Taktik gewonnene größere Seeschlacht. Siehe auch die 1877 benannte Tegetthoffstraße im 1. Bezirk, Innere Stadt. Das Tegetthoff-Denkmal am Praterstern wurde 1896 von Carl Kundmann (Skulptur) und Carl von Hasenauer (Architektur) geschaffen; siehe die Kundmanngasse im 3. Bezirk und die Hasenauerstraße im 18. und 19. Bezirk. Die nur einen Häuserblock lange Lissagasse zweigt gegenüber der ehemaligen Rennweger Kaserne vom Rennweg ab.
- Lisztstraße, 1913 benannt nach dem Komponisten, Pianisten, Dirigenten, Theaterleiter, Musiklehrer und Schriftsteller Franz Liszt (1811–1886). Er war einer der prominentesten Klaviervirtuosen und einer der produktivsten Komponisten des 19. Jahrhunderts; sein Gesamtwerk ist in seinem Umfang und der Vielfältigkeit immens und unvergleichlich. Er hat in vielen unterschiedlichen Stilen und Gattungen komponiert, war ein Wegbereiter der „programmatischen Musik“ (sinfonische Dichtungen) und wird mit seinen Hauptwerken zur „Neudeutschen Schule“ gezählt. Die Gasse, die nach 1900 nur zwischen Lothringerstraße und Am Heumarkt angelegt wurde, hieß seit 1906 Daffingerstraße und wurde nach 1910 nach Süden auf das Areal der demolierten Heumarktkaserne verlängert. Da 1913 am nördlichen Ende der Gasse das Wiener Konzerthaus eröffnet wurde, wählte man nun einen Musikernamen für sie; der Name Daffingerstraße wurde einer von der Lisztstraße zum Rennweg neu projektierten Gasse zugeteilt.
- Litfaßstraße, 1983 benannt nach dem deutschen Druckereibesitzer und Verleger Ernst Litfaß (1816–1874). Der erfolgreiche Unternehmer wurde vor allem durch die von ihm erfundenen runden Plakatanschlagsäulen bekannt, die ihm zu Ehren Litfaßsäulen genannt werden; die ersten wurden 1855 in Berlin aufgestellt. Auch in Wien wurden Litfaßsäulen aufgestellt, mit der Besonderheit, das manche über eine Tür verfügen und als Ausstieg aus der Kanalisation bzw. dem eingewölbten Wienfluss dienen. Die Straßenbenennung erfolgte in Zusammenhang damit, dass das ehemals stadteigene Plakatierungsunternehmen Gewista (einst: Gemeinde Wien – Städtische Ankündigungen) in dieser Straße seinen Geschäftssitz errichtete.
- Ljuba-Welitsch-Promenade, 2021 benannt nach der bulgarisch-österreichischen Opernsängerin Ljuba Welitsch (1913–1996). Nach ihrem Studium in Sofia und Wien debütierte Ljuba Welitsch 1936 in Sofia. Von 1946 bis 1964 war sie Mitglied der Wiener Staatsoper. 1949 debütierte sie an der Metropolitan Opera in New York und sang an allen bedeutenden Opernhäusern und bei den Salzburger Festspielen. Nachdem sie Probleme mit ihrer Stimme bekommen hatte, sang sie vermehrt in Operettenproduktionen und startete ihre zweite Karriere als Komikerin beim Film. Eine Verkehrsfläche namens Ljuba-Welitsch-Straße wurde 2008 in ähnlicher Lage benannt, noch vor Errichtung 2021 aber wieder aufgelassen.
- Lorbeergasse, 1862 benannt nach der Pflanzengattung Lorbeeren aus der Familie der Lorbeergewächse. Vor allem der Echte Lorbeer wird als Heil- und Gewürzpflanze verwendet. Der Lorbeerkranz steht bis heute sprichwörtlich für eine besondere Auszeichnung; er gilt als Symbol des Ruhmes, des Sieges und des Friedens. Die Benennung bezieht sich auf die angeblich zahlreichen Siegeslorbeeren, die österreichische Truppen in vergangenen Kriegen errungen haben.
- Lothringerstraße, 1904 benannt nach Kaiser Franz I. Stephan von Lothringen (1708–1765), der durch seine Heirat mit Maria Theresia 1736 das Haus Habsburg-Lothringen mitbegründete. Um den Anspruch auf die österreichischen, böhmischen und ungarischen Länder zu bekräftigen und die realen Machtverhältnisse abzubilden, wurde für die Familie der Doppelname gewählt, abweichend von der Usance, dass den Dynastienamen der männliche Teil einer dynastischen Ehe bestimmte. Franz I. Stephan ist nicht zu verwechseln mit Franz II./I., dem ersten Kaiser von Österreich. Im angrenzenden 1. Bezirk wurde die Lothringerstraße vor 1864 benannt.
- Lotte-Lang-Platz, 2008 benannt nach der Schauspielerin Lotte Lang (1900–1985). Ab 1932 spielte sie am Volkstheater, am Raimundtheater, der Volksoper und schließlich am Theater in der Josefstadt, dem sie von 1945 bis Ende der 1970er Jahre treu blieb und wo sie in über 50 Rollen erfolgreich war. Nach und nach etablierte sie sich mit pointierten Nebenrollen und selbstbewusstem Auftreten zu einer beliebten Filmdarstellerin, durchgehend bis in die frühen 1960er Jahre. Als dann die Angebote für Kinofilme zurückgingen, spielte sie vermehrt für das Fernsehen.
- Louise-Martini-Weg, 2014 benannt nach der Schauspielerin, Kabarettistin und Radiomoderatorin Louise Martini (eigentlich Marie-Louise Schwarz, 1931–2013); sie wirkte zunächst als Schauspielerin am Theater, ab 1963 spielte sie in zahlreichen populären Fernsehserien. Von 1968 bis 1985 war sie Moderatorin für das Hörfunkprogramm Ö3. Daneben machte sie sich auch als Diseuse einen Namen.
- Löwengasse, zum Teil (nach Czeike) um 1800 benannt nach dem ehemaligen Hausschild „Zum goldenen Löwen“ auf Nr. 29, das seit mindestens 1765 nachweisbar ist. Die Benennung bezog sich ursprünglich nur auf den Bereich von der Rasumofskygasse (um 1830 hier: Badgasse) zum heutigen Kolonitzplatz (um 1830: Obere Gärtnergasse); im Zentrum der Vorstadt Weißgerber hieß die Gasse damals Kirchengasse; erst seit ca. 1873 heißt der ganze Verkehrsweg, der seit 1876 vom neu angelegten Radetzkyplatz unterbrochen wird, Löwengasse.
- Löwenherzgasse, benannt 1874 nach dem englischen König Richard Löwenherz (eigentlich Richard Plantagenêt, 1157–1199). Die Benennung erinnert daran, dass Richard 1192 im Auftrag von Herzog Leopold V. in einem Gasthaus in Erdberg (sein Standort entspricht etwa dem Eckhaus Erdbergstraße 41 / Schwalbengasse 17, das ist heute von der Löwenherzgasse einen Häuserblock weiter stadteinwärts) gefangen genommen und entführt wurde. Er kam erst 1194 nach Zahlung eines Lösegelds von 23,3 Tonnen Silber frei. Mit dem Geld finanzierte Leopold V. u. a. die neuen Wiener Stadtmauern und bezahlte das Zuschütten des alten Grabens vom Stephansdom bis zur Freyung.
- Ludwig-Koeßler-Platz, 1928 nach dem Juristen und Volksbildner Ludwig Koeßler (1861–1927) benannt. Der Rechtsanwalt war 1897 Mitbegründer der Wiener Urania. Als Präsident führte er die 1910 eröffnete Urania, die von Anbeginn auch als Volkssternwarte fungierte, bis zu seinem Ableben autoritär, aber stets mit großem Engagement. Unter seiner Leitung arbeitete die Urania jahrzehntelang auf dem jeweils letzten Stand der Bildungstechnologie und nahm sich früh des neuen Mediums Film an („Urania-Kulturfilm“).[28] Der Platz hieß 1938–1945 Langemarckplatz.
- Lustgasse, 1904 benannt nach dem ehemaligen „Lustgarten“ des Palais Harrach in der Ungargasse 67a−69, später auch „Kaisergarten“ genannt; siehe Kaisergartengasse. Das Palais wurde 1727–1735 von Lucas von Hildebrandt erbaut. Ab 1845 wurde das Areal verbaut, unter anderem mit der bis heute bestehenden Krankenanstalt Rudolfstiftung, dem Gebäude der heute teilweise ins Spital einbezogenen Landwehr-Kadettenschule und (anstelle des Palais) mit dem heutigen Schulzentrum Ungargasse. Die heutige Straße wurde kurz nach 1901 angelegt und mit dem Bau des Rabenhofs verlängert. Zwischen der Mitte des 19. Jahrhunderts und 1901 gab es bereits eine Lustgasse als Sackgasse von der Keinergasse aus, die im Zuge der Verlängerung der Hainburger Straße in diese einbezogen wurde.

## M

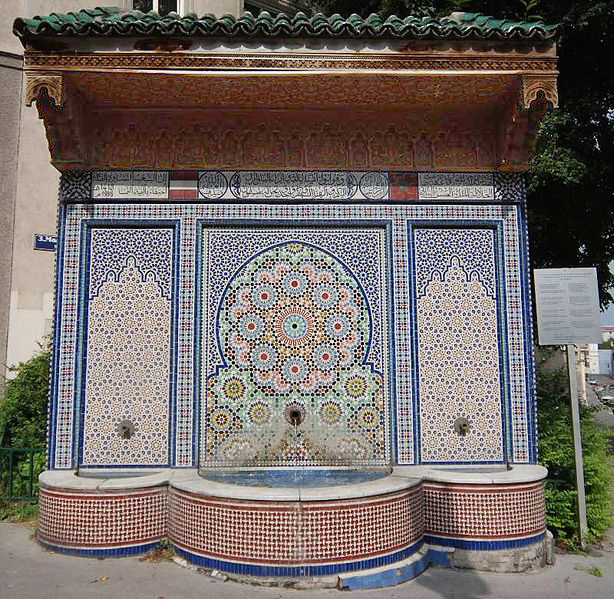
Der Marokkanerbrunnen in der Marokkanergasse

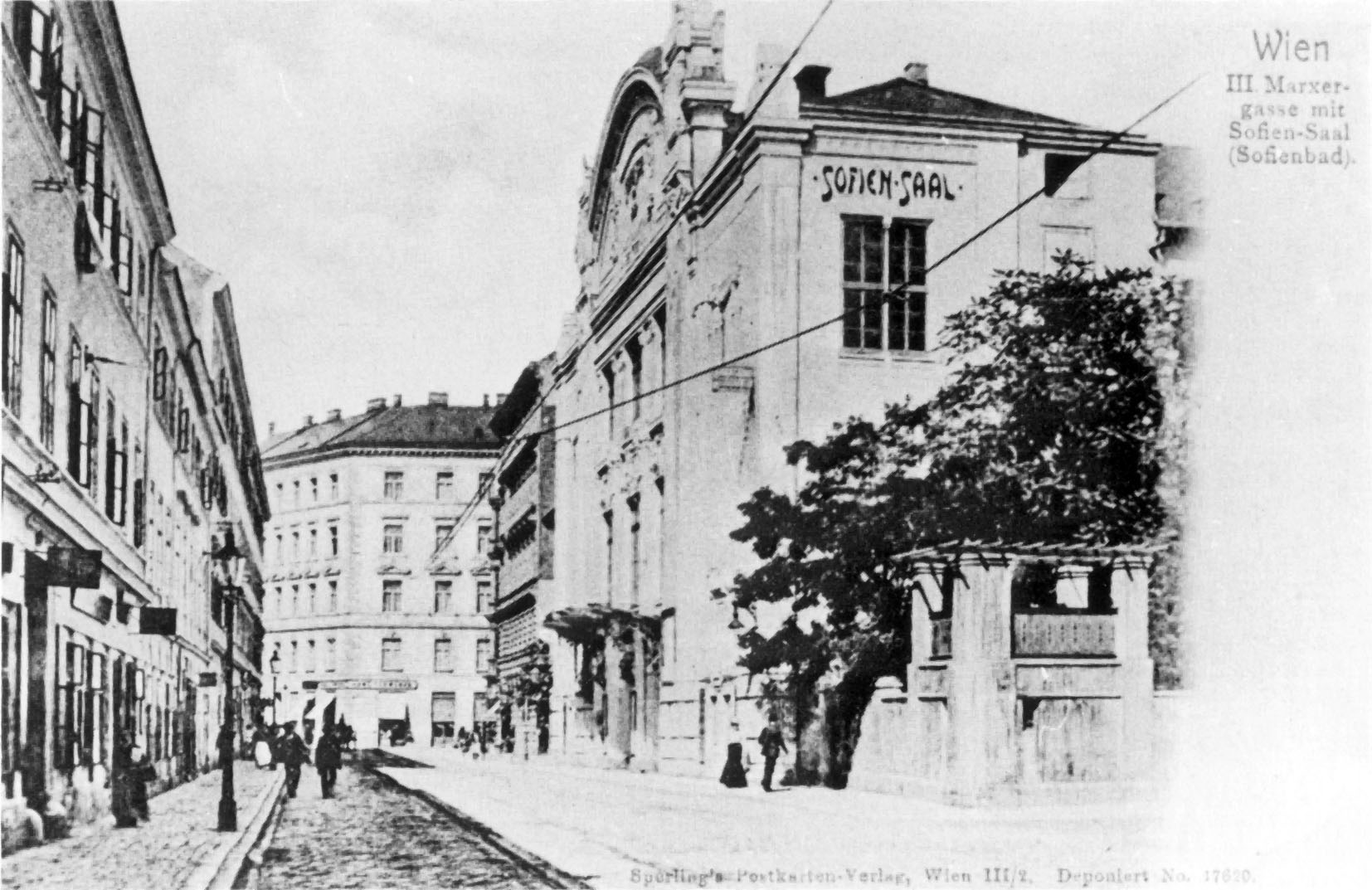
Marxergasse um 1900, rechts im Bild die Sofiensäle

- Magazingasse, 1831 benannt nach dem ehemaligen Militärverpflegsmagazin am Rennweg 16, auch Militärfouragedepot und Kaiserlicher Stadel genannt. 1816 wurde hier für die Wiener Garnison das Militärmehlmagazin eingerichtet und ab 1877 das Militärverpflegsmagazin als zentrales Versorgungsgebäude der k.u.k. Armee. 1888 wurde der Kaiserliche Stadel abgebrochen und an seiner statt das Gebäude der Hof- und Staatsdruckerey errichtet.
- Maiselgasse, 1995 benannt nach dem Gewerkschafter und Politiker Karl Maisel (1890–1982); er beteiligte sich nach Kriegsende an der Neugründung der Gewerkschaft der Metallarbeiter, deren Obmann er 1945–1962 war. 1945–1959 war er Abgeordneter zum Nationalrat (SPÖ); in den Bundesregierungen Figl I, Figl II, Figl III und Raab I übernahm er 1945–1956 das Amt des Bundesministers für soziale Verwaltung. Als seine wichtigste Leistung sah er das Inkrafttreten des Allgemeinen Sozialversicherungsgesetzes (ASVG) 1956 an, das (mit Dutzenden Novellen) bis heute gilt. 1956–1964 war er Präsident der Arbeiterkammer Wien, 1946–1962 außerdem Präsident des ARBÖ.
- Maly-Nagl-Promenade, 2022 benannt nach der Sängerin Maly Nagl (1893–1977).
- Maria-Eis-Gasse, 1960 benannt nach der Kammerschauspielerin und Filmschauspielerin Maria Eis (1896–1954); sie trat 1918–1923 an der Neuen Wiener Bühne, der Renaissancebühne und den Kammerspielen auf. 1932 begann sie eine Karriere als Charakterschauspielerin und Tragödin am Burgtheater, dem sie bis zu ihrem Tode als Ensemblemitglied angehörte. Ab 1935 konnte sie auch als Filmschauspielerin reüssieren und wirkte in gut zwei Dutzend Spielfilmen mit. Die Verkehrsfläche am Rand des Rochusplatzes wurde 2016 aufgelassen, da sie nicht mehr als eigenständige Gasse erkennbar war.
- Maria-Jacobi-Gasse, 2002 benannt nach der Politikerin Maria Jacobi (1910–1976); sie war 1945–1975 Mitglied des Wiener Gemeinderats, ab 1945 Vorsitzende des Bildungsausschusses der SPÖ Landstraße und 1959–1973 amtsführende Stadträtin (Verwaltungsgruppe IV, Wohlfahrtswesen). Als Stadträtin bemühte sie sich um die Neuordnung sozialer Einrichtungen, die Errichtung städtischer Kindergärten und die Reform der Betreuung von gefährdeten Jugendlichen. Ihrer Initiative verdanken auch die Wiener Pensionistenklubs und die Wiener Pensionistenheime ihre Gründung. Im Historikerbericht Straßennamen Wiens seit 1860 als „Politische Erinnerungsorte“ aus dem Jahr 2013 ist die Straße den Sonderfällen zugeordnet, da Jacobi in unklarem Ausmaß über die Missbrauchsfälle im Kinderheim Wilhelminenberg informiert war.[20]
- Marianne-Hainisch-Gasse, 2002 benannt nach Marianne Hainisch (1839–1936); sie forderte ab 1870 die Errichtung von Realgymnasien für Mädchen und die Zulassung von Frauen zum Hochschulstudium. Im Jahr 1902 gründete sie den Bund österreichischer Frauenvereine, dessen Vorsitzende sie bis 1918 war. In der Friedensbewegung arbeitete sie mit Bertha von Suttner zusammen, nach deren Tod 1914 sie die Leitung der Friedenskommission im Bund österreichischer Frauenvereine übernahm. Nach dem Ersten Weltkrieg arbeitete sie für die Fürsorge und war 1920–1928 als Mutter von Bundespräsident Michael Hainisch „First Lady“. Hainisch gilt als Initiatorin des Muttertags in Österreich, der seit 1924 in Österreich gefeiert wird.
- Maria-Schell-Straße, 2021 benannt nach der Schauspielerin Maria Schell (1926–2005); sie gehörte zu den größten Stars des deutschsprachigen Films der 1950er und 1960er Jahre. Ihre erste Hauptrolle spielte sie 1949 in Der Engel mit der Posaune. Es folgten Filme mit Dieter Borsche und O. W. Fischer. 1954 wurde sie von Yul Brynner für den Hollywoodfilm entdeckt; sie drehte u. a. mit Gary Cooper in Der Galgenbaum und mit Glenn Ford in Cimarron. In den 1970er Jahren war sie häufig in Fernsehserien wie Tatort, Derrick und Der Kommissar zu sehen. Eine gleichnamige Verkehrsfläche wurde 2008 in ähnlicher Lage benannt, noch vor Errichtung 2021 aber wieder aufgelassen.
- Marilaungasse, 1900 benannt dem Botaniker nach Anton Kerner von Marilaun (1831–1898), Ordinarius und Direktor des Botanischen Gartens der Universität Wien. Er wandte neue Methoden an, beschrieb die Schichtenstruktur der Wälder und wies auf die Zusammenhänge der Pflanzenformationen mit Klima und Boden hin. Kerner beschrieb Pflanzengesellschaften, in denen Arten „zu bestimmten Gruppen vereint“ sind; er gilt als einer der Mitbegründer der Pflanzensoziologie.
- Markhofgasse, 1890 benannt nach dem Unternehmer Adolf Ignaz Mautner von Markhof (1801–1889); er trat ab 1840 als Pächter des Brauhauses Sankt Marx auf, das er 1857 kaufte. 1843 stellte der technisch innovative Brauereifachmann erstmals untergäriges Bier her und lagerte es mit Hilfe neuer Kühlvorrichtungen („Abzugbier“). Mit seinem Schwiegersohn Johann Peter von Reininghaus produzierte er 1847 erstmals Presshefe. Die Unternehmerdynastie Mautner Markhof (Familie) und die Mautner Markhof AG gehen auf ihn zurück. 1872 stiftete er gemeinsam mit seiner Frau Julie Marcelline das Kronprinz-Rudolf-Kinderspital in der Landstraße.
- Marokkanergasse, um 1790 benannt. Im Jahr 1783 traf eine Gesandtschaft aus Marokko in Wien ein, die mit Kaiser Joseph II. Verhandlungen über einen Handels-, Friedens- und Freundschaftsvertrag führte. Der Pascha von Tanger, Muhamed Ben Abdil Malik, wurde von einem Gefolge von 22 Personen begleitet, hatte Audienzen bei Wenzel Anton Fürst Kaunitz, Rudolf Graf Colloredo und schließlich beim Kaiser selbst und machte auf die Wiener Bevölkerung großen Eindruck. Der Besuch der Delegation war der Höhepunkt des gesellschaftlichen Lebens Wiens im Jahr 1783 und fand in Straßennamen, Wirtshausschildern und zeitgenössischen Darstellungen einen reichen Niederschlag. Die Marokkanerkaserne ist nach dieser Gasse benannt, ebenso der Marokkanerbrunnen. Eine Marokkanergasse in der Leopoldstadt wurde nach deren Eingemeindung als 2. Bezirk in Afrikanergasse umbenannt.
- Marxergasse, 1910 benannt nach Bischof Anton Marxer (1703–1775); er war Vorstand der Armenkasse und erhielt von Maria Theresia den Auftrag zur Reorganisation des Armenwesens, was unter anderem im Jahr 1742 zur Gründung des Waisenhauses am Rennweg führte; Marxer war bis 1759 dessen Direktor. 1761 kaufte Maria Theresia die Anlage, die am Ende bis zu 300 Kindern Platz bot. 1749 erfolgte Marxers Ernennung zum Weihbischof und Generalvikar der Erzdiözese Wien. Von 1753 zu seinem Tod fungierte er auch als Dompropst und Kanzler der Universität Wien. Die Gasse hieß um 1830 auf dem Vasquez-Plan im zentrumsnäheren Teil Spitalgasse, von der Gärtnergasse stadtauswärts nach Czeike bereits um 1800 Marxergasse.
- Matthäusgasse, benannt (Datum unbekannt) nach dem Unternehmer Matthäus Mayer (1807–1878), Besitzer des Wannenbades „Karpfenbad“ in der Marxergasse 33 bzw. Rasumofskygasse 6. Er hatte den Einfall, das Badewasser in Fässern mittels Pferdewagen und einer entlehnbaren Holzwanne zu Personen bringen zu lassen, die daheim baden wollten. Mayer war 1861–1864 und 1874–1876 Mitglied des Wiener Gemeinderats und 1862–1876 der erste Bezirksvorsteher des Bezirks Landstraße.[29]
- Mechelgasse, 1875 benannt nach dem Schweizer Kupferstecher, Stichverleger und Kunsthändler Christian von Mechel (1737–1817); er lebte von 1778 bis 1783 in Wien, wo er im Dienst von Kaiser Joseph II. die Galerie im Schloss Belvedere zur Öffnung für die Allgemeinheit neu ordnete. Erstmals wurde so ein Fachmann mit der Neuordnung und Katalogisierung einer Gemäldegalerie betraut, die nach rein wissenschaftlichen Gesichtspunkten erfolgte. Mechel war einer der ersten, die die Kunstwerke nach Meistern und Schulen ordneten. Die Gasse war davor Teil der Magazingasse.
- Mesmergasse, 2021 benannt nach dem Arzt Franz Anton Mesmer (1734–1815); er lebte von 1759 bis 1778 in Wien, ab 1768 im nach ihm benannten Palais Mesmer. Während seiner Zeit in Wien begründete er den Animalischen Magnetismus und war mit Magnetkuren erfolgreich, ehe eine Expertenkommission die Unwirksamkeit seiner Heilmethoden feststellte.
- Messenhausergasse, 1872 benannt nach dem Offizier und Schriftsteller Wenzel Messenhauser (1813–1848); er trat 1829 in die Armee ein und wurde 1840 Leutnant. Daneben betätigte er sich als Schriftsteller und schrieb u. a. Beiträge zu Saphirs Zeitschrift Humorist. 1848 nahm er an der Wiener Revolution teil und fungierte für einige Zeit als Kommandant der Nationalgarde. Im Oktoberaufstand 1848 wurde er auf Befehl von Feldmarschall Windisch-Graetz erschossen. Die Gegend war davor als Mitterpointleiten bekannt.
- Metternichgasse, 1871 benannt nach dem Staatsmann Klemens Wenzel Lothar von Metternich (1773–1859); er war ab 1809 Außenminister des Kaisertums Österreich. Ab 1813 stieg er zu einem der führenden Staatsmänner in Europa auf und spielte vor allem auf dem Wiener Kongress 1814 / 1815 eine führende Rolle bei der politischen und territorialen Neuordnung Europas. Politischer Ausgestalter der Heiligen Allianz, stand Metternich als führender Politiker der Restaurationszeit für das monarchische Prinzip und bekämpfte die nationalen und liberalen Bewegungen. Die Gasse wurde im ehemaligen Garten seines Palais angelegt. Von 1879 bis 1998 befand sich in der Metternichgasse die Deutsche Botschaft. Im Historikerbericht Straßennamen Wiens seit 1860 als „Politische Erinnerungsorte“ aus dem Jahr 2013 ist die Verkehrsfläche aufgrund Metternichs repressiver innenpolitischer Maßnahmen den Sonderfällen zugeordnet.[20]
- Modecenterstraße, 1979 benannt nach dem Textilzentrum Modecenter (MGC), das in zahlreichen Geschäften Waren für Großhändler und Wiederverkäufer anbietet. Die Anlage wurde 1977–1978 auf dem Gelände des ehemaligen Auslandsschlachthofes errichtet, der zuvor Teil des Veranstaltungsortes „Arena“ war. Der im 11. Bezirk liegende Teil der Straße gehörte vorher, obwohl von dieser durch ein Gleis getrennt, zur Molitorgasse.
- Mohsgasse, benannt (Datum unbekannt) nach dem deutsch-österreichischen Mineralogen Friedrich Mohs (1773–1839), Professor der Mineralogie am Joanneum in Graz (1812–1826), Professor am Mineralienkabinett der Universität Wien (1826–1835), danach war er Bergrat am Montanistikum im Leoben. Er entwickelte etwa gleichzeitig mit Christian Samuel Weiss ein Konzept der Kristallsysteme, das er 1822 veröffentlichte. Bekannt wurde er vor allem durch die nach ihm benannte Mohshärteskala. Die Gasse besteht seit etwa 1870.
- Münzgasse, 1862 benannt nach dem nahe gelegenen Hauptmünzamt, das 1835–1837 nach Plänen des Hofbaurats Paul Sprenger erbaut wurde; siehe auch den Sprengersteig im 16. Bezirk Ottakring. Hier stand bereits im 17. Jahrhundert das Münzscheidehaus. 1989 wurde aus dem Hauptmünzamt der Republik die Münze Österreich als Tochtergesellschaft der Österreichischen Nationalbank. Die Gasse schien um 1830 als Sackgasse von der Ungargasse auf, weil damals die K.K. Stuckbohrerey die Ausfahrt zur heutigen Linken Bahngasse verhinderte.

## N

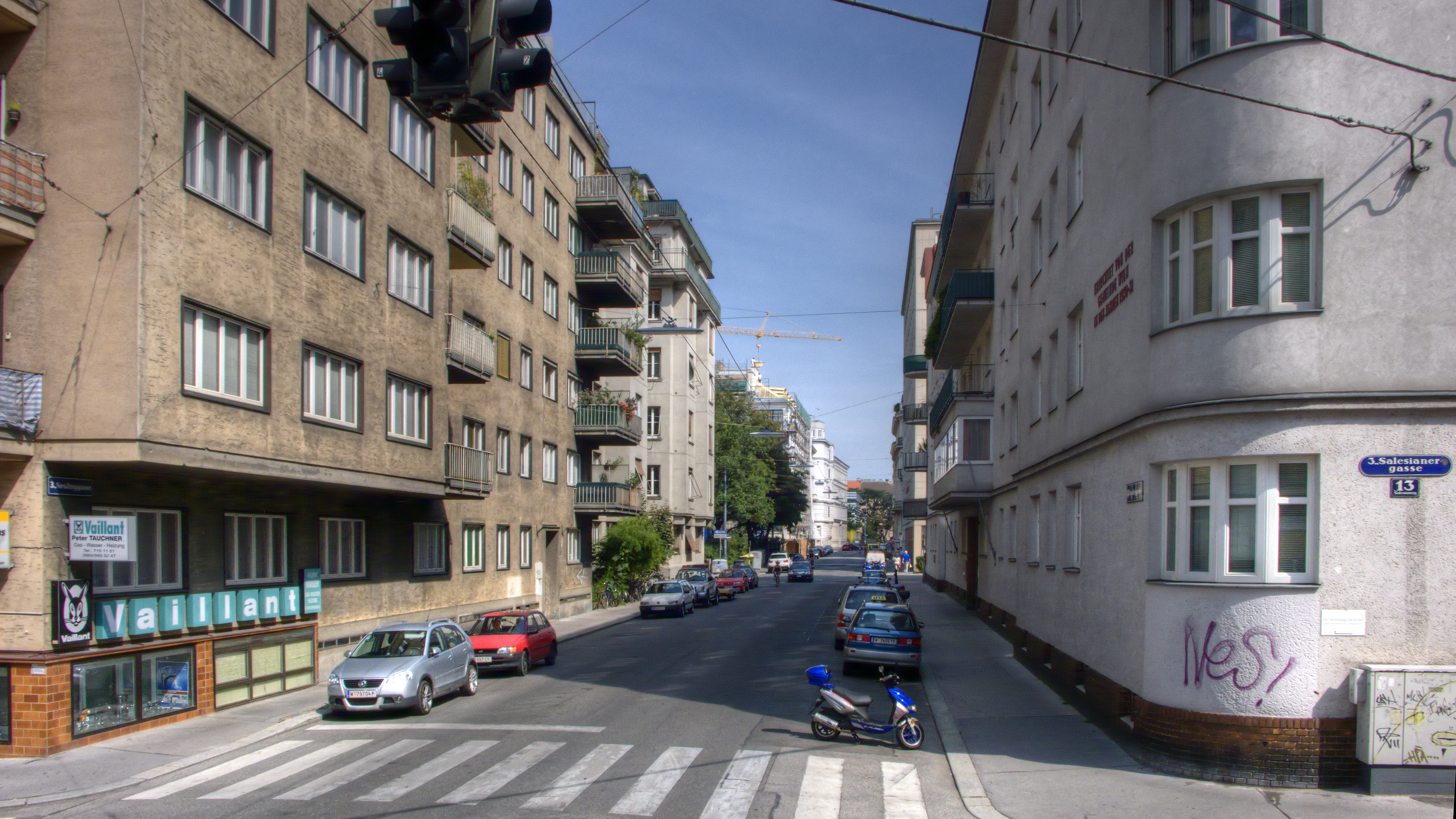
Ende der Neulinggasse, Ecke Salesianergasse

- Neulinggasse, 1862 benannt nach dem k.k. Edelstein-Hoflieferanten, Musiker und Philanthropen Vinzenz Neuling (1795–1846), Inhaber des Neuling'schen Brauhauses an der Ecke Ungargasse 52 und Neulinggasse 17. Er übernahm die 1817 von seinem Vater Bruno Neuling gegründete Brauerei mit angeschlossenem Gasthaus und wandelte es in das Vergnügungslokal Neulings Etablissement um, das rund 800 Gästen Platz bot. Hier traten alle prominenten Orchesterleiter der damaligen Zeit auf; zu den Gästen zählten u. a. Franz Schubert und dessen Freundeskreis. 1820 richtete Neuling ein Haustheater ein, in dem seine Freundin, Magdalena Gräfin Festetics, geborene Niedersüß, als Sängerin brillierte.[30][31] Die Gasse bestand etwa bis 1906 nur westlich der Ungargasse und hieß ursprünglich Grasweg und dann bis 1862 Grasgasse. Um 1906 wurde sie auf das Gelände des bis dahin größeren, 1900 von der Stadtverwaltung gekauften und zugänglich gemachten Arenbergparks verlängert; 1909 schien dieser Gassenteil erstmals bei Lehmann auf. Der Anschluss an die Landstraßer Hauptstraße entstand nach dem 1958 erfolgten Abriss des Palais Arenberg. Dieser Teil verläuft durch das Dannebergplatz-Viertel, der äußerste Westen der Straße dagegen durch das um 1930 entstandene Modenapark-Viertel. Da Neulings Vater Jude gewesen war, hieß die Gasse 1938–1945 Schredtgasse.
- Nottendorfer Gasse, 1899 benannt nach der ehemaligen Ortschaft Nottendorf (niederdeutsch: „Dorf der Genossen“). Herzog Albrecht III. berief flämische Wollfärber und Gärtner ins Land, die dieses 1389 erstmals erwähnte Dorf gründeten. Die Siedlung erstreckte sich vom Gebiet der heutigen Erdberger Pfarrkirche über den Kardinal-Nagl-Platz bis zur Leonhardsgasse und hatte ursprünglich 13 Häuser. Im Rahmen der Ersten Türkenbelagerung 1529 wurde die Ortschaft zerstört und nicht mehr aufgebaut.

## O
- Obere Bahngasse, 1862 benannt, in Lehmann erstmals 1865 erwähnt; die Gasse verläuft, vom Stadtzentrum aus gesehen, rechts neben der heutigen Wiener S-Bahn-Stammstrecke, als Verbindungsbahn zwischen Nord- und Südbahn erbaut und 1859 eröffnet. Zuvor befand sich hier ein Abschnitt des Wiener Neustädter Kanals; Näheres dazu siehe Linke Bahngasse. Auch Rechte Bahngasse, Obere Viaduktgasse und Untere Viaduktgasse und ein Teil der Aspangstraße begleiten die Verbindungsbahn.
- Obere Viaduktgasse, 1862 benannt nach der dort von der Verbindungsbahnbrücke über den Donaukanal auf einem Viadukt in Hochlage (im südlichsten Abschnitt der dort ansteigenden Gasse in Tieflage) verlaufenden heutigen S-Bahn-Stammstrecke, als Verbindungsbahn zwischen Nord- und Südbahn erbaut und 1859 eröffnet. Die Gasse begleitet die Bahnstrecke zentrumsseitig und wird vom Radetzkyplatz unterbrochen. Siehe auch Untere Viaduktgasse, Linke Bahngasse, Rechte Bahngasse, Obere Bahngasse und Aspangstraße als die Bahn begleitende Verkehrswege.
- Obere Weißgerberstraße, 1878 benannt nach der ehemaligen Vorstadt Weißgerber. Der Ort wurde im 16. Jahrhundert als „Unter den Weißgerbern“ erstmals erwähnt. Er entstand nach der Ersten Wiener Türkenbelagerung im überschwemmungsgefährdeten Rückstaugebiet des Wienflusses und beherbergte Flecksieder, Rot- und Weißgerber. Im Zuge der 1850 erfolgten Eingemeindung der Vorstädte wurde aus den Vorstädten Weißgerber, Landstraße und Erdberg der neue 3. Bezirk mit dem Namen Landstraße gebildet. Siehe auch Untere Weißgerberstraße und Weißgerberlände. Die Straße hieß davor Weißgerberstraße bzw. Weißgerber Hauptstraße.
- Oberzellergasse, 1900 benannt nach dem Hufschmied und Wagenschmied Anton Oberzeller (1816–1882); er war von 1864 bis 1875 Bezirksvorsteher-Stellvertreter der Landstraße. Die Gasse war als stadtzentrumsseitige Begrenzung der K. K. Artillerie Casserne um 1830 namenlos auf dem Vasquez-Plan eingetragen und war bis 1900 teilweise nur dem Militär zugänglich.
- Ölzeltgasse, 1875 benannt nach dem Baumeister Anton Ölzelt (1817–1875); er war ab 1846 Stadtbaumeister in Wien und ab 1850 k.k. Hofbaumeister. Er erwarb sich als Grundstücksspekulant ein ansehnliches Vermögen und wurde 1867 als Ritter von Nevin nobilitiert. Ölzelt baute Am Heumarkt 15–25 zwei für seine Bauweise charakteristische gründerzeitliche Miethausblöcke im Stil des romantischen Historismus, die als eine der ersten Gebäudegruppen in Wien unter Ensembleschutz gestellt wurden; die Ölzeltgasse verläuft an der Hinterseite dieser Bauten.[32] Die Ölzeltgasse im 23. Bezirk Liesing ist ebenfalls nach ihm benannt.
- Ottogasse, 1862 benannt; der Grund der Straßenbenennung ist nicht bekannt.
- Otto-Preminger-Straße, 2008 benannt nach dem Filmregisseur, Filmproduzenten, Schauspieler, Theaterregisseur und Theaterdirektor Otto Preminger (1905–1986). Nach Anfängen als Schauspieler war er 1933–1935 Direktor des Theaters in der Josefstadt. 1931 drehte er seinen ersten Film. 1935 ging er in die USA, drehte dort zahlreiche Kinofilme und wirkte in mehreren Filmen auch als Schauspieler mit. Seine subtile und präzise Führung der Schauspieler brachte ihm große Anerkennung. Ein zentrales Werk in Premingers Schaffen ist der Film Bonjour Tristesse (1958) nach dem gleichnamigen Roman von Françoise Sagan. Die Straße ist eine Verkehrsfläche im Gebiet der Aspanggründe („Euro-Gate“) und wurde bereits vor ihrer Errichtung benannt.

## P

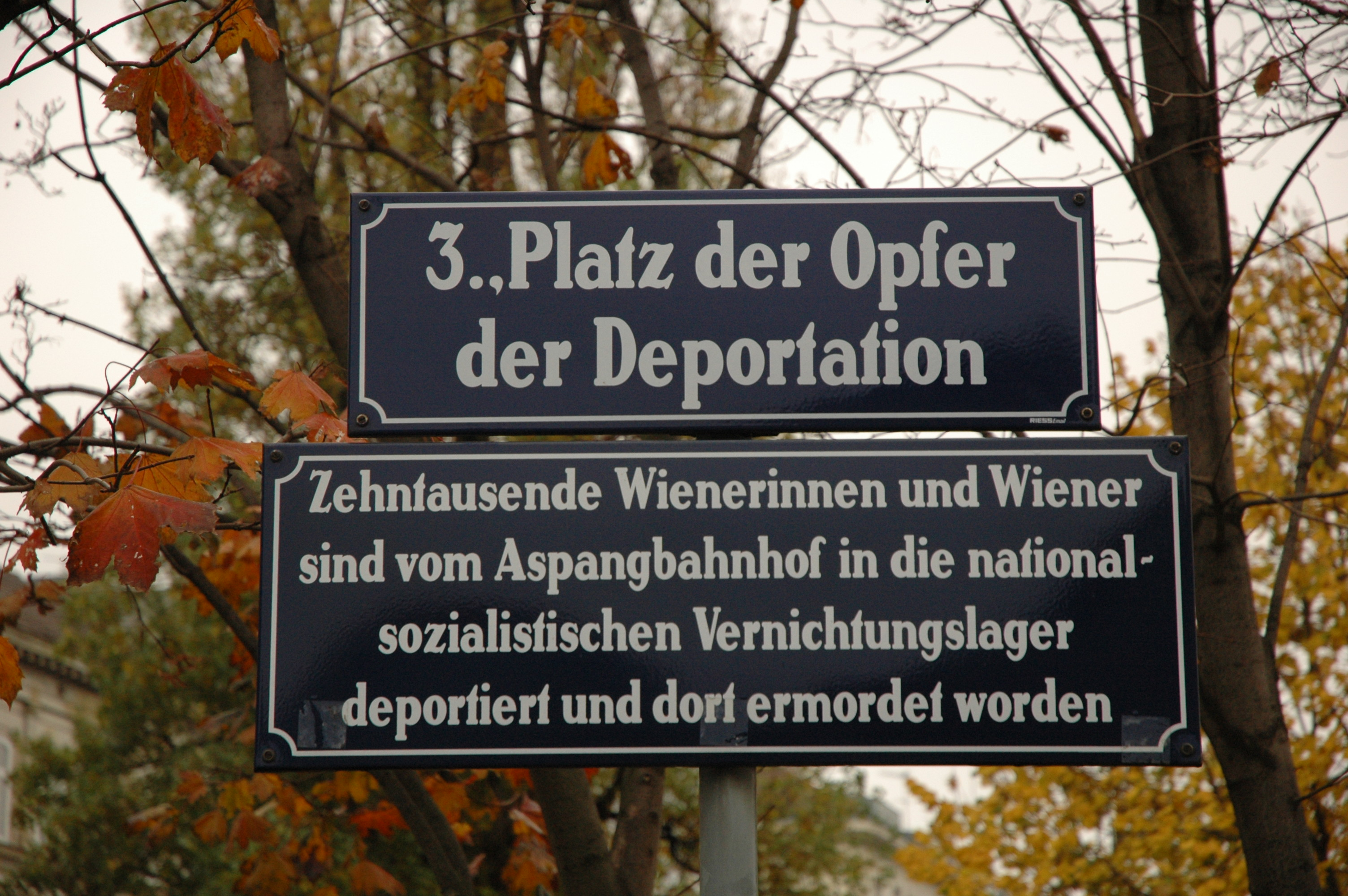
Platz der Opfer der Deportation am Standort des ehemaligen Aspangbahnhofes.

- Paracelsusgasse, 1907 benannt nach dem Arzt, Alchemisten, Astrologen, Mystiker, Laientheologen und Philosophen Paracelsus (eigentlich Theophrastus Bombastus von Hohenheim, 1493–1541); der gebürtige Schweizer lebte u. a. in Villach, Innsbruck, Straßburg, Basel, Colmar, Wien (1510) und Salzburg. Er brach mit dem blinden Autoritätsglauben der mittelalterlichen Wissenschaft, forderte Naturbeobachtungen und Experimente und nutzte die Erkenntnisse der Chemie für die Medizin. Paracelsus ahnte den Vorgang der Wundinfektion und erhob die Chirurgie zur gleichberechtigten ärztlichen Disziplin. Er beschrieb systematisch viele Krankheiten und erkannte auch volkstümliche Heilmittel an.
- Paragonstraße, 1979 benannt nach der Druckerei Paragon; sie wurde 1910 gegründet und stellte u. a. die ersten österreichischen Kassenblocks her, weshalb der Name „Paragon“ auch bald zu einem Synonym für den Kassenblock wurde. Die Druckerei firmiert mittlerweile nach Fusionen unter dem Namen DPI Gruppe.[33]
- Parkgasse, 1876 benannt nach dem Park des Palais Rasumofsky. Die Anlage wurde 1806 als Gartenpalais für den russischen Gesandten Graf (später Fürst) Andrei Kirillowitsch Rasumowski erbaut. Das Palais verfügte über eine ausgedehnte englische Gartenanlage, die von dem Gärtner Konrad Rosenthal gestaltet wurde und das Areal zwischen der heutigen Rasumofskygasse, Marxergasse, Erdberger Lände, Wassergasse und Geusaugasse umfasste. 1876 wurden die Gartenanlagen parzelliert und in der Folge mit gründerzeitlichen Wohnhäusern verbaut. Die Gasse hieß zuvor seit dem 18. Jh. Badgasse.
- Paulusgasse, benannt (Datum unbekannt, 1797 erstmals nachweisbar) nach dem Apostel Paulus († um 65); er war laut den Erzählungen des Neuen Testaments ein erfolgreicher Missionar des Urchristentums und einer der ersten Theologen. In manchen christlichen Konfessionen gilt er als Heiliger. Die Straßenbenennung bezieht sich auf das Patrozinium der Erdberger Pfarrkirche (Pfarrkirche Hll. Peter und Paul); siehe auch Petrusgasse. Die Gasse befindet sich auf dem ehemaligen Paulusgrund; wo sie die Schimmelgasse kreuzt, wird sie vom quadratischen Paulusplatz mit seinem Park unterbrochen.
- Paulusplatz, 1862 benannt nach dem Apostel Paulus; siehe Paulusgasse. Der quadratische Platz an der Kreuzung der Paulusgasse mit der Schimmelgasse hieß davor, wie an sich die ganze Gegend, Paulusgrund, die heutige Landstraßer Hauptstraße in ihrem nahe gelegenen Abschnitt Paulusgrund Hauptstraße.
- Petrusgasse, 1862 bzw. vor 1830 benannt nach dem Apostel Petrus († um 67); er war laut den Erzählungen des Neuen Testaments einer der ersten Juden, die Jesus von Nazaret in seine Nachfolge berief. Er wird dort als Sprecher der Jünger bzw. Apostel, erster Bekenner, aber auch Verleugner Jesu Christi, erster männlicher Augenzeuge des Auferstandenen und als ein Leiter der Jerusalemer Urgemeinde dargestellt. Die Straßenbenennung, die schon um 1830 auf dem Vasquez-Plan zu finden war, bezieht sich auf das Patrozinium der Erdberger Pfarrkirche (Pfarrkirche Hll. Peter und Paul); siehe auch Paulusgasse.
- Pettenkofengasse, 1899 (?) benannt nach dem Maler, Lithografen, Illustrator und Karikaturisten August von Pettenkofen (1822–1889); er war einer der größten biedermeierlichen Genremaler der Donaumonarchie. Neben Szenen des Wiener Volkslebens schuf er zahlreiche kleinformatige Soldaten- und Dorfszenen. Besonders typisch sind Darstellungen von ungarischen und slowakischen Märkten, Bauernhöfen und Fuhrwerken. Pettenkofen schuf interessante Landschaften, die die österreichische Landschaftsmalerei nachhaltig beeinflussten. Die Gasse bestand, damals auf dem Stadtplan noch namenlos, bereits um 1830 und ist in Lehmann erstmals 1890 (!) angeführt.
- Pfarrhofgasse, 1862 benannt nach dem Pfarrhof der Rochuskirche. Die Kirche wurde ab 1642 als Klosterkirche der Unbeschuhten Augustiner-Eremiten erbaut und während der Zweiten Türkenbelagerung 1683 vollständig zerstört. 1687 begann man mit dem Bau der neuen Kirche im barocken Stil; die Fassade wurde 1718–1721 gestaltet. Der Pfarrhof ist noch teilweise erhalten und steht unter Denkmalschutz; siehe auch Rochusgasse und Sebastianplatz. Die Gasse bestand bereits um 1830 und hieß bis 1862 Pfarrgasse; ein Teil der Gasse wurde 1948 in den Ziehrerplatz einbezogen. Die Gasse besteht heute aus zwei nicht zusammenhängenden Teilen, verbunden durch einen Fußgängerdurchgang durch Hinterhöfe.
- Pfefferhofgasse, um 1860 benannt nach dem ehemaligen schlossartigen Pfefferhof unweit der früheren Kirche in der heutigen Löwengasse, der das Zentrum der Siedlung Weißgerber bildete. Hier befand sich auch die Gastwirtschaft „Zum goldenen Adler“ mit Gastgarten. Das bei den heutigen Verkehrsflächen Pfefferhofgasse und Matthäusgasse gelegene Areal wurde 1860 in neun Liegenschaften parzelliert, wobei die vorher nicht vorhandene Radetzkystraße angelegt wurde.
- Platz der Opfer der Deportation, 1994 benannt im Gedenken an die vom benachbarten Aspangbahnhof deportierten Opfer des NS-Regimes. Von 1939 bis 1942 wurden etwa 50.000 jüdische Wiener von der Gestapo-Hauptleitstelle, die sich im Hotel Metropol befand, zusammengetrieben und vom Aspangbahnhof aus in 47 Zugtransporten zunächst in „Ghettos“ genannte Sammellager, später direkt in Konzentrations- und Vernichtungslager der Nationalsozialisten abtransportiert.
- Platz der Sozialen Sicherheit, 2019 benannt nach dem Gebäude des Dachverbandes der Sozialversicherungsträger, in dessen Vorfeld er sich befindet. Die Verkehrsfläche hieß davor ab 2008 Ida-Bohatta-Platz nach der Kinderbuchillustratorin und -autorin Ida Bohatta (1900–1992),[34] als Kompensation wurde 2020 die Grünfläche auf dem Kolonitzplatz Ida-Bohatta-Park benannt.
- Posthorngasse, 1862 benannt nach dem ehemaligen Hausschild „Zum goldenen Posthorn“ auf Nr. 6, das bereits um 1776 erwähnt wurde. Das Gebäude wurde 1900 abgebrochen. Die Gasse hieß davor (z. B. auf einem Stadtplan um 1830) Adlergasse.
- Praetoriusgasse, 1892, benannt nach dem Arzt und Verleger Christian Ludwig Praetorius (1834–1890); er führte ab 1873 einen Verlag in der heutigen Kaisergartengasse. Praetorius gab Zeitungen wie das Medicinisch-chirurgische Centralblatt sowie Zeitschriften für Standesvertretungen von Ärzten und für Veterinärmedizin heraus und verlegte medizinische Schriften und Kalender.[35] Daneben war er 1882–1888 Gemeinderat für Erdberg. Er vermachte seine medizinische Bibliothek dem Rudolfspital. Die Gasse war 1804–1892 Teil der Magazingasse.
- Prinz-Eugen-Straße, 1911 benannt nach dem Feldherrn Prinz Eugen von Savoyen (1663–1736); er war ab 1697 Oberbefehlshaber im Großen Türkenkrieg. Neben dem Duke of Marlborough war er während des Spanischen Erbfolgekrieges (1701–1714) Oberkommandierender der antifranzösischen Alliierten. Nach der Wiederaufnahme des Krieges gegen die Osmanen (1714–1718) sicherte er die österreichische Vorherrschaft in Südosteuropa. Daneben war er lange Hofkriegsratspräsident, war als Diplomat tätig und übte weitere hohe Staatsämter aus. Er war als Bauherr und Kunstsammler einer der bedeutendsten Mäzene seiner Zeit; unter anderem ließ er das Schloss Belvedere errichten. Siehe auch die Zentagasse im 5. Bezirk Margareten, Am Belvedere und Belgradplatz im 10. Bezirk, Favoriten, und den Höchstädtplatz im 20. Bezirk, Brigittenau. Die Straße hieß davor (u. a. Stadtplan um 1830) Heugasse; die Grenze zum westwärts anschließenden 4. Bezirk verläuft in der Mitte der Straße.

## R

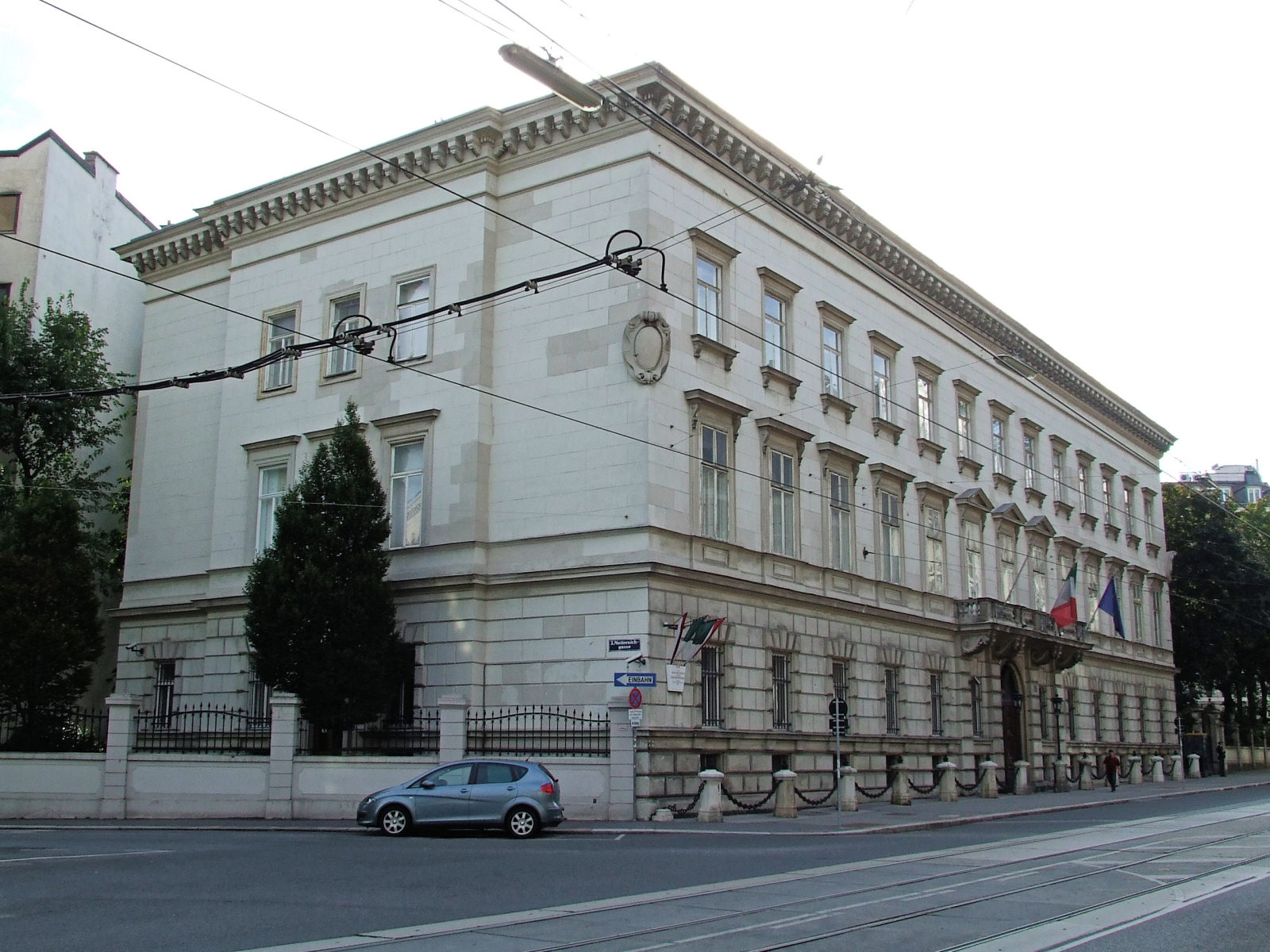
Palais Metternich am Rennweg

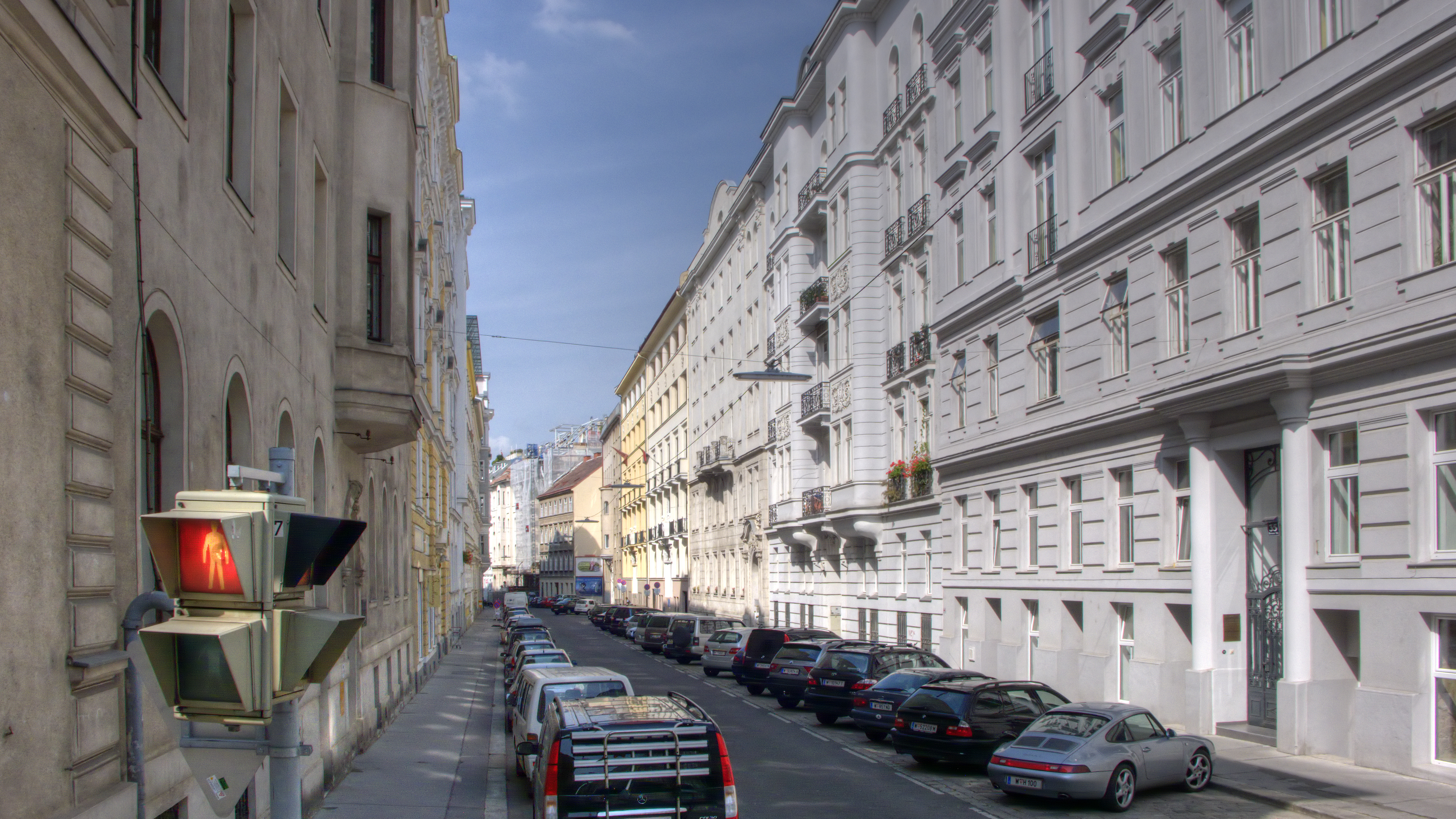
Reisnerstraße

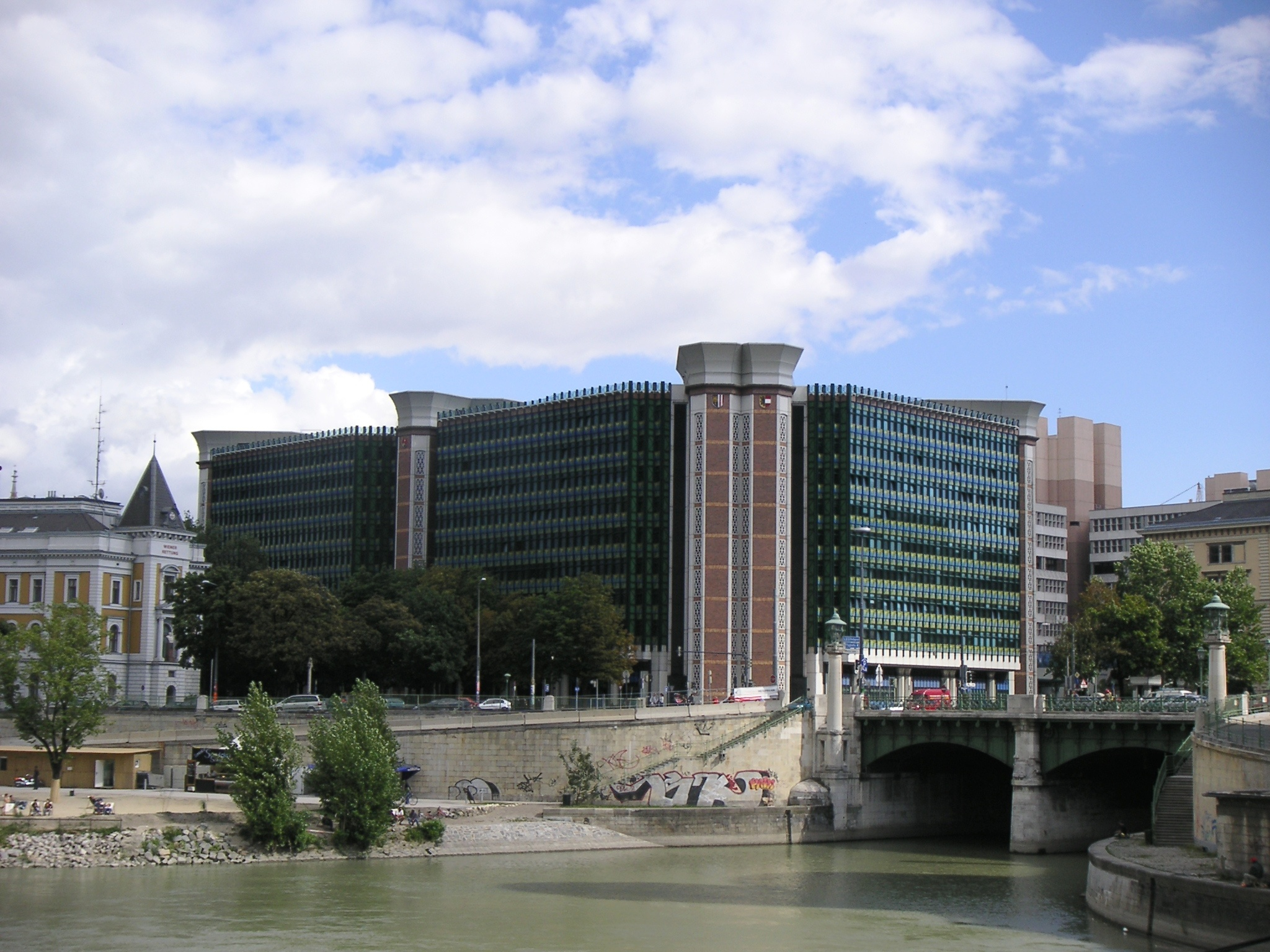
Das Bundesamtsgebäude Radetzkystraße (Ecke Vordere Zollamtsstraße), Sitz des Verkehrsministeriums und des Gesundheitsministeriums und eines Finanzamtes

- Rabengasse, benannt (Datum unbekannt, vor 1830) nach der Vogelgattung der Raben. Die größeren Vertreter werden als „Raben“, die kleineren als „Krähen“ bezeichnet; in Europa kommen der Kolkrabe, die Aaskrähe, die Saatkrähe und die Dohle vor. Die Benennung bezieht sich vermutlich darauf, dass in dieser Gegend („Rabengstätten“) Tierkörperverwertung durch „Abdecker“ bzw. „Freimänner“ betrieben wurde. Das abgehäutete Vieh lockte Raben bzw. Krähen an. Die Gasse verlief um 1830 nur zwischen der Baumgasse (damals hier Feldgasse) und der Hainburger Straße (damals hier Rittergasse), somit etwa dort, wo sie heute durch den Rabenhof führt. Um 1900 bestand bereits die Verbindung zur Erdbergstraße. Der um 1900 noch nicht bestehende Teil der Gasse zwischen Landstraßer Hauptstraße und Baumgasse schien 1912 als Teil der Rüdengasse auf dem Stadtplan auf; wegen der nach dem Bau des Rabenhofs geänderten Verkehrsführung, bei der der andere Teil der Rüdengasse den direkten Anschluss an diesen Abschnitt verlor, wurde dieser in die Rabengasse einbezogen (1930 erstmals so in Lehmann). Eine andere Rabengasse führte (Stadtplan um 1830) vom Heumarkt bis zur Ungargasse; die Fortsetzung bis zur Landstraßer Hauptstraße hieß Bockgasse, der ganze Straßenzug wurde 1862 Beatrixgasse benannt.
- Radetzkyplatz, 1876 benannt nach Feldmarschall Josef Wenzel Radetzky von Radetz (1766–1858); er war wohl der bedeutendste Heerführer Österreichs in der ersten Hälfte des 19. Jahrhunderts. Radetzky wurde vor allem durch seine militärischen Erfolge 1848/1849 gegen Sardinien-Piemont und die von diesem Königreich unterstützten nationalitalienischen Aufständischen (→ Risorgimento) berühmt. Er siegte in der Schlacht bei Santa Lucia, in der Schlacht von Vicenza, in der Schlacht bei Custozza, in der Schlacht bei Mortara und in der Schlacht bei Novara; siehe die Custozzagasse in der Landstraße und die Novaragasse im 2. Bezirk Leopoldstadt.
- Radetzkystraße, vor 1864 benannt nach Feldmarschall Josef Wenzel Radetzky von Radetz; siehe Radetzkyplatz. Die Straße wurde 1860 neu angelegt (1864 ist sie bereits im Wiener Adressbuch verzeichnet);[36] sie führt vom Wienfluss zum Radetzkyplatz. Die anschließende Wienflussbrücke heißt seit 1869 Radetzkybrücke. 1909 wurde die Pragerstraße vom Radetzkyplatz zur Franzensbrücke einbezogen.[37]
- Rasumofskygasse, 1862 offiziell benannt (aber schon 1859 so in Lehmann) nach dem Diplomaten, Musikmäzen und Kunstsammler Fürst Andrei Kirillowitsch Rasumowski (1752–1836). Er war 1792–1807 Gesandter am Wiener Hof, ließ sich dann dauerhaft in Wien nieder und war 1814 russischer Delegierter beim Wiener Kongress. 1806 ließ er das Palais Rasumofsky erbauen, das über eine ausgedehnte englische Gartenanlage verfügte; siehe Parkgasse. Besondere Bedeutung gewann er für das Wiener Musikleben als Gönner von Ludwig van Beethoven; auch mit Joseph Haydn und Wolfgang Amadeus Mozart war er befreundet. Von 1808 bis 1816 unterhielt Rasumowski das erste professionelle Streichquartett, das in Wien öffentliche Konzerte veranstaltete. Die Gasse hieß um 1830 im Abschnitt zwischen Marxergasse und Donaukanal Badgasse, sonst Rauchfangkehrergasse, und war zeitweise auch nach dem 1824 / 1825 errichteten Vorläufer der Rotundenbrücke, einer Kettenbrücke, als Kettenbrückengasse bekannt.
- Rechte Bahngasse, 1862 benannt, in Lehmann erstmals 1865 erwähnt; die Gasse verläuft, vom Stadtzentrum aus gesehen, rechts neben der heutigen S-Bahn-Stammstrecke, als Verbindungsbahn zwischen Nord- und Südbahn erbaut und 1859 eröffnet. Zuvor befand sich hier ein Abschnitt des Wiener Neustädter Kanals; Näheres dazu siehe Linke Bahngasse. Auch Obere Bahngasse, Obere Viaduktgasse und Untere Viaduktgasse und ein Teil der Aspangstraße begleiten die Verbindungsbahn. Die Gasse hieß davor Am Kanal.
- Reisnerstraße, 1862 benannt nach dem Bankier Heinrich Reisner (1791–1855); er war zunächst Hofkammerdiener des Großherzogs der Toskana und ließ sich später als Bankier in Wien nieder. In der Landstraße ließ er mehrere Zinshäuser errichten. 1839 schenkte er der Stadt ein Haus zwecks Verwendung als Armenhaus. Die Straße hieß 1832–1862 Untere Reisnerstraße bzw. Obere Reisnerstraße.
- Reitschulsteg, 1920 benannt nach der benachbarten Reitschule des k.u.k. Militär-Reitlehrer-Instituts. Hier wurden Reitlehrer für die Armee ausgebildet, sowohl für das seit 1867 beiden Reichshälften gemeinsame Heer als auch die österreichische k.k. Landwehr. 1918–1921 wurde die Reithalle zu den „Eos-Lichtspielen“, einem der größten Kinos von Wien, umgebaut. Der Fußgängersteg über die heutige S-Bahn-Stammstrecke wurde 1908 als Richardsteg erbaut.
- Rennweg, benannt (Datum unbekannt) nach Pferderennen, die hier abgehalten wurden. Von 1382 bis 1534 wurde hier zweimal pro Jahr während der Wiener Jahrmärkte das „Scharlachrennen“, ein Pferderennen auf der Route Sankt Marx–Rennweg–Wienfluss–Ungargasse–St. Marx abgehalten, ein gesellschaftliches Ereignis, bei dem der (Erz-)Herzog von Österreich meist als Ehrengast zuschaute.[38] Der Sieger erhielt eine scharlachrote Stoffbahn. Ab 1534 befand sich hier eine Bürger-Schießstätte. Die Straße hieß um 1340 Laufsteig, später Rennweggasse. Der Rennweg reichte nach Lehmann 1891 bis zum Sankt Marxer Linienamt, 1895 bis zur 1894 so benannten Simmeringer Hauptstraße, die damals dort begann. Später wurde der Rennweg bis zur heutigen Bezirksgrenze 3 / 11 verlängert, wo er in die Simmeringer Hauptstraße übergeht.
- Riesgasse, 1906 benannt nach dem deutschen Komponisten, Pianisten und Orchesterleiter Ferdinand Ries (1784–1838); in den Jahren 1801–1805 und 1808–1809 lebte er in Wien. Er war Schüler Ludwig van Beethovens und diente ihm als Sekretär: er führte Korrespondenzen mit Verlegern, kopierte Noten und erledigte Botengänge. 1804 debütierte Ries als Pianist im Wiener Augarten mit Beethovens Klavierkonzert Nr. 3 c-Moll op. 37, zu dem er eine eigene Kadenz schreiben durfte. 1838 erschienen seine Biographischen Notizen über Ludwig van Beethoven.
- Rinnböckstraße, in Simmering ca. 1864 / 1869 benannt nach dem Gastwirt Josef Rinnböck (1816–1880), Deichgräbermeister, Hausbesitzer, Gemeinderat im Vorort Simmering (1864–1867 und 1870–1880). Aus den Ziegeln der abgetragenen Stadtmauer ließ er von 1861 bis 1865 am Beginn der Simmeringer Hauptstraße Wohnhäuser bauen, die dann nach ihm Rinnböckhäuser genannt wurden; Die nach ihm benannte Straße verläuft als erste nordöstliche Parallelstraße. Sie befindet sich zum allergrößten Teil im 11. Bezirk; nur ein sehr kurzer Abschnitt, auf dem die Straße die Bezirksgrenze bildet, gehört auf der nördlichen Straßenseite zum 3. Bezirk.

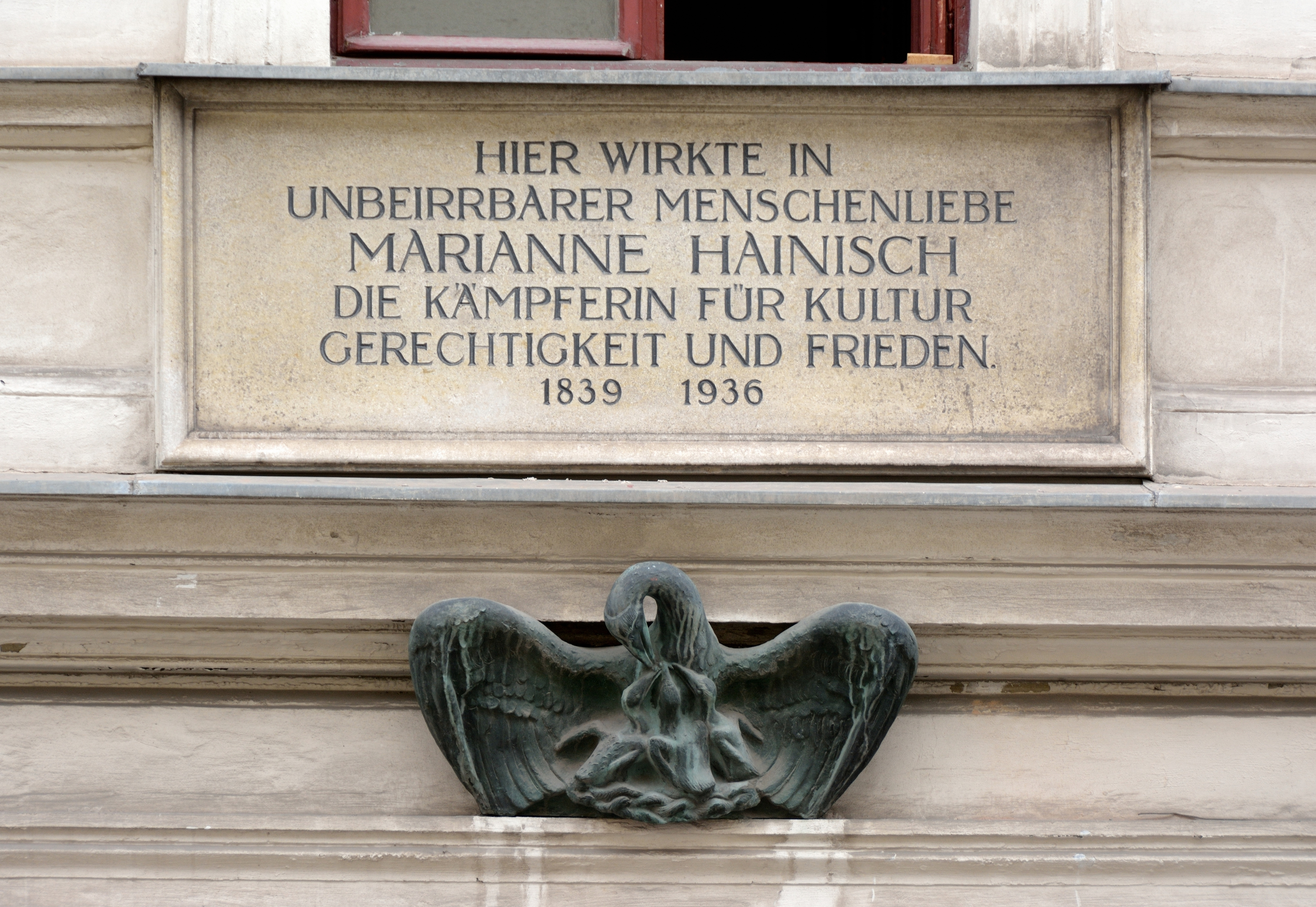
Gedenktafel für Marianne Hainisch am Haus Rochusgasse 7

- Rochusgasse, 1862 benannt nach Rochus von Montpellier (um 1295–1327), der der Legende nach auf der Pilgerfahrt nach Rom vielen Pestkranken half. Rochus, über den es keine gesicherten historischen Quellen gibt, wurde zwar nie von der katholischen Kirche heiliggesprochen, gehörte aber über Jahrhunderte zu den populärsten „Heiligen“ überhaupt. Er ist gemeinsam mit dem hl. Sebastian Schutzpatron der Rochuskirche; siehe auch Pfarrhofgasse und Sebastianplatz. Die Gasse hieß davor (z. B. Stadtplan um 1830) Sterngasse. Sie befindet sich unweit von Rochuskirche und Rochusmarkt. Der Ziehrerplatz in der Nähe hieß bis 1933 Rochusplatz.
- Rochusplatz, 2016 benannt nach Rochus von Montpellier; siehe Rochusgasse. Der Platz, auf dem sich der Rochusmarkt befindet, wurde auch zuvor schon volkstümlich so genannt.
- Rosa-Fischer-Gasse, 2003 benannt nach Rosa Fischer (1886–1944); die Benennung erfolgte stellvertretend für die 112 Menschen, die während des NS-Regimes Zwangsarbeit im damals östlich an die Gasse grenzenden städtischen Gaswerk Simmering leisten mussten und dabei ums Leben kamen. Die Gasse selbst befindet sich im 11. Bezirk; an ihren westlichen, unverbauten Rand grenzt der 3. Bezirk an.
- Rubin-Bittmann-Promenade, 2010 benannt nach Josef Rubin-Bittmann (Lebensdaten unbekannt) und seiner Frau Sidonie Rubin-Bittmann (Lebensdaten unbekannt). Sie überlebten die NS-Zeit, in dem sie sich, von Helfern unterstützt, als „U-Boote“ in Wiener Wohnungen versteckten; 1944 kam ihr Sohn Fritz in einem Keller im 2. Bezirk zur Welt.[39] Nach dem Krieg führte das Ehepaar einen Gemischtwarenhandel en Gros und en Detail einschließlich Lebensmittel. Die Gasse hieß 2008–2010 Bittmann-Promenade. Sie befindet sich auf dem Gelände des ehemaligen Aspangbahnhofs, von dem in der NS-Zeit Deportationszüge nach Osten abgefertigt wurden.
- Rüdengasse, um 1830 auf dem Vasquez-Stadtplan zu finden, 1862 offiziell registriert, nach dem ehemaligen Rüdenhof, einer großen Meierei mit Stallungen. Das Haus beherbergte über lange Zeit die Hofjäger sowie die „Rüdenmeister“ und „Rüdenknechte“ des Landesherrn, die für die Pflege der Jagdhunde zu sorgen hatten. Zeitweise, etwa während der Herrschaft Maximilians I., der ein leidenschaftlicher Jäger war, hielt man im Rüdenhof bis zu vierhundert Hunde. Die Gasse erstreckte sich bis etwa 1900 nur zwischen Dietrichgasse und Erdbergstraße, war aber 1912 bereits bis zur Landstraßer Hauptstraße verlängert; der Abschnitt von der Baumgasse dorthin wurde später in die Rabengasse einbezogen (1930 erstmals so in Lehmann). Von 1928 bis 2003 befanden sich der Wiener Jugendgerichtshof und die angeschlossene Justizanstalt Wien-Erdberg in der Rüdengasse, bevor sie auf Anweisung von Justizminister Dieter Böhmdorfer aufgelassen wurden.
- Rudolf-Sallinger-Platz, 1994 benannt nach dem Politiker Rudolf Sallinger (1916–1992), Präsident der Bundeskammer der gewerblichen Wirtschaft 1964–1990, Obmann des Österreichischen Wirtschaftsbundes (1966–1980) und Abgeordneter zum Nationalrat (ÖVP). Ein Hauptanliegen war ihm das Funktionieren der Sozialpartnerschaft, die er mit dem ÖGB-Präsidenten Anton Benya als Gegenüber lebte. Der Platz hieß 1992–1994 Ing.-Rudolf-Sallinger-Platz; der Vorsatz „Ing.-“ wurde auf Wunsch von Sallingers Nachkommen entfernt. Der Platz an der Abzweigung der Ölzeltgasse und der Salesianergasse von der Beatrixgasse besitzt nur eine Hausnummer, Nr. 1, für das „Gewerbehaus“, Sitz der Sparte Gewerbe der Wirtschaftskammer Wien. Im Historikerbericht Straßennamen Wiens seit 1860 als „Politische Erinnerungsorte“ aus dem Jahr 2013 ist die Straße Gruppe C (demokratiepolitisch relevante biographische Lücken) zugeordnet.[20]
- Rudolf-von-Alt-Platz, 1907 benannt nach dem Maler und Aquarellisten Rudolf von Alt (1812–1905); er war einer der populärsten Künstler des 19. Jahrhunderts in Wien. Seine Leistung liegt in seiner meisterhaften Beherrschung des Aquarells. Alt schuf über 1.000 Aquarelle, die topografisch genau und atmosphärisch stimmungsvoll das Österreich der damaligen Zeit, sowohl Landschaften als auch vor allem Architektur, festhalten. Allein 100-mal stellte er den Stephansdom in Wien dar. Der Platz liegt an der Löwengasse und hat keinen anderen Zugang. Er entstand kurz nach 1905 bei der Neuverbauung der umliegenden Flächen mit bürgerlichen Zinshäusern.

## S

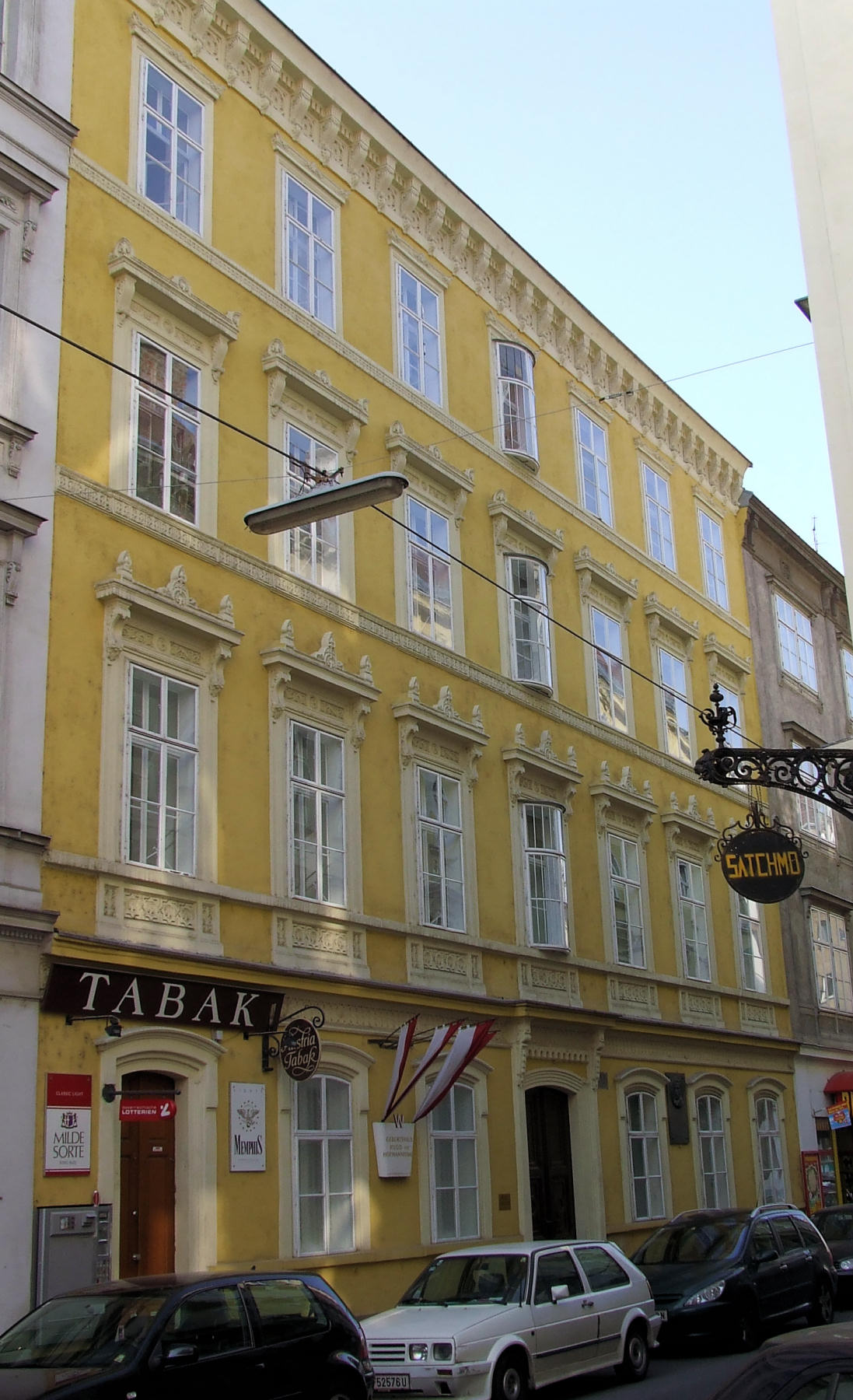
Das Geburtshaus von Hugo von Hofmannsthal in der Salesianergasse

- Safargasse, 2008 benannt nach dem Anästhesisten Peter Safar (1924–2003); er zog 1950 nach Yale, USA, wo er die Ausbildung zum Anästhesisten durchlief. In den 50er Jahren begann er an Themen der Herz-Lungen-Wiederbelebung und der Beatmung zu forschen. 1958 gründete er die erste Intensivstation der USA. Safar hat wesentliche Elemente der Mund-zu-Mund-Beatmung, deren Anwendung in der Reanimation sowie der modernen Rettungsmedizin erforscht und etabliert. In der Safargasse befindet sich das Ausbildungszentrum des Wiener Roten Kreuzes.
- Salesianergasse, 1862 benannt nach der Salesianerinnenkirche und dessen Kloster am Rennweg. Das Salesianerinnenkloster wurde von Wilhelmine Amalie, der Witwe Kaiser Joseph I., gestiftet. Die Grundsteinlegung erfolgte 1717, genau zwei Jahre später, 1719, fand die feierliche Einweihung der Kirche und die Inbesitznahme des Klosters durch die ersten Ordensfrauen der Salesianerinnen statt. Der Orden war 1610 vom hl. Franz von Sales und der hl. Johanna Franziska von Chantal gegründet worden. Die Gasse hieß davor Waggasse (Stadtpläne um 1830 und 1856, Lehmann 1859), in der Literatur nach einer Rechtschreibreform Waaggasse geschrieben; der Abschnitt von der Strohgasse zum Rennweg wurde zwischen 1830 und 1856 gebaut.
- Salmgasse, 1862 benannt nach dem in dieser Gasse gelegenen Palais Salm, das 1828–1832 erbaut und 1856 von Hugo Karl Eduard zu Salm-Reifferscheidt gekauft und in Folge erweitert wurde. Der bekannteste Angehörige der Familie Salm (allerdings von einer anderen Linie) ist Niklas Graf Salm, der Stadtkommandant bei der Ersten Türkenbelagerung war. Die Gasse hieß bis dahin (z. B. auf dem Stadtplan um 1830) im von der Landstraßer Hauptstraße aus zugänglichen Teil Gemeindegasse; der von der Marxergasse aus zugängliche Teil der Salmgasse wurde wesentlich später projektiert und befand sich um 1900 noch in Bau. Der vorgesehene Durchbruch der Gasse zur Verbindung beider Teile wurde nicht realisiert, da es nie zur dafür notwendigen Parzellierung der Gärten des benachbarten Palais Sylva-Tarouca kam, die bis heute bestehen (sie hätte dort die Geusaugasse gekreuzt, die nun ebenfalls zweigeteilt ist, siehe dort).
- Sankt-Nikolaus-Platz, siehe St.-Nikolaus-Platz
- Schimmelgasse, 1862 benannt (aber schon 1859 so in Lehmann) nach dem ehemaligen Gasthaus „Zum Schimmel“. Die Gasse hieß zuvor Sechsschimmelgasse (wie die bis heute gleichnamige Gasse im 9. Bezirk). Sie befindet sich auf dem ehemaligen Paulusgrund; wo sie die Paulusgasse kreuzt, wird sie vom quadratischen Paulusplatz mit seinem Park unterbrochen.
- Schlachthausgasse, 1862 benannt nach dem Schlachthof und Zentralviehmarkt in Sankt Marx. Der Wiener Zentralviehmarkt war der größte Viehmarkt Wiens und der einzige Markt für den Verkauf von zur Schlachtung bestimmtem Großhornvieh, Kälbern, Schafen, Lämmern, Ziegen, Schweinen und Spanferkeln auf Gemeindegebiet. Der Schlachthof wurde ab 1846 errichtet und mehrmals erweitert; in der Zwischenkriegszeit erreichte er den Höhepunkt seiner Bedeutung für die Fleischversorgung von Wien. Ab Ende der 1990er Jahre wurde das Fleischzentrum stillgelegt, 2007 wurde das letzte Gebäude außer Betrieb gesetzt. Siehe auch Viehmarktgasse. Die Gasse hieß davor (Stadtplan um 1830) im Abschnitt von der Baumgasse zur Landstraßer Hauptstraße Hohlweg Gasse, befand sich knapp am Linienwall und bildete die östliche Grenze des Paulusgrund genannten Teils von Erdberg und Landstraße. Auch 1864 war der nordöstliche Teil der heutigen Gasse noch nicht vorhanden.
- Schlechtastraße, 1907 benannt nach dem Finanzbeamten und Dichter Franz Xaver Freiherr Schlechta von Wschehrd (auch Wssehrd, 1796–1875), Hofkonzipist (ab 1824), Hofsekretär (ab 1834), Hofrat (ab 1843), Sektionschef (ab 1856), Geheimer Rat (ab 1859). Die Themen seiner meist in Versen verfassten Stücke waren Edelmut, Treue zum Vaterland und Kindesliebe. Schlechta gehörte zum Kreis um Franz Schubert sowie zur Vereinigung Ludlamshöhle.[40] Der nördliche Teil der Gasse war 1912 auf einem Stadtplan noch als Fütterergasse eingezeichnet; am Knick der Gasse begann die Viehtrieb-Straße Richtung Schlachthof Sankt Marx. Östlich der Straße schließt der 11. Bezirk an.
- Schnirchgasse, 1888 benannt nach dem Techniker Friedrich Schnirch (1791–1868); er arbeitete ab 1842 in der Generaldirektion der Staatsbahnen, zeitweise als Stellvertreter von Carl von Ghega. Neben der Trassierung von Eisenbahnen widmete er sich zunehmend dem Brückenbau; 1858 erhielt er ein Patent für neuartige Kettenbrücken. 1859 / 1860 baute Schnirch anstelle eines Provisoriums die Verbindungsbahnbrücke über den Donaukanal, die erstmals in der Eisenbahngeschichte nach dem System der versteiften Hängebrücken errichtet wurde.[41] Die Brücke wurde 1884 ersetzt und 1952 abermals neu gebaut.
- Schöpsstraße, 2016 benannt nach dem Kaufmann Richard Schöps (1886–1979); er war Inhaber eines kleinen Textilhandels in Wien. 1953 übernahm sein Neffe Leopold Böhm die Firma und errichtete unter dem Namen „Schöps“ eine Handelskette mit über 100 Filialen in ganz Österreich. Ab 1989 wechselten mehrmals die Besitzer, die Filialen treten heute nur noch unter Fremdmarken wie Tom Tailor und s.Oliver auf. Die Straße liegt unmittelbar an der Leopold-Böhm-Straße; siehe diese.
- Schrottgasse, 1910 benannt nach dem Wirtschaftswissenschaftler Josef Schrott (1811–1888), Professor an der Universität Wien, Inhaber des Lehrstuhls für Staatsrechnungswissenschaft (1870–1883); er schrieb 1856 das „Lehrbuch der Verrechnungswissenschaft“ (Buchhaltung).[42]
- Schützengasse, 1869 benannt nach dem ehemaligen Wirtshaus „Zum Schützen“, einem ebenerdigen Einkehrwirtshaus für Fuhrleute in der (heutigen) Ungargasse 75–77 bzw. am Rennweg 35 (die Gasse beginnt nahe der Kreuzung dieser beiden Straßen). Der Name lässt sich bereits um 1700 nachweisen. Im Wirtshausgarten gab es viele Schaukeln, eine Kegelbahn und andere Unterhaltungen. Die Gasse entstand nach der Demolierung (1865) des Gasthauses und der Parzellierung der Grundstücke; 1910 wurde sie bis zur Boerhaavegasse verlängert. Die Gasse hieß davor Auf der Schutzen.
- Schwalbengasse, 1862 benannt nach den vielen Schwalben, die hier früher in den Höfen der Fuhrwerker nisteten. Die Schwalben (Hirundinidae) sind eine artenreiche Familie in der Ordnung der Sperlingsvögel (Passeriformes), Unterordnung Singvögel (Passeres). Die Gasse war um 1900 eine (nicht mehr bestehende) Sackgasse von der Wassergasse aus, die heutige Schwalbengasse bis 1908 Teil der Dietrichgasse. 1910 reichte die neue Schwalbengasse bis zur Erdberger Lände, doch wichen die Donaukanal-nahen zwei Drittel der Gasse bis etwa 1925 Industrieanlagen.
- Schwarzenbergplatz, 1880 benannt nach Feldmarschall Karl Philipp zu Schwarzenberg (1771–1820); er stand seit 1788 in österreichischen Militärdiensten und wurde nach der Teilnahme am Türkenkrieg 1789 und am Ersten Koalitionskrieg 1796 zum Generalmajor befördert. 1813 war er der Oberbefehlshaber der verbündeten Streitkräfte gegen Napoleon in der Völkerschlacht bei Leipzig und zog als Feldmarschall 1814 siegreich in Paris ein; 1815 wurde er Präsident des Hofkriegsrats. Die Schwarzenbergkaserne in Wals-Siezenheim (Salzburg) ist ebenfalls nach ihm benannt. Der Platz reichte ursprünglich vom Ring bis zur Lothringerstraße und wurde 1904 in den 3. und 4. Bezirk erweitert; der dortige Platzteil hieß 1946–1956 Stalinplatz.
- Schweizer-Garten-Straße, 1958 benannt nach dem Schweizergarten, der 1905–1906 als städtischer Park angelegt und im Stil eines englischen Landschaftsgartens gestaltet wurde. Ursprünglich wurde die Anlage Maria-Josefa-Park benannt, nach Erzherzogin Maria Josefa, Ehefrau von Erzherzog Otto und Mutter des letzten österreichischen Kaisers Karl I. Nach Ende des Ersten Weltkrieges wurde der Park 1920 aus Dankbarkeit für die großzügige Hilfe, die die Schweiz der Not leidenden Wiener Bevölkerung nach Kriegsende geleistet hatte, in Schweizer Garten umbenannt.
- Sebastianplatz, 1905 benannt nach dem heiligen Sebastian († um 288). Der Legende nach hatte er sich als Hauptmann der Prätorianergarde öffentlich zum Christentum bekannt und notleidenden Christen geholfen, woraufhin ihn Kaiser Diokletian zum Tode verurteilte und von Bogenschützen erschießen ließ. Er ist gemeinsam mit Rochus von Montpellier Schutzpatron der Rochuskirche; siehe auch Pfarrhofgasse. Seit 1970 befindet sich hier die Evangelische Pauluskirche der Evangelischen Pfarrgemeinde A.B. Der Platz wurde auf einem Teil des historischen Arenbergparks angelegt; die Häuser wurden 1905–1908 errichtet.
- Sechskrügelgasse, 1870 benannt nach dem ehemaligen Hausschild „Zu den sechs Krügeln“ auf Nr. 2. Die Gasse hieß davor (z. B. Stadtplan um 1830) Krügelgasse bzw. Kriegl Gasse.
- Seidlgasse, 1876 benannt nach dem Archäologen und Schriftsteller Johann Gabriel Seidl (1804–1875), Kustos am Münz- und Antikenkabinett (ab 1840). Neben seinen wissenschaftlichen Studien veröffentlichte er zahlreiche Gedichte und Erzählungen; viele seiner Gedichte wurden von Franz Schubert (z. B. Die Taubenpost) und von Carl Loewe (z. B. Die Uhr) vertont. Bekannt wurde Seidl als Textdichter der österreichischen Kaiserhymne „Gott erhalte, Gott beschütze unsern Kaiser, unser Land!“, deren Melodie von Joseph Haydn heute als Deutsche Nationalhymne verwendet wird. Die Gasse hieß zuvor (z. B. Stadtplan um 1830) Obere Gärtnergasse.
- Seippgasse, 1959 benannt nach dem Theaterschriftsteller und Theaterdirektor Christoph Ludwig Seipp (1747–1793); er arbeitete in verschiedenen wandernden Schauspielertruppen in Ungarn, Mähren und Schlesien, war Theaterdirektor in Preßburg und Direktor des Stadttheaters Hermannstadt, wo er auch das „Theatral Wochenblatt“ publizierte. 1793 war er kurz – bis zu seinem Tod im gleichen Jahr – Direktor des Landstraßer Theaters an der Ecke Rochusgasse (damals Sterngasse) und Karl-Borromäus-Platz (damals Gemeindeplatz). Das stets erfolglose Theater wurde in der Folge von seiner Witwe Sophie Seipp geleitet, musste aber noch im gleichen Jahr schließen.[43][44]
- Sepp-Jahn-Promenade, 2012 benannt nach dem Maler und Grafiker Josef („Sepp“) Jahn (1907–2003). Aus der Konfrontation mit dem Elend der Bevölkerung nach dem Ersten Weltkrieg schuf er „Arbeiterbilder“ und einen „Vorstadt-Zyklus“. Während des Zweiten Weltkriegs war er als Kriegsmaler für das Heeresgeschichtliche Museum tätig. Um 1960 galt er als einer der ersten Experimentalfilmer und zählte zur Avantgarde des österreichischen Films.[45] Für das Kloster in Kirchberg am Wechsel schuf Jahn das angeblich größte Fastentuch der Welt.[46]
- Siegelgasse, 1862 benannt in Erinnerung daran, dass der Stadt Wien 1461 erlaubt wurde, den Doppeladler in Siegel und Stadtwappen zu führen, nachdem die Stadt Kaiser Friedrich III. gegen seinen Bruder Herzog Albrecht VI. unterstützt hatte. Ein Siegel ist eine Form der Beglaubigung von Urkunden mithilfe eines Siegelstempels, der in eine weiche, erhärtende Masse (Siegelklumpen aus Siegellack, Wachs) gedrückt wird. Die kurze Gasse gegenüber dem Palais Rasumofsky hieß früher Zwerchgasse und dann (z. B. Stadtplan um 1830) bis 1862 Spiegelgasse.
- Sparefrohgasse, 1965 benannt nach der Werbefigur Sparefroh, die vom Salzburger Grafiker Leopold Juriga 1956 entworfen wurde. Der österreichische Sparkassenverband empfahl in diesem Jahr allen Sparkassen, das Sparefroh-Männchen in den Mittelpunkt ihrer Sparwerbung zu stellen, vor allem zum Weltspartag. Der Werbeleiter der damaligen Zentralsparkasse der Gemeinde Wien, Karl Damisch, entwickelte rund um den Sparefroh eine umfangreiche Werbekampagne. 1969 verpasste die Grafikerin Rosi Grieder der Figur ein neues, modernes Aussehen. Der Sparefroh wird heute von der Ersten Bank und den österreichischen Sparkassen für die an Kinder gerichtete Werbung eingesetzt. Die Gasse liegt am einstigen, 1965 eröffneten, 2008 verkauften Hauptgebäude der Zentralsparkasse zwischen der Vorderen Zollamtsstraße und der Gigergasse (Bahnhof Wien Mitte), dieses auf dem Areal des einstigen Wiener Neustädter Kanals bzw. des Bürgertheaters.
- St.-Nikolaus-Platz, 1904 benannt nach dem ehemaligen Zisterzienserinnen-Frauenkloster St. Nikolai (auch St. Niklas), aus dem die Vorstadt Landstraße ursprünglich entstand; noch um 1200 wurde die Ortschaft deshalb als Niklasvorstadt bezeichnet. Das Kloster, das sich im Bereich Salmgasse / Rasumofskygasse befand, wurde 1228 von Herzog Leopold VI. gegründet. Zuvor existierte bereits eine Nikolaikapelle, die das Gotteshaus der kleinen Nikolaivorstadt war. Im Zug der Ersten Türkenbelagerung, 1529, griff Graf Johann Hardegg, Verteidiger des Rotenturmtors, mit 400 Reitern die in Sankt Marx lagernde Vorhut der Türken an. Als dann aber deren Hauptheer erschien, wurde das Kloster abgebrannt.[47] 1929 wurde ein Teil des Platzes, der seit 1927 im Rabenhof genannten riesigen Gemeindebau mit Dutzenden Stiegen liegt, in die Lustgasse einbezogen.
- Stammgasse, 1865 benannt nach den Baumstämmen in dieser einst waldreichen Gegend; siehe auch Baumgasse, Blattgasse, und Blütengasse. Die Gasse wurde nach 1830 in der Vorstadt Weißgerber neu angelegt.
- Stanislausgasse, 1862 benannt nach dem Juristen Stanislaus Neymister von Schudet (1806–1874), Hof- und Gerichtsadvokat; er besaß hier mehrere Grundstücke und erbaute das erste Haus in dieser Gasse. Sie kreuzt die ebenfalls in den 1860er Jahren entstandene Schützengasse
- Staribacherstraße, 2021 benannt nach dem Politiker Josef Staribacher (1921–2014); von 1961 bis 1983 war er Abgeordneter zum Nationalrat und von 1970 bis 1983 in allen vier von Bruno Kreisky geleiteten Kabinetten Bundesminister für Handel, Gewerbe und Industrie. Die Verkehrsfläche war zuvor Teil der Karl-Farkas-Gasse. Die erste Straßentafel wurde am 101. Geburtstag Staribachers, am 25. März 2022 enthüllt.[48]
- Steingasse, benannt (Datum unbekannt, um 1830 auf dem Vasquez-Stadtplan) Hans Pemmer zufolge nach dem Philologen Anton Joseph Stein (1759–1844), Hauslehrer der Grafenfamilie Daun (1781–1784), Professor der Poetik am Akademischen Gymnasium (1785–1802), Lehrer am Gymnasium zu St. Anna (1802–1806), Professor der Philologie und klassischen Literatur an der Universität Wien (1806–1825). Der exzentrische Wissenschaftler hat es nach Meinung seiner Zeitgenossen (u. a. Franz Grillparzer) nicht verstanden, sein Wissen sinnvoll an seine Schüler weiterzugeben.[49] Das Benennungsdatum wird bei Czeike, Vasquez ignorierend, nach 1850 angesetzt.
- Stelzhamergasse, 1907 benannt nach dem Schriftsteller Franz Stelzhamer (1802–1874); er führte zunächst ein unstetes Wanderleben als Schauspieler, Vortragskünstler und Schriftsteller und war dann als Journalist Wien, Oberösterreich, Salzburg und Deutschland tätig. Das Land Oberösterreich ermöglichte ihm mit einem Ehrensold ein gesichertes Leben. Stelzhamer gilt als bedeutendster Vertreter oberösterreichischer Mundartdichtung des ländlich-bäuerlichen Milieus, seine hochdeutschen Schriften werden dem gegenüber heute kaum beachtet. Die Gasse wurde auf dem Hafenareal des einstigen Wiener Neustädter Kanals angelegt. Im Historikerbericht Straßennamen Wiens seit 1860 als „Politische Erinnerungsorte“ aus dem Jahr 2013 ist die Straße Gruppe A (intensiver Diskussionsbedarf) zugeordnet[20]
- Streichergasse, 1893 benannt nach dem Klavierbauer Johann Baptist Streicher (1796–1871), k.u.k. Hoflieferant. Er war ab 1823 Teilhaber und nach dem Tod seiner Eltern 1833 Alleininhaber der Firma J. B. Streicher & Sohn, die unter seiner Leitung zahlreiche Patente entwickelte und Weltgeltung erlangte. Die Klaviere wiesen eine Erweiterung der deutschen Mechanik auf, indem Streicher eine Ausweitung des Klangvolumens, eine Vergrößerung des Tonumfangs auf sechs Oktaven und den „Hammerschlag von oben“ entwickelte, wodurch er zum Erfinder der „Wiener Mechanik“ wurde. In seinem Haus in der Ungargasse 45 fanden sonntäglichen Matineen statt, zu denen Adelige und Bürger geladen wurden, u. a. Haydn, Salieri, Beethoven, Czerny und viele andere Musiker. Der „Streicherhof“ wurde 1959 abgerissen.[50] Die Streichergasse zweigt drei Häuserblöcke südwärts von der Ungargasse ab.
- Strohgasse, 1862 benannt nach dem Strohspeicher der ehemaligen Heumarktkaserne benannt, der sich hier befand. Die Kaserne wurde 1774 als Reiterkaserne fertiggestellt und 1783 in eine Fuhrwesenkaserne (so 1830 auf dem Stadtplan) umgebaut. 1841–1844 wurde sie als Kaiser-Ferdinand-Infanteriekaserne neu gebaut. Im Rahmen der Kasernentransaktion wurde sie 1909 von der Gemeinde Wien übernommen und 1910 abgerissen. Die Gasse wurde in den 1870er Jahren bis zur Rechten Bahngasse und Ende des 19. Jahrhunderts bis zur Ungargasse verlängert.

## T

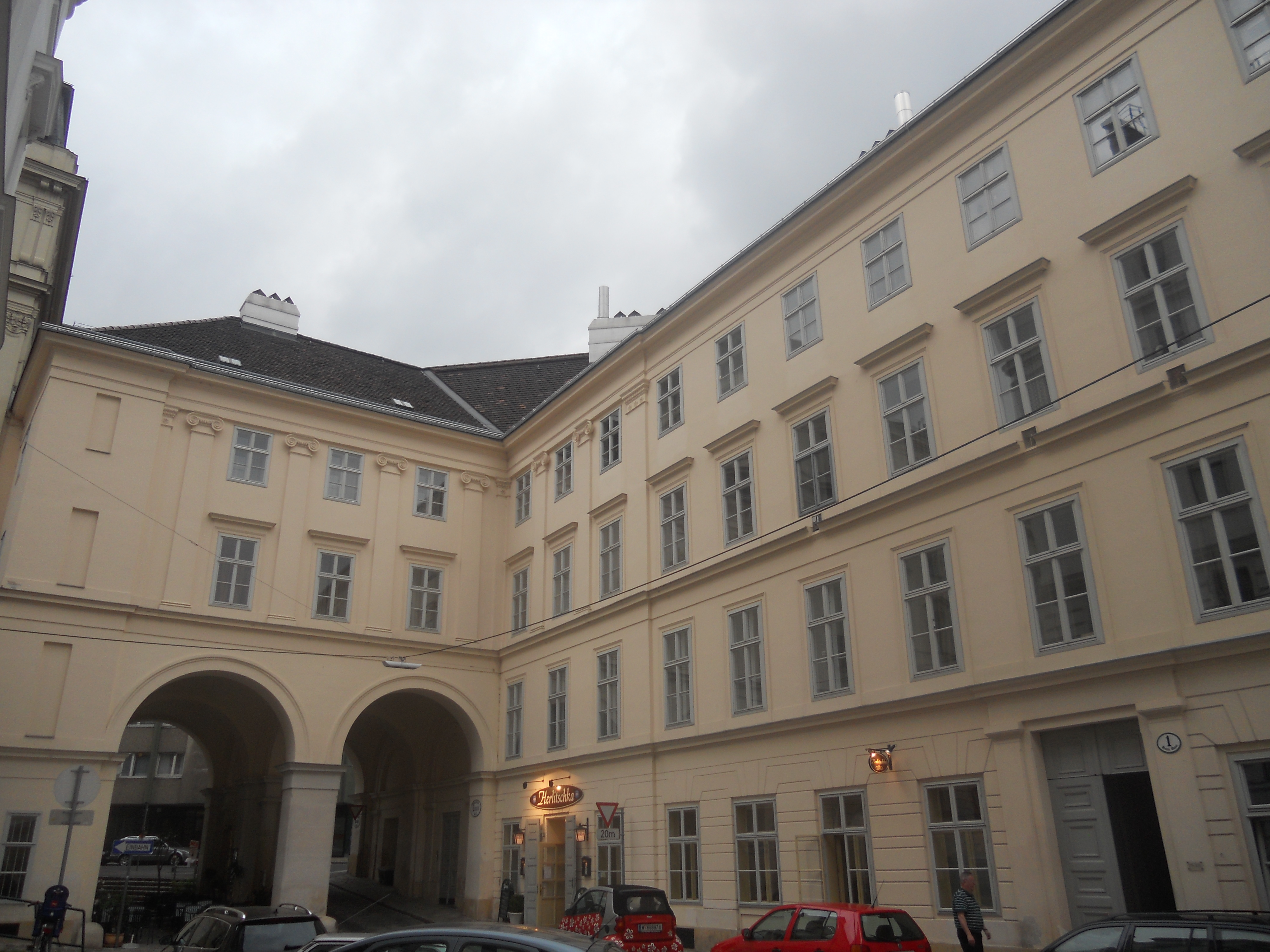
Die Traungasse mit dem Traunschen Haus

- Thomas-Klestil-Platz, 2006 benannt nach Bundespräsident Thomas Klestil (1932–2004). Der im Bezirksteil Erdberg geborene Diplomat begann seine Karriere 1957 im Bundeskanzleramt und war in der Folge österreichischer Botschafter bzw. Generalkonsul in Washington und Los Angeles. Er wurde für die Amtszeit 1992–1998 zum österreichischen Bundespräsidenten gewählt und 1998 bis 2004 wiedergewählt. Sein Vorgänger als Staatsoberhaupt war Kurt Waldheim, sein Nachfolger Heinz Fischer; Klestil starb zwei Tage vor dessen Angelobung.
- Tongasse, 1862 benannt nach den Tonmineralen. Ton ist der wichtigste und älteste Rohstoff für die Herstellung von Keramik. Als Bestandteil von Lehm wird er für die Herstellung von Ziegeln benötigt. Die Benennung bezieht sich darauf, dass in dieser Gegend zahlreiche Töpfer und Tonwarenerzeuger ihre Niederlassungen hatten. Siehe auch die Lehmgasse im 10. Bezirk, Favoriten. Die Gasse hieß davor Zieglergasse (um 1830 als Ziegelgasse auf dem Stadtplan).
- Town-Town-Spange, 2018 benannt als Werbung für das Bebauungsprojekt Town-Town, einen neuen Wirtschaftsstandort in Form eines selbstständig funktionierenden Stadtteils. Im größten Public-Private-Partnership-Projekt Österreichs sollen in Erdberg 19 Bürogebäude errichtet werden.[51]
- Traungasse, benannt vor 1859 (Lehmann-Erstausgabe) nach dem ehemaligen Adelsgeschlecht Abensberg-Traun, das 1653 von Kaiser Ferdinand III. in den Grafenstand erhoben wurde. Zum heutigen Besitzstand der Familie zählen die Burg Rappottenstein, die Burg Maissau, das Schloss Traun, das Schloss Groß-Schweinbarth samt den dazugehörigen Land- und Forstflächen mit einer Gesamtgröße von 7.506 ha, sowie das Palais Abensperg-Traun in der Wiener Weihburggasse, eine Reihe von Wiener Zinshäusern und ein argentinischer Grundbesitz. Auf der einen ganzen Häuserblock langen Liegenschaft Traungasse 1 (bei der Salesianergasse) befindet sich das 1837–1838 erbaute Traunsche Haus, später Sommerresidenz von Erzherzog Karl und seit 1871 im Besitz des Stiftes Klosterneuburg.[52] Die Gasse ist auf Stadtplänen um 1900 und 1912 im Abschnitt Salesianergasse–Marokkanergasse vorhanden, der restliche Teil ihres heutigen Verlaufs befand sich damals noch auf dem Areal der ab 1910 demolierten Heumarktkaserne.
- Trubelgasse, 1893 benannt nach dem Holzhändler Ludwig Trubel (1832–1891); Mitglied des Wiener Gemeinderats (1881–1889). Trubels Enkel Otto Trubel (1885–1966) war Maler und Radierer im Stil des Spätimpressionismus; er schuf zahlreiche Landschaftsansichten von Erdberg. Die Gasse verläuft im Fasanviertel, das hier erst gegen Ende des 19. Jh. ausgebaut wurde, auf zwei Häuserblöcke parallel zum Landstraßer Gürtel.

## U

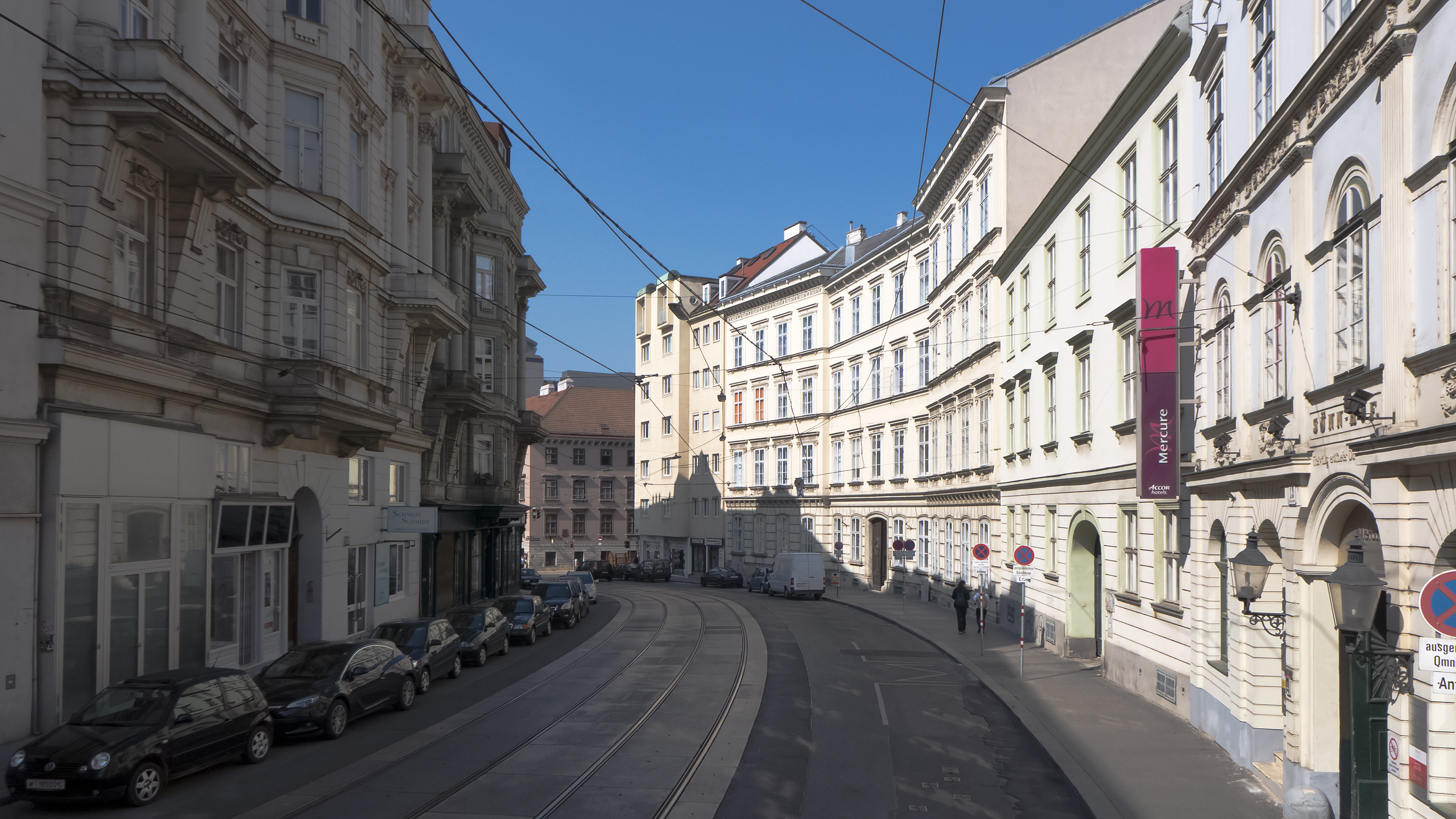
Ungargasse

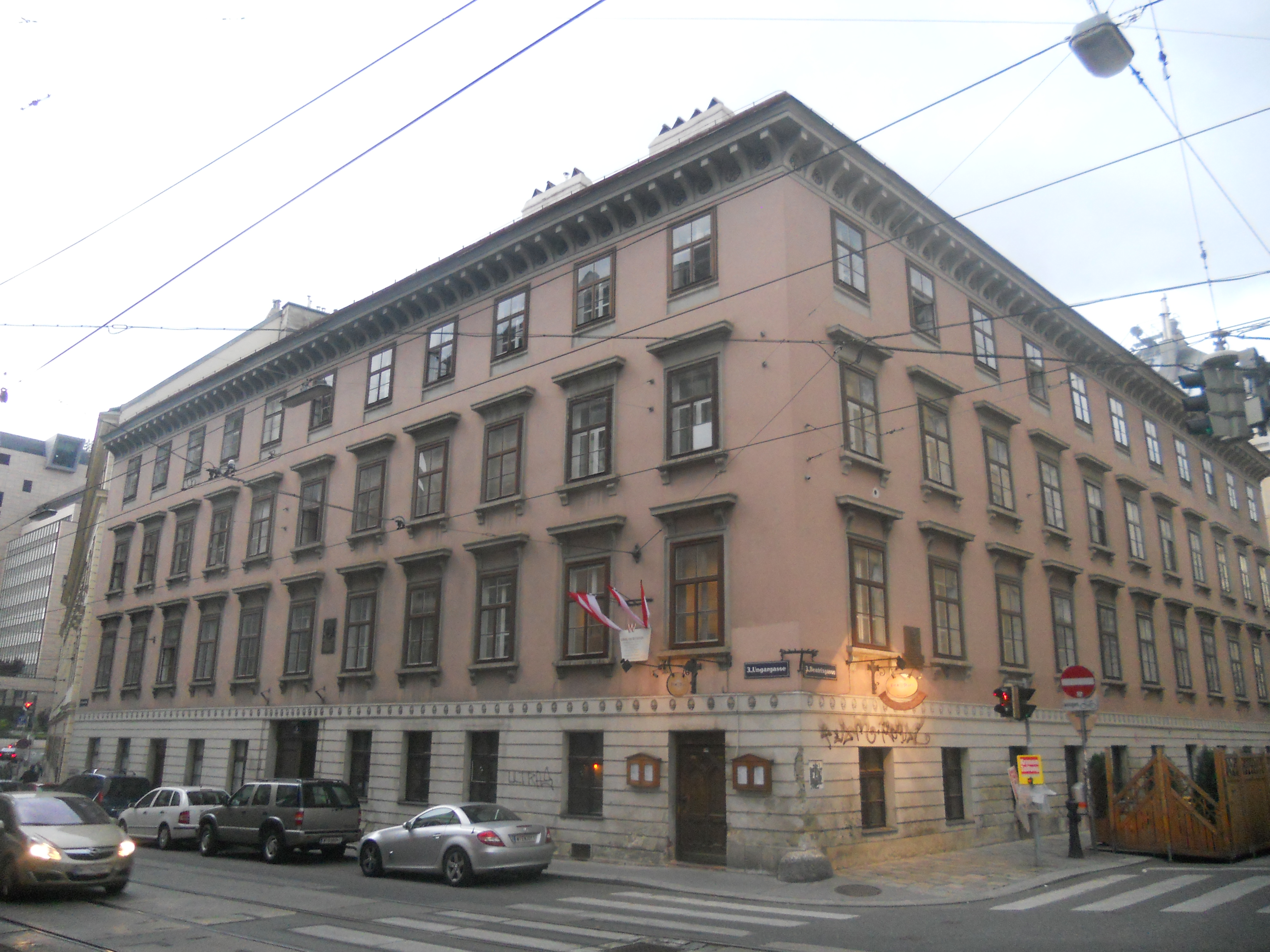
Haus „Zur Schönen Sklavin“ in der Ungargasse 5, Ecke Beatrixgasse 8 (rechts), erbaut 1801. Hier vollendete Beethoven 1824 seine 9. Symphonie.

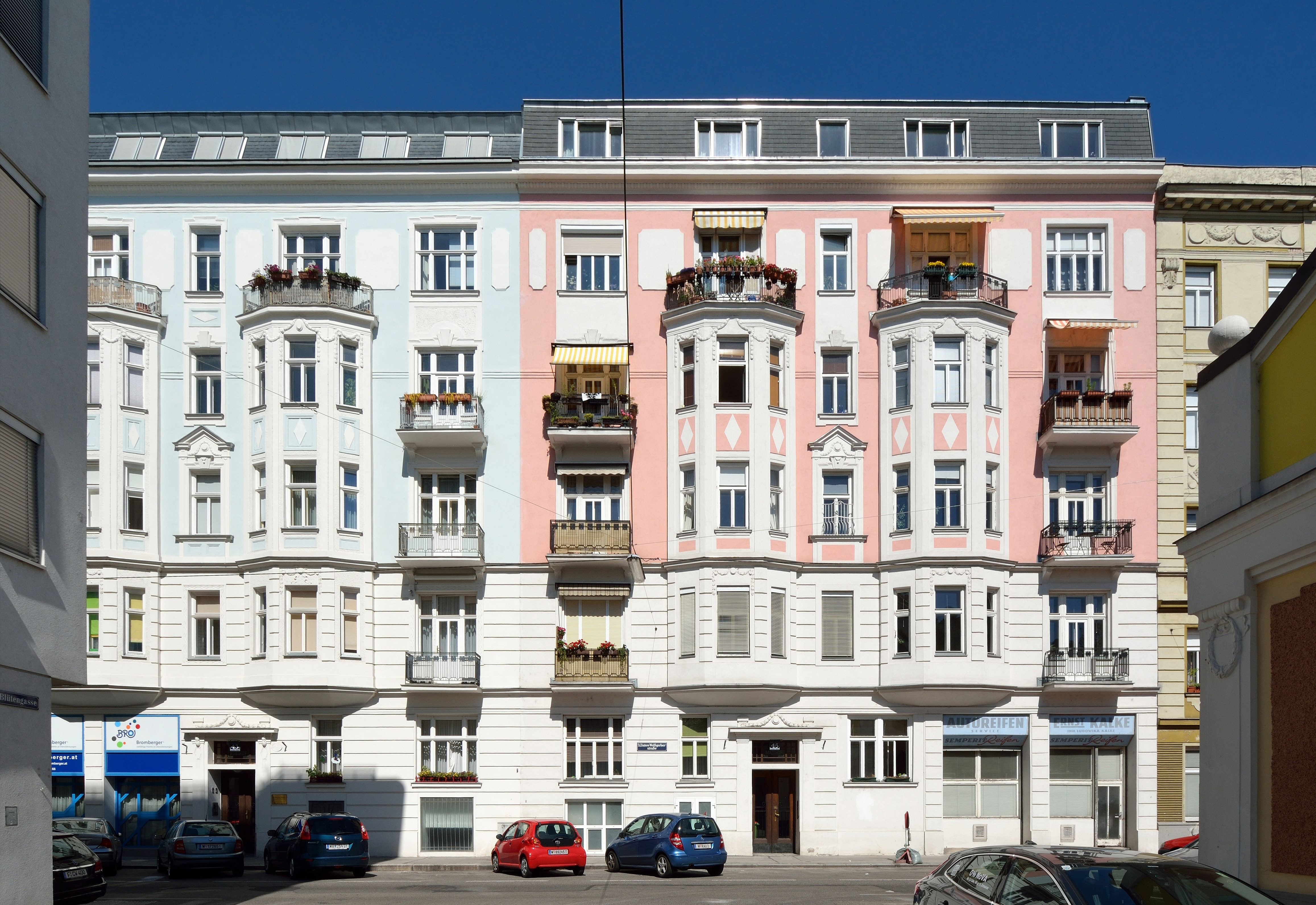
Wohnhaus Untere Weißgerberstraße 43 und 45, sogenannter Mädi-Hof und Bubi-Hof, Architekt Erwin Raimann

- Uchatiusgasse, 1881 benannt nach dem Feldmarschallleutnant, Artillerieexperten und Waffentechniker Franz Freiherr von Uchatius (1811–1881); er galt als einer der genialsten Konstrukteure der österreichischen Artillerie. Er projektierte den ersten Friktionszünder, erfand ein Verfahren zur Erzeugung von Stahlbronze, veröffentlichte ein verbessertes Verfahren zur Erzeugung von Gussstahl („Uchatius-Verfahren“) und konstruierte sogenannte Ringhohlgeschoße, die in fast allen Armeen angewendet wurden. Bei der Belagerung von Venedig (1849) baute er 110 von Ballons getragene Bomben, was zum ersten Luftangriff der Weltgeschichte führte. Die Uchatius-Kaserne in Kaisersteinbruch ist ebenfalls nach ihm benannt.
- Ungargasse, benannt (vor 1444, Datum unbekannt) nach den ungarischen Kaufleuten, die diese Straße viele Jahrhunderte lang als Transitweg für den Warenhandel nutzten und dabei in den anrainenden Herbergen und Gastwirtschaften übernachteten. Die heutige Ungargasse verband in der Römerzeit das Militärlager Vindobona mit der Zivilstadt, deren Hauptachse nach Czeike etwa den Rennweg entlang angenommen wird. Die Gasse wurde 1444 als Hungargasse urkundlich erwähnt; die Schreibung Hungarn für Ungarn war bis ins 19. Jh. üblich. Auf dem Vasquez-Stadtplan um 1830 scheint die Gasse aber als Unger Gasse auf. Ingeborg Bachmanns Roman Malina spielt zum Teil in ihrem Ungargassenland.
- Untere Viaduktgasse, 1862 benannt nach der dort von der Verbindungsbahnbrücke über den Donaukanal auf einem Viadukt verlaufenden heutigen Wiener S-Bahn-Stammstrecke, ursprünglich als Verbindungsbahn zwischen Nord- und Südbahn erbaut und 1859 eröffnet. Die Gasse begleitet die Bahnstrecke auf der vom Stadtzentrum abgewandten Seite (zentrumsseitig verläuft die Obere Viaduktgasse), befindet sich aber im südlichen Abschnitt zwischen Hetzgasse und Landstraßer Hauptstraße in größer werdender Entfernung von der dort in Tieflage verlaufenden Bahnstrecke, zuletzt mehr als einen Häuserblock weit weg. Siehe auch Obere Viaduktgasse, Linke Bahngasse, Rechte Bahngasse, Obere Bahngasse und Aspangstraße als die Bahn begleitende Verkehrswege.
- Untere Weißgerberstraße, 1862 benannt nach der ehemaligen Vorstadt Weißgerber. Der Ort wurde im 16. Jahrhundert als „Unter den Weißgerbern“ erstmals erwähnt. Er entstand nach der Ersten Wiener Türkenbelagerung im überschwemmungsgefährdeten Rückstaugebiet des Wienflusses und beherbergte Flecksieder, Rot- und Weißgerber. Im Zuge der 1850 erfolgten Eingemeindung der Vorstädte wurde aus den Vorstädten Weißgerber, Landstraße und Erdberg der neue 3. Bezirk mit dem Namen Landstraße gebildet. Siehe auch Obere Weißgerberstraße und Weißgerberlände. Die Straße hieß davor (z. B. Stadtplan um 1830, Lehmann 1859) Untere Gärtnergasse.

## V

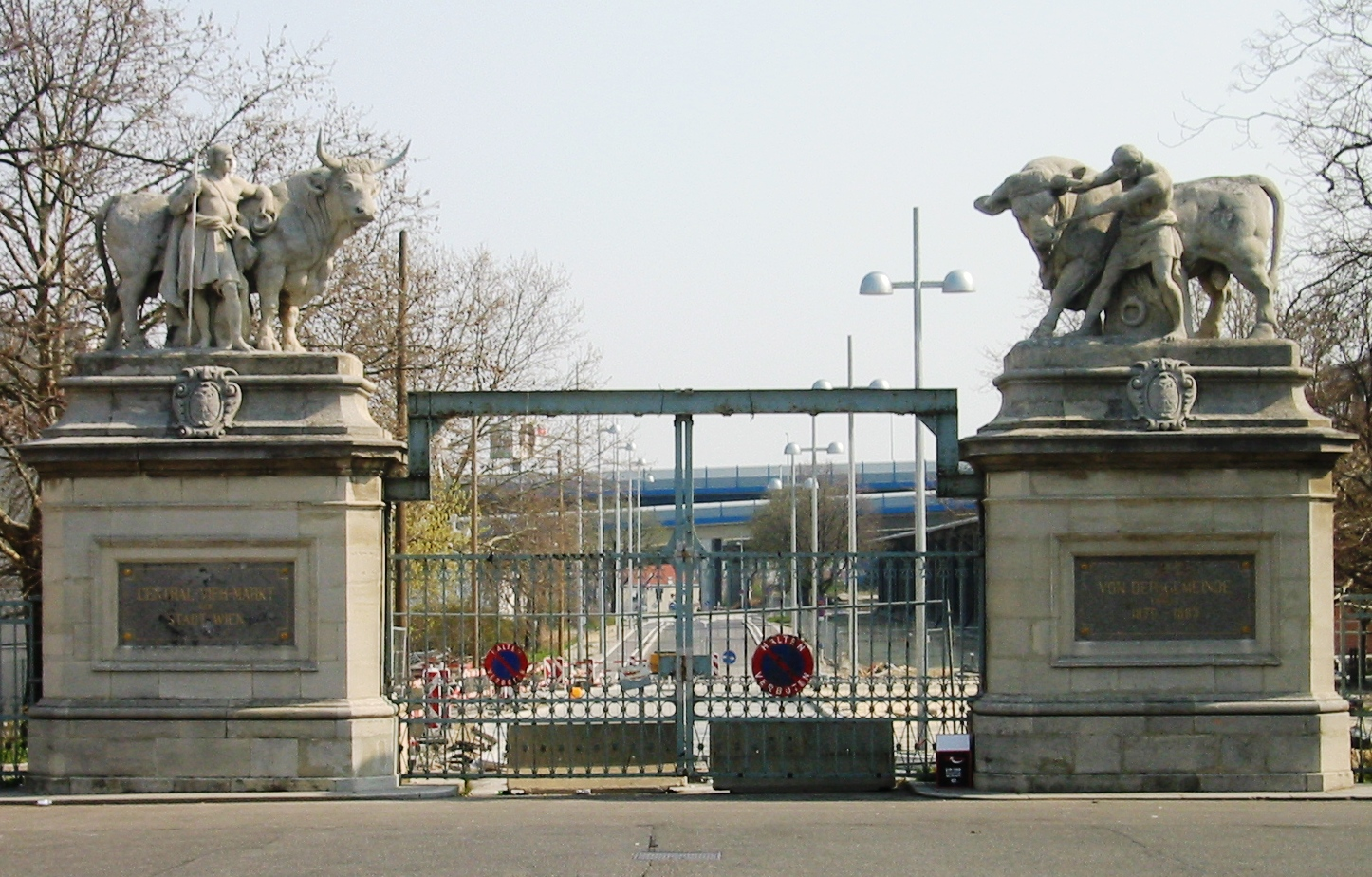
Tor zum ehemaligen Schlachthof Sankt Marx

- Veithgasse, 1877 benannt nach dem Arzt und Geistlichen Johann Emanuel Veith (1787–1876); als Priester war er 1821–1830 Mitglied des Redemptoristenordens, dann Weltpriester und 1831–1845 Domprediger zu St. Stephan. Als Mediziner war er Lehrer am k.k. Thierarzney-Institut, das sich in der Vorstadt Landstraße an der Linken Bahngasse befand; er stand ihm – inzwischen Professor – 1816–1821 als Direktor vor. Neben seiner umfangreichen Tätigkeit als Autor medizinischer Schriften war er Herausgeber zahlreicher religiöser Zeitschriften und Taschenbücher. Die Gasse hieß 1938–1947 Uhdegasse.
- Victor-Braun-Platz, 2010 benannt nach dem französischen Geistlichen Peter Viktor Braun (1825–1882), Priester des Bistums Metz und Gründer des Schwesternordens der „Dienerinnen des Heiligsten Herzens Jesu“. Aus der Schwesterngemeinschaft bildeten sich drei Provinzen: Frankreich, England und Österreich mit je drei eigenen Mutterhäusern in Argenteuil (1884), in Chigwell (1902) und in Wien (1893), die 2009 zusammen noch etwa 500 Mitglieder zählen. Der Wiener Zweig wirkt neben Österreich auch in Deutschland, in Tschechien und in Polen. Der Platz ohne Hausnummern, eigentlich nur die symbolische Umbenennung eines kleinen Straßenteils, befindet sich vor dem Eingang zur Kirche des Herz-Jesu-Krankenhauses in der Landstraßer Hauptstraße zwischen deren Nr. 137 und 137A.
- Viehmarktgasse, 1862 benannt nach dem Schlachthof und Zentralviehmarkt in Sankt Marx. Der Wiener Zentralviehmarkt war der größte Viehmarkt Wiens und der einzige Markt für den Verkauf von zur Schlachtung bestimmtem Großhornvieh, Kälbern, Schafen, Lämmern, Ziegen, Schweinen und Spanferkeln auf Gemeindegebiet. Der Schlachthof wurde ab 1846 errichtet und mehrmals erweitert; in der Zwischenkriegszeit erreichte er den Höhepunkt seiner Bedeutung für die Fleischversorgung von Wien. Ab Ende der 1990er Jahre wurde das Fleischzentrum stillgelegt, 2007 wurde das letzte Gebäude außer Betrieb gesetzt. Um 1830 stand hier an der heutigen Abzweigung der Gasse von der Schlachthausgasse direkt am Linienwall das Bürgerspital-Versorgungshaus.
- Vordere Zollamtsstraße, 1862 benannt nach dem ehemaligen Hauptzollamt. Das Gebäude wurde 1840–1844 von Paul Sprenger erbaut und befand sich unmittelbar neben dem 1849 zugeschütteten Hafenbecken des Wiener Neustädter Kanals. Das Amt wurde 1945 durch Bombentreffer zerstört und nicht wieder aufgebaut. (Der heutige Bahnhof Wien Mitte, im ehemaligen Hafen errichtet, hieß bis 1962 Hauptzollamt.) Auf Nr. 1, dem früheren Zollamtsareal, wurde das Bundesamtsgebäude Radetzkystraße 2, Sitz des Verkehrsministeriums, des Gesundheitsministeriums und des Finanzamtes für den 1. und den 23. Bezirk, erbaut. Auf Nr. 9, Ecke Marxergasse, befindet sich das ehemalige Gebäude der Marinesektion des k.u.k. Kriegsministeriums, auf Nr. 13 die ehemalige Hauptanstalt der Zentralsparkasse auf dem Bauplatz des einstigen Bürgertheaters. Siehe auch Hintere Zollamtsstraße und Zollgasse.

## W
- Wällischgasse, 1905 benannt nach den ehemaligen wällischen Gärten (wällisch = welsch = italienisch), die sich hier befanden. Diese Weingärten wurden ursprünglich vom aus Verona vertriebenen Adelsgeschlecht della Scala angelegt und 1445 von Gräfin Aria della Scala an die ortsansässigen Beschuhten Augustiner-Eremiten verschenkt. „Welsche“ ist vermutlich ursprünglich die germanische Bezeichnung für die Kelten. In der deutschen Sprache werden heute unter Welschen als Exonym jeweils die am nächsten wohnenden romanischen Völker bezeichnet. Der Ausdruck Welschland wurde früher unter anderem für Italien und Frankreich verwendet.
- Wassergasse, 1862 benannt nach ihrer Ausrichtung zum Donaukanal („zum Wasser“); sie trifft rechtwinklig bei der Erdberger Lände auf den Fluss. Die Gasse wurde schon zuvor volkstümlich so bezeichnet; sie wurde um 1882 bis zur Landstraßer Hauptstraße verlängert. Um 1830 bestand nur der Abschnitt zwischen Erdberger Haupt-Strasse und Lände und war auf dem Vasquez-Stadtplan als Donau Gasse eingetragen. Später hieß die Gasse bis 1862 D'Orsay Gasse.
- Wedlgasse, 1910 benannt, nach dem Pathologen Carl Wedl (1815–1891). Nach seiner Promotion (1841) war er zunächst als Arzt in Bad Ischl tätig. Ab 1844 nahm er histologische Untersuchungen auf und wurde als Schüler von Carl von Rokitansky 1849 habilitiert. Als zunächst außerordentlicher (ab 1853) und später ordentlicher (ab 1872) Professor für Histologie an der Universität Wien war er erster Lehrstuhlinhaber für Histologie im deutschen Sprachgebiet; 1883 war er Rektor der Universität.
- Wehleweg, 2014 benannt nach dem Komponisten, Autor und Kabarettisten Peter Wehle (1914–1986); der gelernte Jurist war schon früh als Pianist und Komponist tätig. Nach 1945 arbeitete er als Kabarettist und Theaterschauspieler. 1948 lernte er Gerhard Bronner kennen, mit dem ihn eine lebenslange Freundschaft verband; die beiden verfassten gemeinsam im Laufe der Jahre über 1.000 Texte und Melodien. 1974 promovierte Wehle in Germanistik und veröffentlichte in der Folge das Buch Sprechen Sie Wienerisch?, ein etymologisches Wörterbuch des Wiener Dialekts.
- Weinlechnergasse, 1910 benannt nach dem Kinderchirurgen Josef Weinlechner (1829–1906); er wurde 1868 Primarchirurg am St. Anna Kinderspital. Seine Zulassung zur „Docentur für Chirurgie mit besonderer Berücksichtigung des kindlichen Alters“ gilt heute als Meilenstein in der Geschichte des Faches Kinderchirurgie. 1873 wurde er a.o. Professor und 1878 ordentlicher Professor an der Universität Wien. Sein Ruf, ein „furchtloser Chirurg mit ausgezeichneter Technik und einer Ruhe, die ihn auch in heikelsten Fällen nie in Verlegenheit brachte“, zu sein, machten ihn in seiner Zeit – sogar neben dem weltberühmten Wiener Chirurgen Theodor Billroth – zu einem der populärsten und gesuchtesten Chirurgen Wiens.[53]
- Weißgerberlände, 1862 benannt nach der ehemaligen Vorstadt Weißgerber. Der Ort wurde im 16. Jahrhundert als „Unter den Weißgerbern“ erstmals erwähnt. Er entstand nach der Ersten Wiener Türkenbelagerung im überschwemmungsgefährdeten Rückstaugebiet des Wienflusses und beherbergte Flecksieder, Rot- und Weißgerber. Im Zuge der 1850 erfolgten Eingemeindung der Vorstädte wurde aus den Vorstädten Weißgerber, Landstraße und Erdberg der neue 3. Bezirk mit dem Namen Landstraße gebildet. Siehe auch Obere Weißgerberstraße und Untere Weißgerberstraße. Der mittlere Teil der Straße hieß um 1830 in Hinblick auf eine nahe Hinrichtungsstätte Armen Sünder Gasse, der flussabwärts bis zur Sophien Kettenbrücke anschließende Teil An der Gänseweide.
- Weyrgasse, 1919 benannt nach dem Bildhauer Rudolf Weyr (1847–1914); er gilt als Vertreter des Neobarock und als einer der wichtigsten Künstler der Ringstraßenepoche. Von ihm stammen u. a. das Denkmal für Franz Grillparzer im Burggarten (1889, gemeinsam mit Carl Kundmann), der Brunnen „Die Macht zur See“ am Michaelertrakt der Hofburg (1895), das Denkmal für Hans Canon beim Stadtpark (1905) und das Denkmal für Johannes Brahms auf dem Karlsplatz (1908). Die Gasse, die in der Mitte vom Esteplatz unterbrochen wird, hieß davor Estegasse und wurde gleichzeitig mit diesem um 1909 angelegt.
- Wildgansplatz, 1932 benannt nach dem Schriftsteller und Theaterdirektor Anton Wildgans (1881–1932); der gelernte Jurist betätigte sich ab 1912 ganz als Journalist und Schriftsteller. Er schrieb für diverse Zeitschriften und verfasste u. a. die sozialkritischen Dramen Armut (1914) und Dies Irae (1918). Wildgans setzte sich sehr für die staatliche österreichische Eigenständigkeit ein. In den Jahren 1921–1922 und 1930–1931 war er Direktor des Wiener Burgtheaters. 1932 war Anton Wildgans aussichtsreichster Kandidat für den Nobelpreis für Literatur; er verstarb allerdings kurz zuvor an einem Herzinfarkt.[54] Der Wildganshof ist ebenfalls nach ihm benannt. Der Platz ohne Hausnummern befindet sich, wo der Landstraßer Gürtel in die Landstraßer Hauptstraße übergeht und eine Auffahrt zur A23 Südosttangente abzweigt.
- Würtzlerstraße, 1897 benannt nach dem Arzt Ladislaus von Würtzler (1847–1896); der gebürtige Ungar galt als sozial und versorgte die Armen der Landstraße kostenlos. Die Straße hieß vor 1897 Bockgasse (Lehmann 1896).

## Z
- Zaunergasse, 1894 benannt nach dem Bildhauer Franz Anton von Zauner (1746–1822), Lehrer an der k.k. Hofakademie (ab 1781), Professor (ab 1796), Direktor der Maler- und Bildhauerklasse (ab 1806). Zauner war ein Vertreter des Frühklassizismus als Nachfolger von Georg Raphael Donner. Seine Hauptwerke sind die Reiterstatue Josephs II., wofür er 1807 von Kaiser Franz I. in den Adelsstand erhoben wurde, und das Denkmal Leopolds II. in der Augustinerkirche in Wien. Die Gasse hieß davor Michaelgasse.
- Zemanekgasse, 2019 benannt nach dem Computerpionier Heinz Zemanek (1920–2014); seine bekannteste Leistung war 1958 der Bau des ersten volltransistorisierten Computers auf dem europäischen Festland, des „Mailüfterls“. Im Bereich der Programmiersprachen war Zemanek für die formale Definition der Programmiersprache PL/I der Firma IBM mitverantwortlich, geschrieben in der sogenannten Vienna Definition Language (VDL).
- Ziehrerplatz, 1933 benannt nach dem Komponisten und Kapellmeister Carl Michael Ziehrer (1843–1922), zunächst ab 1884 Kapellmeister des Infanterie-Regiments Hoch- und Deutschmeister Nr. 4. In der Folge gab er Konzerte in ganz Europa und 1893 anlässlich der Weltausstellung auch in Chicago. Der Höhepunkt seiner Laufbahn war seine Ernennung zum vierten und letzten k.k. Hofballmusikdirektor (nach Johann Strauss Vater, Johann Strauss Sohn und Eduard Strauß) im Jahr 1907. Ziehrer verlor infolge der Inflation nach dem Ersten Weltkrieg sein Vermögen und starb verarmt; sein Leichnam wurde in der Rochuskirche eingesegnet. Der Platz hieß davor Rochusplatz.
- Zollgasse, 1862 benannt nach dem ehemaligen Hauptzollamt. Das Gebäude wurde 1840–1844 von Paul Sprenger erbaut und befand sich unmittelbar neben dem 1849 zugeschütteten Hafenbecken des Wiener Neustädter Kanals. Das Amt wurde 1945 durch Bombentreffer zerstört und nicht wieder aufgebaut. (Der heutige Bahnhof Wien Mitte, im ehemaligen Hafen errichtet, hieß bis 1962 Hauptzollamt.) Siehe auch Hintere Zollamtsstraße und Vordere Zollamtsstraße. Die Gasse hieß um 1830 auf dem Vasquez-Plan Holzgestättengasse und erstreckte sich vor dem Bahnbau 1859 auch über späteres Bahngelände. Die Kegelgasse war 1830 eine Verbindung von der (längeren) Holzgestättengasse zur heutigen Marxergasse, etwa dort, wo sich heute ein Abschnitt der Unteren Viaduktgasse befindet. In Lehmann wurde 1861 auch die frühere Holzgestättengasse als Kegelgasse geführt, bevor 1862 der Name Zollgasse bzw. Untere Viaduktgasse gewählt wurde.

## Historische Straßennamen

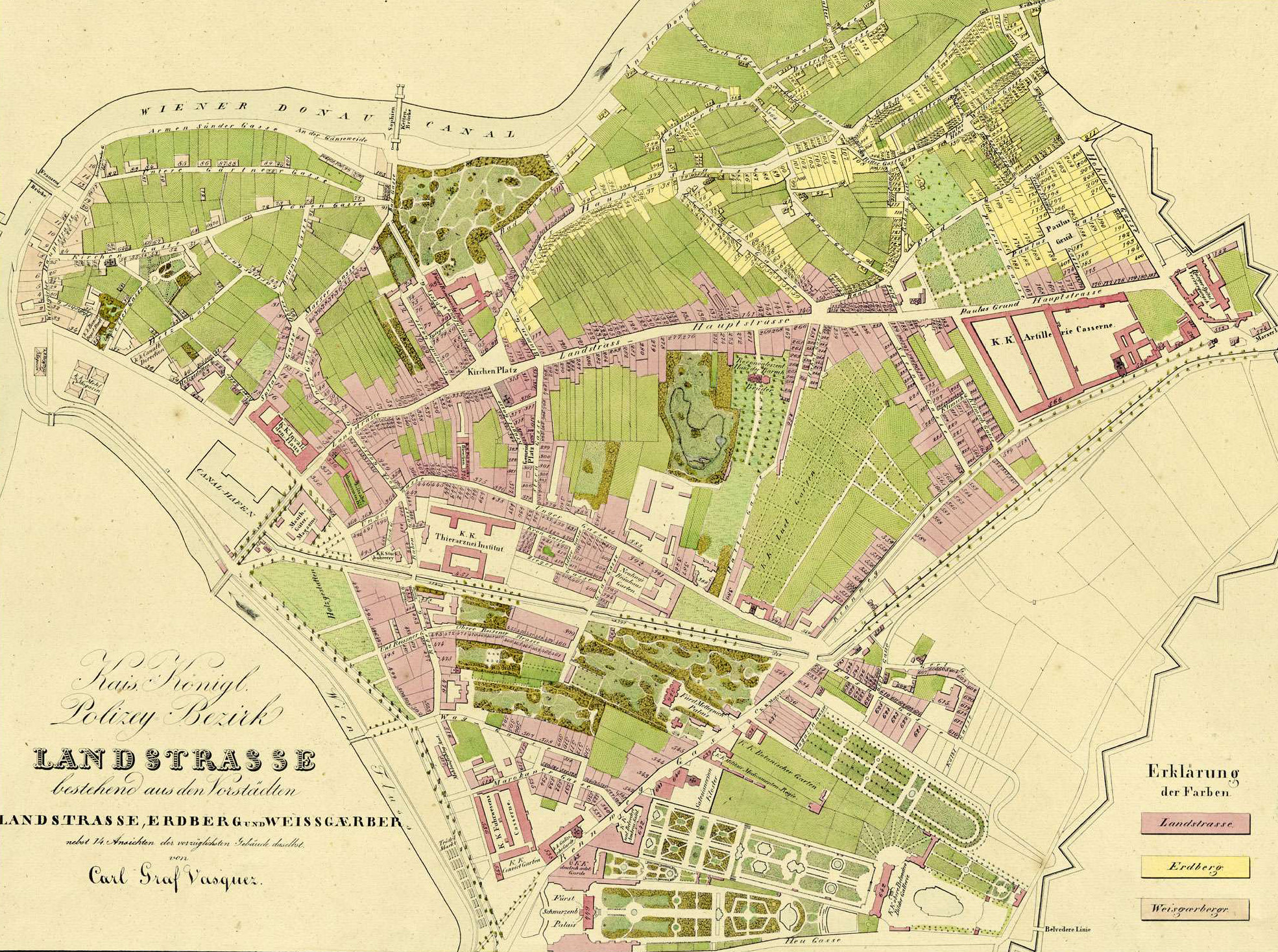
Carl Graf Vasquez: Der Polizeibezirk Landstraße (Vorstädte Weißgerber, Landstraße und Erdberg) um 1830

Katasterplan aus dem Jahr 1885

- Adelgundegasse: siehe Grimmelshausengasse
- Adlergasse: siehe Posthorngasse
- Am Feld: siehe Gerlgasse
- Am Glacis: siehe Am Heumarkt bzw. Hintere Zollamtsstraße
- Am Kanal: siehe Aspangstraße bzw. Rechte Bahngasse und Linke Bahngasse
- Amongasse: siehe Gestettengasse
- An der Donau: siehe Dampfschiffstraße bzw. Erdberger Lände
- Antongasse: siehe Erdbergstraße
- Antonsgasse: siehe Würtzlerstraße
- Arenbergring: siehe Dannebergplatz
- Arsenalweg: siehe Grasbergergasse
- Auf der Haide: siehe Döblerhofstraße
- Auf der Schutzen: siehe Schützengasse
- Aufwaschgasse: benannt nach einer Pferdewaschanlage, zwischen Dietrichgasse und Erdberger Lände, um 1900 aufgelassen, heute ist dort ein Betriebsgelände
- Badgasse: siehe Hörnesgasse bzw. Parkgasse und Rasumofskygasse
- Beinsiedergasse, schräglaufend zwischen Dietrichgasse und Erdberger Lände, schon um 1880 verbaut bzw. durch die 1874 projektierte, anders orientierte Haidingergasse ersetzt
- Berthagasse: siehe Gudrunstraße
- Blumengasse: siehe Kundmanngasse
- Bockgasse: siehe Beatrixgasse, Rabengasse und Gärtnergasse
- Brunngasse: siehe Kegelgasse
- Croatengasse: siehe Gudrunstraße
- Daffingergasse: siehe Lisztgasse
- Dirmosergasse: siehe Grasbergergasse
- Donaustraße: siehe Dampfschiffstraße
- Dörfelgasse: siehe Fiakerplatz
- D’Orsay-Gasse: siehe Wassergasse
- Erdberger Hauptstraße: siehe Erdbergstraße
- Estegasse: siehe Weyrgasse
- Feldgasse: siehe Keinergasse
- Franz-Grill-Straße: siehe Franz-Grill-Straße
- Franz-Hauer-Gasse: siehe Fritz-Henkel-Gasse
- Gänseweide: siehe Weißgerberlände
- Gärtnergasse: siehe Untere Weißgerberstraße
- Geißelberger Weg: siehe Gudrunstraße
- Gemeindegasse: siehe Salmgasse
- Gemein(de)platz: siehe Karl-Borromäus-Platz
- Gerlgasse: siehe Hohlweggasse
- Gestettengasse: siehe Kegelgasse
- Grasgasse: siehe Neulinggasse
- Grasweg: siehe Neulinggasse
- Grenzsteig: siehe Gestettengasse
- Große Rüdengasse: siehe Rüdengasse
- Hafengasse: siehe Klimschgasse
- Hahnlgasse: siehe Kaisergartengasse
- Haltergasse: siehe Juchgasse bzw. Lechnerstraße
- Herbstgasse: siehe Gänsbachergasse
- Heugasse: siehe Prinz-Eugen-Straße
- Heugries: siehe Am Heumarkt
- Hoernesgasse: siehe Geologengasse
- Holzgestättengasse: siehe Zollgasse
- Hohlwegstraße: siehe Schlachthausgasse
- Hühnergasse: siehe Kaisergartengasse
- Hungargasse: siehe Ungargasse
- Ida-Bohatta-Platz: siehe Platz der Sozialen Sicherheit
- Im Gereit: siehe Am Heumarkt
- Kanalgasse: siehe Hafengasse
- Kegelgasse (frühere): siehe Zollgasse
- Kettenbrückengasse: siehe Marxergasse bzw. Rasumofskygasse
- Kirchengasse: siehe Apostelgasse bzw. Löwengasse
- Kleine Gasse: siehe Kleingasse
- Kleine Rittergasse: auf dem Gelände des heutigen Rabenhofs, angeblich nach den Knappen von Richard Löwenherz benannt
- Klischgasse: siehe Hafengasse
- Knappengasse: auf dem Gelände des heutigen Rabehofs, angeblich nach den Knappen von Richard Löwenherz benannt
- Kollergasse: siehe Kegelgasse
- Krongasse: siehe Krummgasse
- Krügelgasse: siehe Sechskrügelgasse
- Kugelgasse: siehe Fiakerplatz
- Kunergasse: siehe Keinergasse
- Laufsteig: siehe Rennweg
- Leonhardigasse: siehe Leonhardgasse
- Luitpoldgasse: siehe Gottfried-Keller-Gasse
- Lustgasse: siehe Hainburger Straße
- Lustig-Prean-Gasse: siehe Jaurèsgasse
- Magazingasse: siehe Mechelgasse
- Maria-Eis-Gasse: siehe dort und auch Rochusplatz
- Marx-Meidlinger Straße: siehe Grasbergergasse bzw. Kelsenstraße und Arsenalweg
- Michaelergasse: siehe Keinergasse
- Michaelgasse: siehe Zaunergasse
- Mitterweg: siehe Erdbergstraße
- Obere Gärtnergasse: siehe Seidlgasse
- Obere Landstraße: siehe Landstraßer Hauptstraße
- Obere Reisnerstraße: siehe Reisnerstraße
- Paulusgrund: siehe Paulusplatz
- Paulusgrund-Hauptstraße: siehe Landstraßer Hauptstraße
- Paulushöhe: siehe Hainburger Straße
- Pfarrgasse: siehe Pfarrhofgasse
- Pragerstraße: siehe Radetzkystraße
- Rabengasse: siehe Beatrixgasse bzw. Arsenalweg
- Rauchfangkehrergasse: siehe Rasumofskygasse
- Reithmanngasse: siehe Am Kanal
- Rennweggasse: siehe Rennweg
- Richardgasse: siehe Jaurèsgasse
- Rochusplatz: siehe Ziehrerplatz
- Rudolfsgasse: siehe Juchgasse
- Schulgasse: siehe Kardinal-Nagl-Platz bzw. Eslarngasse
- Sechsschimmelgasse: siehe Schimmelgasse
- Seilergasse: siehe Kolonitzgasse
- Simmeringer Straße: siehe Gudrunstraße
- Sophienbrückengasse: siehe Kundmanngasse
- Spiegelgasse: siehe Siegelgasse
- Spitalgasse: siehe Marxergasse
- St. Johannesstraße: siehe Johannesgasse
- Stalinplatz: siehe Schwarzenbergplatz
- Sterngasse: siehe Rochusgasse
- Stuckgasse: siehe Ungargasse
- Tegetthoffgasse: siehe Kleistgasse
- Thomasgasse: siehe Kardinal-Nagl-Platz
- Thomasplatz: siehe Kardinal-Nagl-Platz
- Über dem Kanal: siehe Leberstraße
- Untere Landstraße: siehe Landstraßer Hauptstraße
- Untere Reisnerstraße: siehe Reisnerstraße
- Waaggasse: siehe Salesianergasse
- Wällischgasse: siehe Hainburger Straße
- Weidegasse: siehe Drorygasse
- Weißgerber Hauptstraße: siehe Obere Weißgerberstraße
- Weißgerber Straße: siehe Obere Weißgerberstraße
- Ziakplatz: siehe Fred-Zinnemann-Platz
- Zieglergasse: siehe Tongasse
- Zwerchgasse: siehe Siegelgasse

1938–1945
- Adolf-Kirchl-Straße: siehe Baumannstraße
- General-Krauß-Platz: siehe Esteplatz
- Langemarckplatz: siehe Ludwig-Koeßler-Platz
- Max-Reger-Gasse: siehe Dapontegasse
- Richthofengasse: siehe Jaurèsgasse
- Schredtgasse: siehe Neulinggasse
- Uhdegasse: siehe Veithgasse